# Donald Trump
Pour les articles homonymes, voir Trump et Donald Trump, Jr..
Donald Trump (/ˈdɑnəld tɹʌmp/), de son nom complet Donald John Trump, né le 14 juin 1946 à New York, est un homme d'affaires milliardaire, animateur, producteur de télévision et homme d'État américain. Membre du Parti républicain, il est le 45e et 47e président des États-Unis, en fonction du 20 janvier 2017 au 20 janvier 2021 et depuis le 20 janvier 2025.
Fils du promoteur immobilier Fred Trump et de Mary Anne MacLeod Trump, il étudie à la Wharton School (Pennsylvanie). En 1971, il prend la direction de l'entreprise familiale, qu'il renomme The Trump Organization et se constitue dès lors un empire économique grâce à la construction ou à l'achat de bâtiments prestigieux, à l'instar de la Trump Tower et d'immeubles à l'étranger. Propriétaire de casinos, d'hôtels de luxe et de terrains de golf, il réalise de nombreux investissements dans d'autres domaines (sports, médias, concours de beauté, etc.).
Célébrité médiatique dès les années 1980, il est très impliqué dans le secteur télévisuel ; de 2004 à 2015, il est notamment l'animateur de l'émission de téléréalité The Apprentice, qui bat des records d'audience et dans laquelle il popularise l'expression « You're fired! » (« Vous êtes viré ! »).
En politique, il s'affilie à partir de 1987 au Parti républicain puis, deux ans au Parti de la réforme. Après avoir été un opposant résolu au président républicain George W. Bush, sous la présidence duquel il est inscrit au Parti démocrate, il revient au Parti républicain en 2009. Il critique la politique du président démocrate Barack Obama et reprend, pendant plusieurs années, les rumeurs conspirationnistes sur sa citoyenneté.
Alors que sa campagne n'est, à ses débuts, pas prise au sérieux par les observateurs, il remporte la désignation du Parti républicain aux primaires présidentielles de 2016 avec son slogan Make America Great Again. Se présentant comme un adversaire de l'establishment et du politiquement correct, il emploie un ton belliqueux, multiplie les déclarations controversées et s'engage notamment à réduire l'immigration. Son discours est souvent qualifié de populiste, nationaliste, protectionniste et climatosceptique. Sa victoire à l'élection présidentielle face à la démocrate Hillary Clinton, qui le devance toutefois largement dans le vote populaire, déjoue la quasi-totalité des pronostics. Il devient le président le plus âgé et le plus riche à entrer en fonction.
Pendant son premier mandat, il signe des décrets restreignant l'immigration — notamment issue de pays musulmans —, procède à une extension du mur à la frontière avec le Mexique, retire son pays de l'accord de Paris sur le climat et de l'accord de Vienne sur le nucléaire iranien, reconnaît Jérusalem comme capitale d'Israël, rétablit les relations avec la Corée du Nord, supervise l'accord de paix entre Israël et les Émirats arabes unis et crée la United States Space Force. En matière économique, il réduit les prélèvements obligatoires et toutes sortes d'impôts et taxes de manière plus générale, renégocie l'ALENA comme l'ACEUM et lance une guerre commerciale visant notamment la Chine, et bénéficie de résultats positifs en matière d'emploi et de croissance jusqu'à la crise sanitaire de 2020.
Il marque sa présidence par le renouvellement exceptionnel d'un tiers de la très influente Cour suprême des États-Unis, à laquelle il donne une coloration très conservatrice, et est régulièrement accusé d'entretenir une posture ambiguë vis-à-vis de groupes d'extrême droite violents. Son style de gouvernance inhabituel et sa communication offensive contribue à susciter très fréquemment des polémiques : il entretient ouvertement des relations très hostiles avec la presse, hormis certains médias conservateurs.
Au début de l'année 2020, impliqué dans une controverse avec le président ukrainien Volodymyr Zelensky, il subit une première procédure de destitution à la suite de laquelle il est acquitté par le Sénat. Peu après, sa gestion de la pandémie de Covid-19 est très contestée et il retire notamment durant cette période les États-Unis de l'Organisation mondiale de la santé (OMS).
Candidat à l'élection présidentielle de 2020, il est battu par le démocrate Joe Biden. Refusant de concéder sa défaite, il engage des recours juridiques, qui sont quasiment tous rejetés, et retarde la transition présidentielle. Le 6 janvier 2021, l'assaut du Capitole par certains de ses partisans notamment venus de l'ultra-droite, qui s'est déroulé après qu'il a tenu un discours incendiaire, est considéré comme une insurrection ou une tentative de coup d'État, ainsi qu'un épisode de violence politique sans précédent dans une démocratie avancée. Fait inédit pour un président américain, une seconde procédure de destitution est alors lancée contre lui, toujours sans succès. Il refuse d'assister à l'investiture de son successeur. Cet événement pousse de nombreux universitaires à comparer sa gouvernance au fascisme.
Conservant une influence importante au sein du Parti républicain, il annonce dès novembre 2022 sa candidature à l'élection présidentielle de 2024 et s'impose aux primaires du parti en mars de la même année. En parallèle, il connaît de nombreux problèmes judiciaires en raison notamment de son rôle dans l'assaut du Capitole, de ses tentatives d'inverser le résultat de la présidentielle de 2020 et d'accusations diverses de corruption, ainsi que d'agressions sexuelles. Il est en 2023 inculpé à quatre reprises, en particulier pour « complot contre les États-Unis » au niveau fédéral, et pour « fausses déclarations et faux documents, usurpation de fonction publique, faux et usage de faux » dans l'État de Géorgie. Le 30 mai 2024, il est reconnu coupable de 34 chefs d'accusation par un tribunal de New York dans l'affaire Stormy Daniels, impliquant des paiements frauduleux avant l'élection présidentielle de 2016, et devient le premier ancien président américain reconnu coupable de faits criminels.
Le 13 juillet 2024, il est victime d'une tentative d'assassinat lors d'un meeting de campagne présidentielle près de Butler, en Pennsylvanie, déclenchant l'ouverture d'une première enquête. Le 15 septembre 2024, une autre tentative d'assassinat présumée de Donald Trump sur son terrain de golf de West Palm Beach, en Floride, provoque l'ouverture d'une nouvelle enquête.
Le 5 novembre 2024, Donald Trump devient le deuxième président américain élu pour un second mandat non consécutif, et remporte à la fois le vote populaire et celui du collège électoral, face à la candidate démocrate et vice-présidente sortante Kamala Harris, au profit de laquelle le président Joe Biden s'était retiré. Toutes les poursuites lancées à son encontre, et particulièrement celles liées au 6 janvier 2021, sont abandonnées du fait de son élection.
La sortie des États-Unis de l'accord de Paris sur le climat (à nouveau) et de l'Organisation mondiale de la santé ainsi que la grâce accordée à plus de 1 500 émeutiers condamnés pour leurs actes du 6 janvier 2021 comptent parmi ses premiers décrets signés le jour de sa seconde investiture, le 20 janvier 2025. Il opère par la suite un rapprochement spectaculaire avec la Russie de Vladimir Poutine, évoque sa volonté de faire du Canada le 51e État américain, d'annexer le Groenland, de s'approprier le canal de Panama et la bande de Gaza, voulant faire de cette dernière la « Riviera du Moyen-Orient » vidée de ses habitants palestiniens. Le 2 avril 2025, qu'il qualifie de « Jour de la libération », il impose un relèvement des tarifs douaniers au monde entier, puis fait machine arrière, sauf pour la Chine, déclenchant un krach boursier. Par ailleurs, sous la houlette d'Elon Musk, nommé à la tête du Département de l'Efficacité gouvernementale, il procède à des coupes drastiques d'agences et de programmes gouvernementaux, ainsi qu'aux licenciements de dizaines de milliers de salariés fédéraux.

## Origines et jeunesse

### Famille
Donald John Trump (/ˈdɑnəld d͡ʒɑn tɹʌmp/) naît le 14 juin 1946 dans le quartier de Jamaica, dans l'arrondissement du Queens à New York. Il est baptisé et confirmé dans l'église presbytérienne de son quartier.
Quatrième d'une famille de cinq enfants, il est le fils de Fred Trump (1905-1999), germano-américain, et de Mary Anne Trump née MacLeod (1912-2000), d'origine écossaise,.
Il a deux frères et deux sœurs : Maryanne (1937-2023), Fred Jr. (1938-1981), Elizabeth (née en 1942) et Robert (1948-2020). Son frère aîné, Fred Trump Jr., est mort d'alcoolisme, ce qui a poussé Donald Trump à s'abstenir d'alcool et de cigarettes.
La famille paternelle de Trump est d'origine allemande, sa famille maternelle, d'origine écossaise. Parmi ses grands-parents paternels, qui viennent de Kallstadt, on trouve Frederick Trump, qui fit fortune dans les villes champignons de Seattle et du Klondike. Fred Trump, père de Donald, né dans le Bronx, fit carrière comme promoteur immobilier sur la côte Est,. Mary Anne Trump est née à Tong, sur Lewis.
Donald Trump est aussi le neveu du scientifique John George Trump, pionnier de la radiothérapie.

### Scolarité

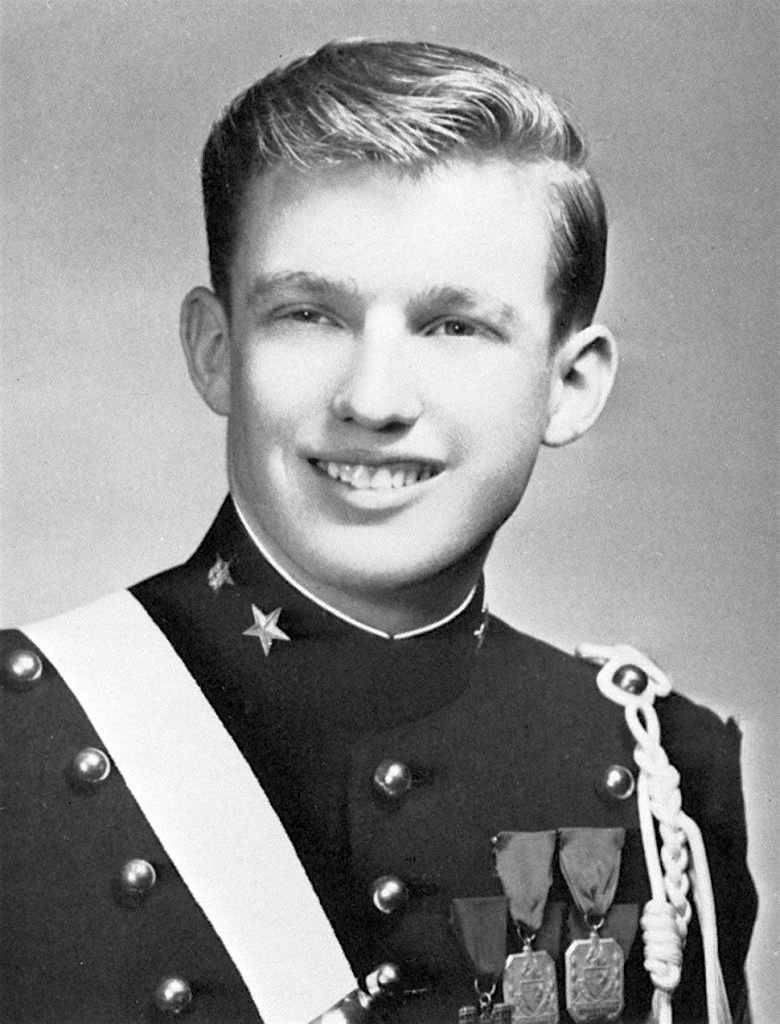
Donald Trump en avril 1964, à l'âge de 17 ans, pendant sa scolarité à l'École militaire de New York.

Donald Trump grandit dans une maison de style néo-Tudor dans le quartier chic de Jamaica Estates. Il est élève de la Kew-Forest School,. À l'âge de treize ans — alors qu'il est, de son propre aveu, un adolescent difficile — il est envoyé par ses parents, qui espèrent ainsi canaliser son énergie, à l'École militaire de New York (New York Military Academy, ou NYMA),.
Il est ensuite élève de l'université Fordham, dans le Bronx, à compter d'août 1964 et pendant deux ans. Par la suite, il s'inscrit à la Wharton School de l'université de Pennsylvanie, qui est à l'époque l'un des rares établissements américains à proposer un cursus spécialisé dans l'immobilier,. Pendant ses études, il travaille pour l'entreprise familiale, Elizabeth Trump & Son (voir The Trump Organization), qui porte le nom de sa grand-mère paternelle. Il obtient en mai 1968 une licence (bachelor aux États-Unis) en économie,,.
Trump n'est pas envoyé servir sous les drapeaux pendant la guerre du Viêt Nam. Durant ses études, de 1964 à 1968, il obtient quatre reports d'incorporation. Puis, après avoir été jugé bon pour le service en 1966, il est réformé en octobre 1968. Dans une interview accordée en 2015, il affirme avoir été réformé en raison d'une épine calcanéenne au talon. En 1969, il obtient un chiffre élevé à la loterie organisée pour la conscription aux États-Unis, ce qui lui aurait, de toute manière, permis d'échapper au service,,.

## Carrière d'homme d'affaires

### Immobilier

#### Débuts
Pendant ses études, Donald Trump travaille pour l'entreprise de son père, Elizabeth Trump and Son, qui se spécialise dans la location de logements destinés à la classe moyenne new-yorkaise, dans les arrondissements de Brooklyn, Queens et Staten Island. Toujours pendant ses études, il collabore avec son père pour rouvrir un complexe d'appartements à Cincinnati.
Au début des années 1970, il devient président de l'entreprise familiale, tandis que son père prend le poste de président du conseil d'administration. Il rebaptise ensuite la société The Trump Organization,.
En 1973, les Trump père et fils sont visés par une enquête du département de la Justice américain, portant sur des soupçons de discriminations envers les aspirants locataires noirs. L'entreprise Trump signe finalement un accord par lequel elle accepte d'héberger des locataires présentés par la National Urban League,.
Un de leurs avocats est alors Roy Cohn qui devient pour Donald Trump un conseiller et un mentor. Dans une interview accordée à Newsweek en 1979, Trump dit de lui : « si vous avez besoin de quelqu'un qui peut devenir vicieux contre vos opposants, vous faites appel à Roy ». Roy Cohn est également à l'époque avocat de plusieurs figures de la mafia américaine, dont la famille Genovese, contrôlant certains syndicats de la construction.

#### Expansion de ses activités

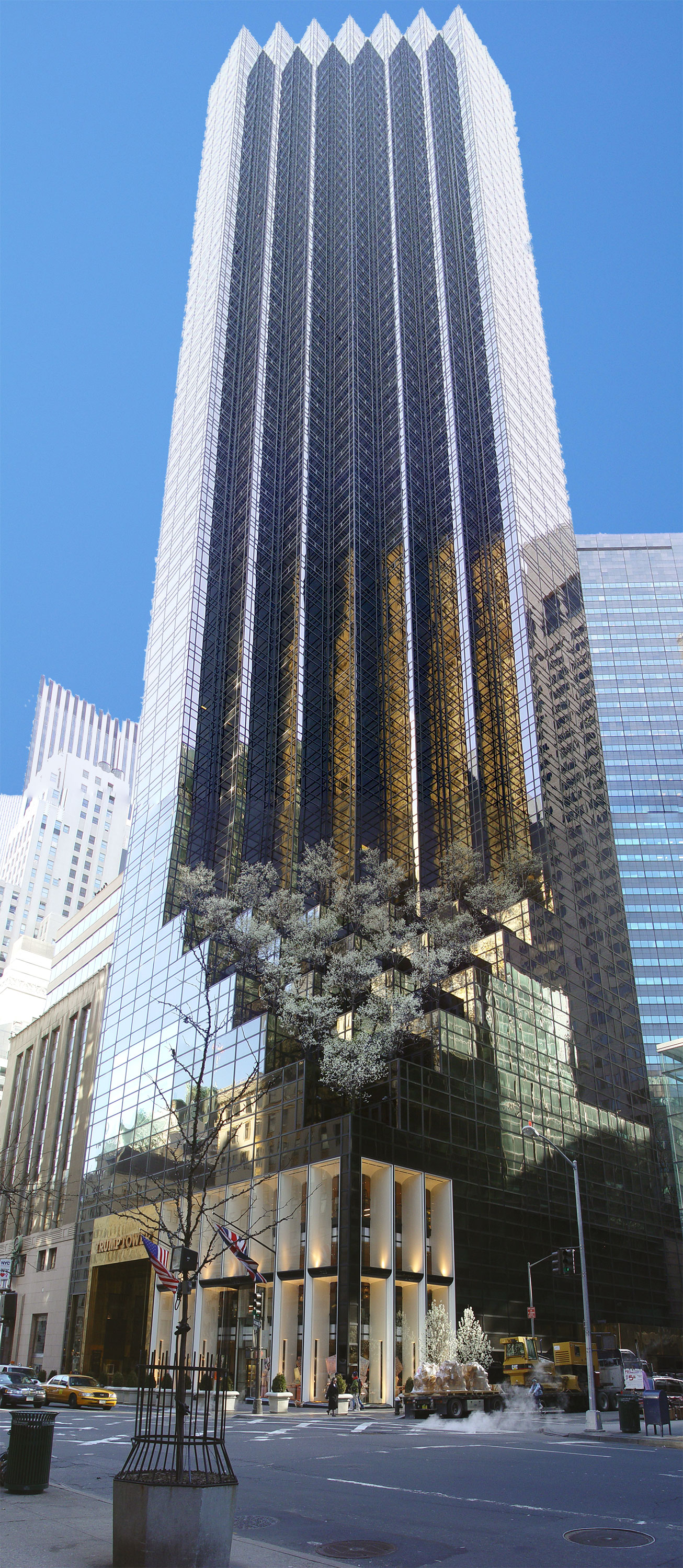
La façade de la Trump Tower à Midtown Manhattan.

Dans les années 1970, Donald Trump se lance dans une carrière de promoteur immobilier indépendant en se concentrant d'abord sur le marché de Manhattan, dans la métropole de New York. Pendant sa campagne présidentielle, il explique avoir commencé avec « un petit prêt d'un million de dollars » accordé par son père, qu'il a ensuite remboursé à ce dernier avec des intérêts.
En 1978, il réalise sa première affaire importante en achetant des parts dans le Commodore Hotel à New York. L'hôtel, alors en partie vétuste, est rénové à grands frais, le chantier étant en grande partie financé par un prêt de 70 millions de dollars négocié par Fred Trump avec le groupe Hyatt. L'établissement rouvre ensuite sous le nom de Grand Hyatt Hotel,.

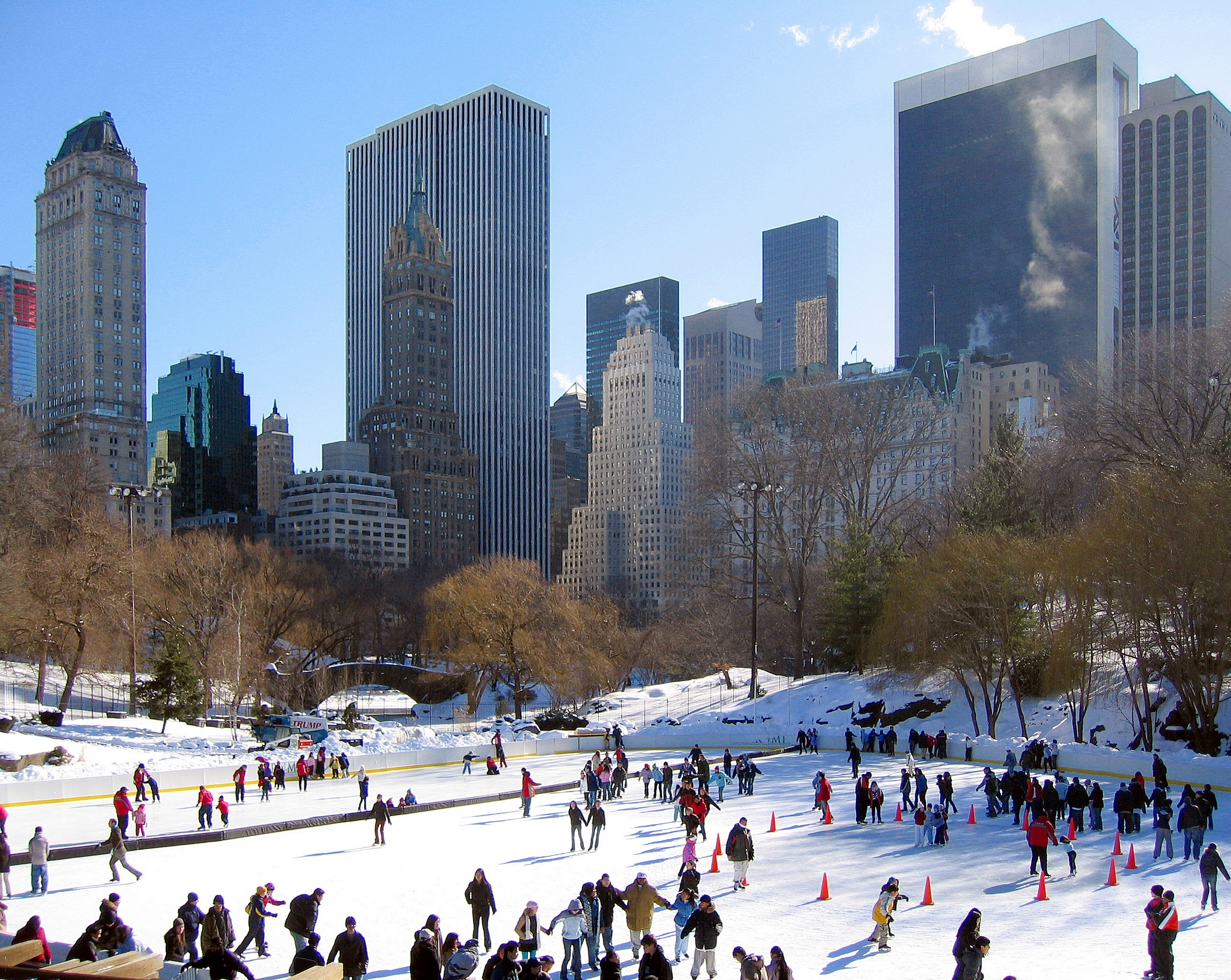
La patinoire Wollman à Central Park.

En 1978, il termine les négociations pour construire la Trump Tower, un gratte-ciel de 58 étages (202 mètres) situé à Midtown. L'immeuble, achevé en 1983, héberge le penthouse qui sert de résidence principale à Donald Trump, ainsi que le siège social de la Trump Organization, et un studio de télévision. La Trump Tower sert plus tard de décor à l'émission The Apprentice.
En 1986, Trump rénove la patinoire Wollman, célèbre patinoire à ciel ouvert de Central Park dont le chantier de rénovation connaissait des retards désastreux ayant englouti 13 millions de dollars en six ans. Trump reprend le chantier et termine les travaux en trois mois, en économisant 750 000 dollars sur un budget de 3 millions. Il y gagne le droit d'attacher son nom aux activités du site. À partir de 2003, The Trump Organization y obtiendra la concession d'un parc d'attractions saisonnier, les « Victorian Gardens (en) ».
En 1988, Trump acquiert pour 400 millions de dollars le Plaza Hotel, dont il confie la gestion et la rénovation à son épouse de l'époque, Ivana,. Bien qu'importantes, les rentrées d'argent de l'hôtel s'avèrent insuffisantes pour compenser les dettes liées au coût des travaux. En 1995, Trump le revend pour 325 millions de dollars au prince saoudien Al-Walid ben Talal Al Saoud.
Au fil des années, Donald Trump construit ou rachète de nombreux autres bâtiments — immeubles de logements ou de bureaux, hôtels de luxe et autres — y compris en dehors de New York (Trump World Tower, Trump Building, Trump International Hotel and Tower, Old Post Office Pavilion, etc.).
En 1985, il fait l'acquisition à Palm Beach (Floride) de la résidence de luxe Mar-a-Lago, pour la somme de 5 millions de dollars à laquelle s'ajoutent 3 millions de dollars pour le mobilier. Il en fait à la fois sa résidence d'hiver et un club privé dont l'abonnement annuel s'élève à 150 000 dollars. Il achète à la même époque, toujours à Palm Beach, en association avec le PDG de Chrysler Lee Iacocca, un immeuble d'appartements qu'il rebaptise Trump Plaza of the Palm Beaches.
Il développe progressivement ses activités immobilières en dehors des États-Unis et investit, avec un succès inégal, dans de nombreux pays comme le Canada, Israël, l'Inde, la Turquie, les Émirats arabes unis, le Panama, le Qatar, la Corée du Sud, l'Uruguay, le Royaume-Uni, l'Irlande, les Philippines, etc.,.

### Casinos à Atlantic City

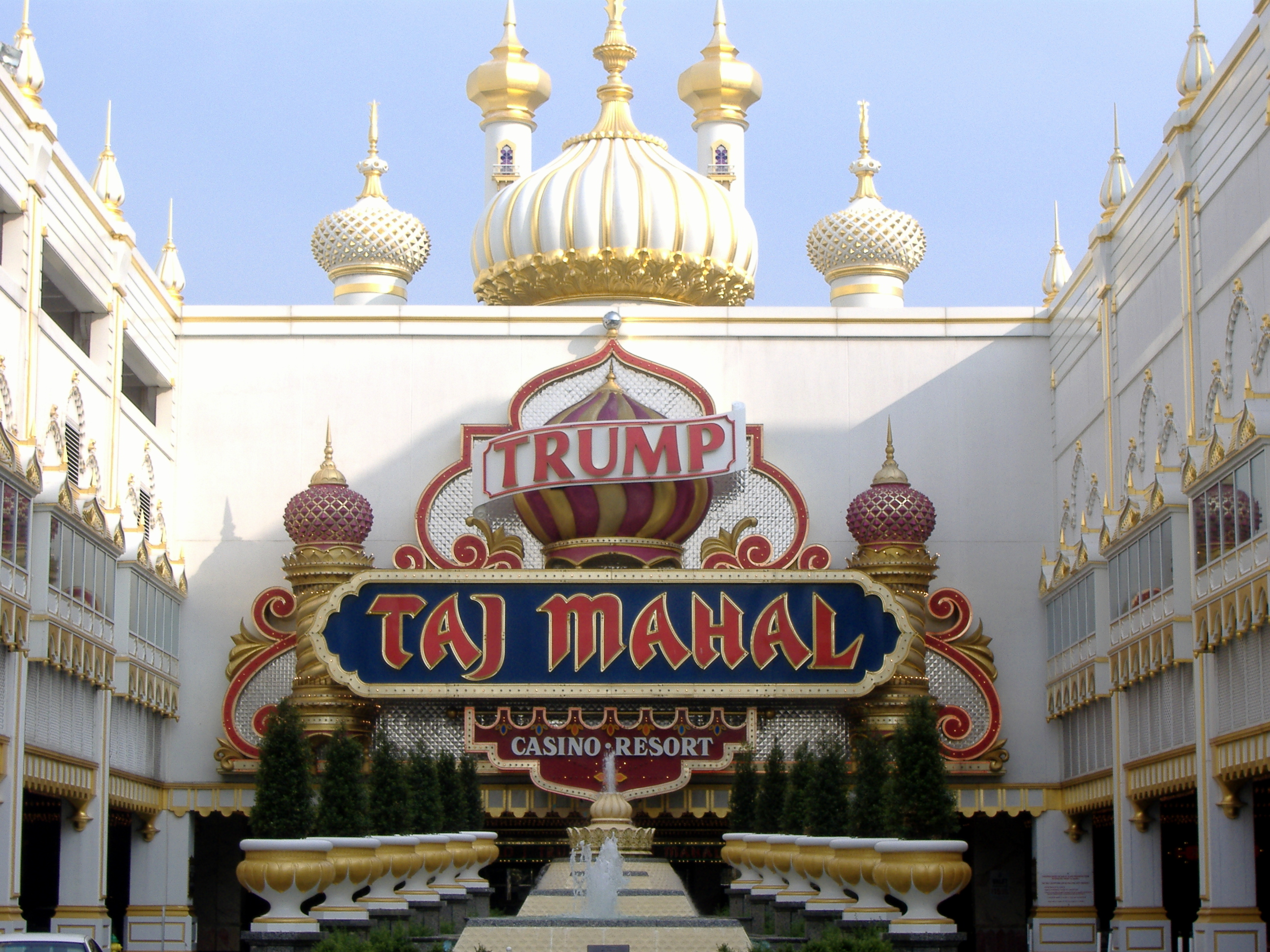
L'entrée du Trump Taj Mahal à Atlantic City.

Dans les années 1980, Donald Trump investit le secteur des casinos d'Atlantic City, dans l’État du New Jersey. Le groupe Holiday Corp finance la construction par le groupe Trump de l'hôtel-casino Trump Plaza, ouvert en 1984. Trump en gère l'activité « jeux ». Dès la première année, les mauvais résultats de cet établissement entraînent de vives tensions entre Trump et Holiday Corp. Trump fait également l'acquisition à Atlantic City, pour la somme de 320 millions de dollars, d'un immeuble dont la construction avait été commencée par le groupe Hilton. Le chantier est achevé en 1985, et l'hôtel-casino-marina, dirigé par l'épouse de Donald Trump Ivana, ouvre sous le nom de Trump's Castle (rebaptisé ensuite Trump Marina Hotel Casino).
En 1988, toujours à Atlantic City, Trump achète le casino Taj Mahal, alors en construction. L'établissement, rebaptisé Trump Taj Mahal, rouvre en avril 1990 après un chantier dont le coût s'est élevé à un milliard de dollars, ce qui en fait à l'époque le casino le plus cher jamais construit,. Financé à hauteur de 675 millions par des junk bonds avec un taux d'intérêt à 14 %, l'établissement dépose le bilan l'année suivante. En outre, le Trump Plaza comme le Trump's Castle sont victimes de la concurrence du Trump Taj Mahal, et doivent négocier en 1991 une restructuration financière avec leurs créanciers.
Le Taj Mahal redresse sa situation en octobre 1991 lorsque Trump cède 50 % de ses parts à ses créanciers, en échange d'une réduction de ses taux d'intérêt et d'un délai pour payer ses dettes. Il est également contraint de vendre sa compagnie aérienne Trump Shuttle, ainsi que son yacht Trump Princess qu'il cède à son ami le prince Al-Walid ben Talal pour 20 millions de dollars,,. L'établissement est racheté en 1996 et réorganisé sous la bannière de Trump Hotels & Casino Resorts (rebaptisé ensuite Trump Entertainment Resorts), une filiale que Trump préside de mi-1995 à début 2009, et dont il occupe le poste de PDG de 2000 à 2005. Trump Entertainment Resorts dépose le bilan en 2004 avec 1,8 milliard de dettes, puis à nouveau en 2009 avec 500 millions de dettes. Un nouveau plan de restructuration permet à Donald Trump de conserver 10 % des parts du Trump Taj Mahal et de ses autres casinos : il continue en échange à accorder aux établissements l'utilisation de la marque Trump.
Le Trump Marina Hotel Casino est revendu en 2011 au groupe Landry's. Victime de la crise du secteur des casinos d'Atlantic City, le Trump Plaza ferme ses portes en septembre 2014. Après des années d'exploitation déficitaire, le Trump Taj Mahal est revendu en février 2016 à Carl Icahn, qui doit le fermer en octobre de la même année.

### Terrains de golf

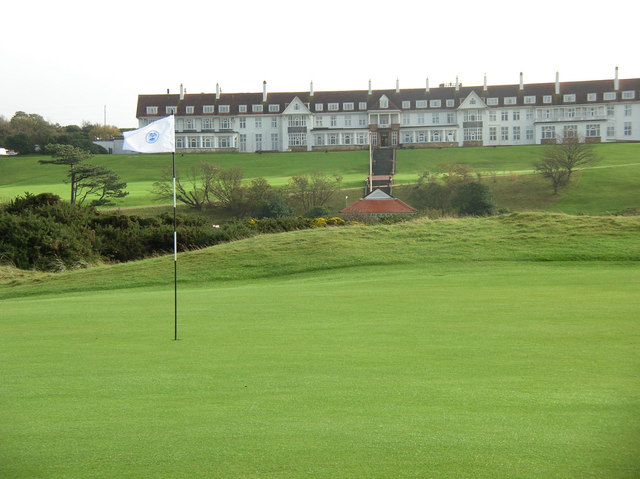
Une vue du en, dans l'Ayrshire en Écosse.

La Trump Organization gère plusieurs terrains de golf, aux États-Unis et dans le reste du monde ; le magazine Golfweek recense en 2015 dix-huit terrains possédés ou gérés par le groupe. Pour l'année 2015, Trump a déclaré à la commission électorale fédérale un revenu personnel d'environ 382 millions de dollars lié à ses activités dans le golf. Donald Trump, lui-même grand amateur de golf, a déclaré que ces investissements représentent la partie de ses affaires à laquelle il est le plus attaché.
En 2006, Trump fait l'acquisition de 570 hectares à Balmedie dans l'Aberdeenshire, en Écosse. Il y crée un terrain de golf, malgré l'opposition de certains habitants de la région, sur une zone pourtant déclarée site d'intérêt scientifique particulier,. Cette histoire fait en 2011 l'objet du documentaire You've Been Trumped, qui tourne autour du conflit entre Trump et les résidents. L'homme d'affaires promet alors la création de 6 000 emplois locaux grâce à son terrain, mais en 2016, il reconnaît n'en avoir généré que 200. En juin 2015, il intente une action en justice pour empêcher la construction d'un parc éolien à proximité de son terrain de golf, mais il est finalement débouté par la Cour suprême du Royaume-Uni,.
En 2012, il acquiert à Miami le Doral Golf Resort & Spa, qu'il rénove et rebaptise Trump National Doral ; ce terrain accueille le WGC-Cadillac Championship, tournoi annuel des World Golf Championships. En 2015, il déclare qu'il s'agit de l'une de ses entreprises les plus rentables : le chiffre d'affaires du Trump National Doral est estimé, pour l'année 2014, à 49,4 millions de dollars.
En avril 2014, Trump fait l'acquisition du complexe sportif Trump Turnberry, dans l'Ayrshire en Écosse, qui accueille régulièrement l'Open britannique hommes,. Après un important chantier de rénovation, le complexe rouvre en juin 2016.

### Autres investissements

#### Sports

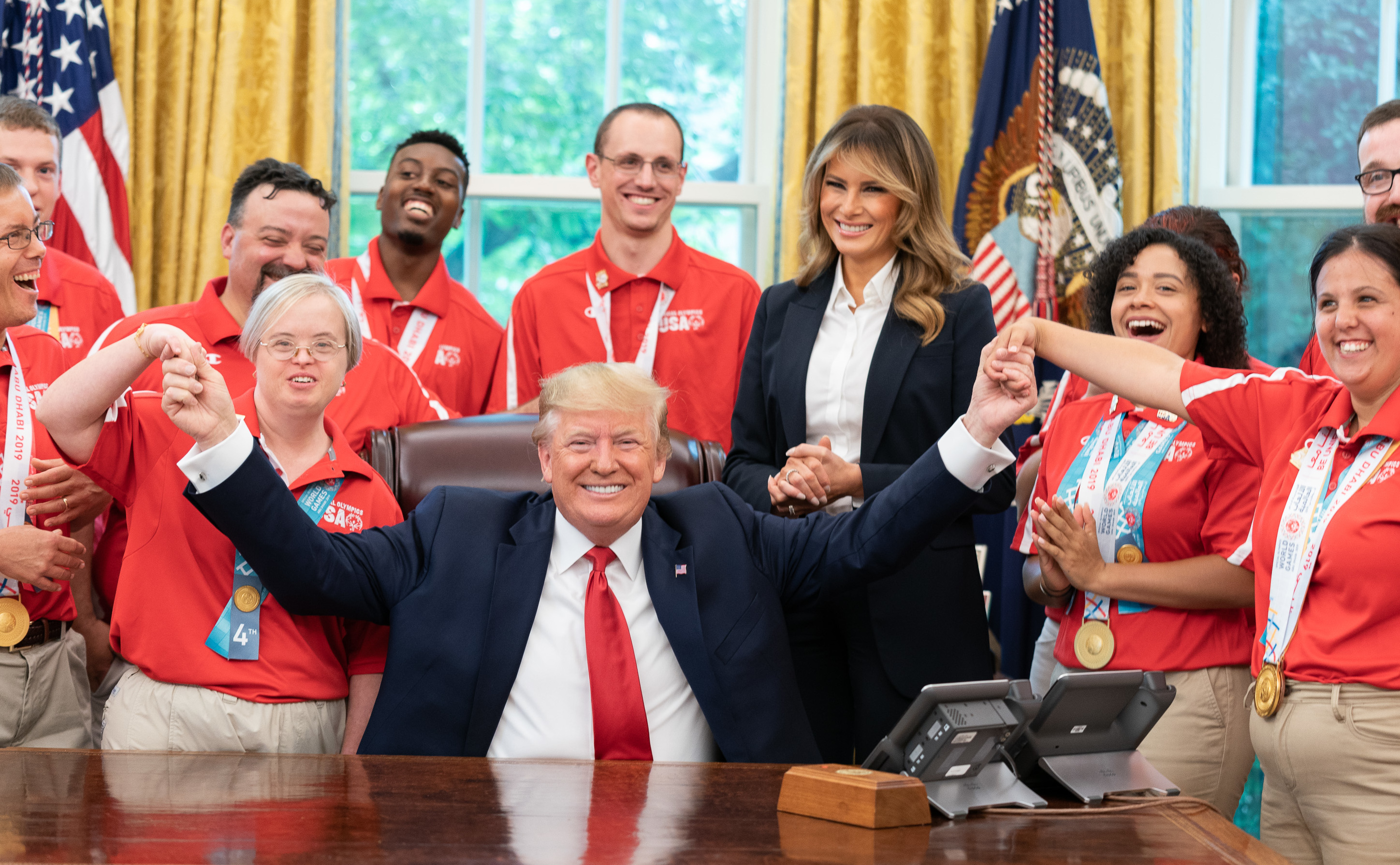
Donald et Melania Trump avec l'équipe américaine des Jeux olympiques spéciaux de 2019.

En septembre 1983, Trump fait l'acquisition des Generals du New Jersey, une équipe de football américain membre de l'United States Football League (USFL). Trump essaie alors de faire une concurrence directe à la National Football League et de forcer une fusion entre les deux championnats pour augmenter la valeur de ses investissements. Après la saison de 1985, son équipe fusionne avec l'équipe des Gamblers de Houston, mais connaît d'importants problèmes financiers. L'USFL finit par cesser ses activités en 1986.
Malgré son échec dans le football américain, Trump continue d'investir dans les sports, notamment dans le golf. Il accueille par ailleurs plusieurs matchs de boxe au Trump Plaza d'Atlantic City, parmi lesquels, en 1988, le combat de Michael Spinks contre Mike Tyson, dont il est pendant un temps conseiller financier,,.
En 1989 et 1990, Trump donne son nom au Tour de Trump, une course cycliste qu'il voudrait équivalente au Tour de France et au Tour d'Italie. Il abandonne après la seconde édition, du fait des difficultés financières que connaissent alors ses principales entreprises. La course continue pendant plusieurs années sous le nom de Tour DuPont,.
En 2014, il tente sans succès d'acheter l'équipe des Bills de Buffalo après la mort de leur précédent propriétaire, Ralph Wilson.

#### Concours de beauté
De 1996 à 2015, Trump a été le propriétaire des concours de beauté Miss Univers, Miss USA, et Miss Teen USA. Insatisfait des conditions de diffusion de ses concours sur CBS, il les transfère en 2002 sur NBC,.
En 2015, au début de la campagne présidentielle de Trump, NBC et Univision mettent fin à leur relation avec le concours Miss Univers, en raison des propos polémiques tenus par le candidat sur les immigrés clandestins mexicains,. Trump attaque alors Univision en justice, réclamant 500 millions de dollars à la chaîne pour rupture de contrat et diffamation,. Le 11 septembre de la même année, Trump annonce qu'il est désormais le seul propriétaire de Miss Univers après avoir acheté les parts de NBC, avec laquelle le conflit a été réglé à l'amiable,. Il revend peu après ses parts à William Morris/IMG. Le litige avec Univision est également réglé à l'amiable en février 2016.

#### Agence de mannequins
Donald Trump crée en 1999 une agence de mannequins, Trump Model Management, domiciliée dans le quartier de SoHo à Manhattan. En liaison avec une autre société de son groupe, Trump Management Group LLC, l'agence fait venir après 2000 près de 250 mannequins étrangers pour les employer dans l'industrie américaine de la mode. Dans le courant de l'année 2016, Trump Model Management traverse de graves difficultés, plusieurs mannequins et collaborateurs la quittant au moment de la campagne présidentielle de Donald Trump. La Trump Organization finit par fermer cette filiale en avril 2017.

#### Transports aériens
En 1989, Trump lance la compagnie aérienne Trump Shuttle, qui propose à ses clients un service de luxe. L'entreprise ne parvient cependant pas à devenir bénéficiaire. Dès 1992, il doit revendre cette filiale, en raison notamment des difficultés financières du casino Trump Taj Mahal. En 2008, la Trump organization s'associe à la compagnie Sentient Flight Group pour proposer un service de jets privés.

#### Université Trump
En 2005, Donald Trump crée avec ses associés Michael Sexton et Jonathan Spitalny un institut de formation professionnelle, Trump University LLC, qui propose des cursus dans l'immobilier facturés entre 1 500 et 35 000 dollars,. L'État de New York lui ayant enjoint de cesser d'utiliser l'appellation « université », la société est rebaptisée en 2010 Trump Entrepreneurial Institute. Trump est en outre personnellement mis en cause pour n'avoir pas demandé la licence nécessaire à l'ouverture d'une école.
En 2013, l'État de New York lance une procédure en justice en réclamant 40 millions de dollars à la Trump Entrepreneurial Institute pour publicité mensongère,. Deux actions collectives en justice sont parallèlement lancées contre Trump Entrepreneurial Institute par d'anciens étudiants qui estiment avoir été floués. Pendant sa campagne présidentielle, Trump proteste plusieurs fois contre le magistrat chargé des dossiers, le juge Gonzalo P. Curiel, qu'il accuse de partialité en raison de ses origines mexicaines,,. Il revient ensuite sur ses déclarations en expliquant que ses doutes sur l'impartialité de Curiel sont dus non pas aux origines de ce dernier, mais à son traitement de l'affaire,.
Le procès de la Trump Entrepreneurial Institute, prévu à San Diego le 28 novembre 2016, est finalement annulé, les parties ayant trouvé un accord à l'amiable dans les trois dossiers peu après la victoire de Trump à l'élection présidentielle. Bien que niant avoir commis un délit quelconque, Trump accepte, pour échapper à un procès qui se serait déroulé avant son investiture à la présidence des États-Unis, de verser 25 millions de dollars aux 6 000 plaignants et de payer 1 million de dollars d'amende pour avoir enfreint les lois sur l'éducation,,. L'accord est trouvé une heure seulement avant l'audience du tribunal qui devait statuer sur une demande de report du procès déposée par Trump.

#### Commercialisation du nom et de la marque Trump
L'un des traits les plus connus de Donald Trump, en tant qu'hommes d'affaires, est sa tendance à baptiser ou rebaptiser de son nom la plupart des lieux, entreprises et produits qui lui sont associés, et à commercialiser sous cette étiquette les biens et services les plus divers. La marque Trump — déclinée en parfum Trump, thé Trump, vodka Trump, cravates Trump, matelas Trump, voire Trump Steaks — lui rapporte ainsi 9,5 millions de dollars de redevances pour la période allant de début 2014 à mi-2015. En 2011, des experts financiers de Forbes ont évalué la valeur de la marque Trump à 200 millions de dollars. Trump a contesté cette analyse et affirmé qu'elle en valait treize milliards.

### Faillites
Donald Trump ne s'est jamais déclaré en faillite personnelle, mais six de ses hôtels et casinos ont fait faillite entre 1991 et 2009,. Il s'agit du Trump Taj Mahal en 1991 (voir Hard Rock Hotel & Casino Atlantic City), du Trump Plaza Hotel and Casino en 1992, du Plaza Hotel en 1992, du Trump Castle Hotel and Casino en 1992, du Trump Hotels and Casino Resorts en 2004 et du Trump Entertainment Resorts en 2009,,. Les entreprises de Donald Trump ont utilisé les dispositions du chapitre 11 de la loi américaine sur les faillites, ce qui leur a permis de continuer leurs activités pendant les négociations. Trump a revendiqué en 2011 avoir joué des possibilités légales en matière de faillite, afin de réduire ses dettes,.
À l'approche de l'élection présidentielle de 2016, le magazine The Economist, analysant la carrière d'homme d'affaires de Donald Trump, juge que ses résultats ont été globalement médiocres par rapport au reste du secteur immobilier et du marché boursier new-yorkais. Le journal rappelle que les informations sur l'empire financier de Trump sont lacunaires, du fait de son style de management à la fois opaque et très personnel. Il met par ailleurs en doute les capacités de Trump à gérer une organisation plus importante que son groupe. The Washington Post qualifie la carrière de Donald Trump de mélange de rodomontades, d'échecs et de véritables succès, et souligne que, s'il possède un véritable don en ce qui concerne l'immobilier, ses expériences dans d'autres secteurs ont été moins convaincantes. Le journal conclut que le « génie » de l'homme d'affaires a consisté en premier lieu à créer une mythologie autour de sa personne et de son nom.

### Fortune personnelle et impôts

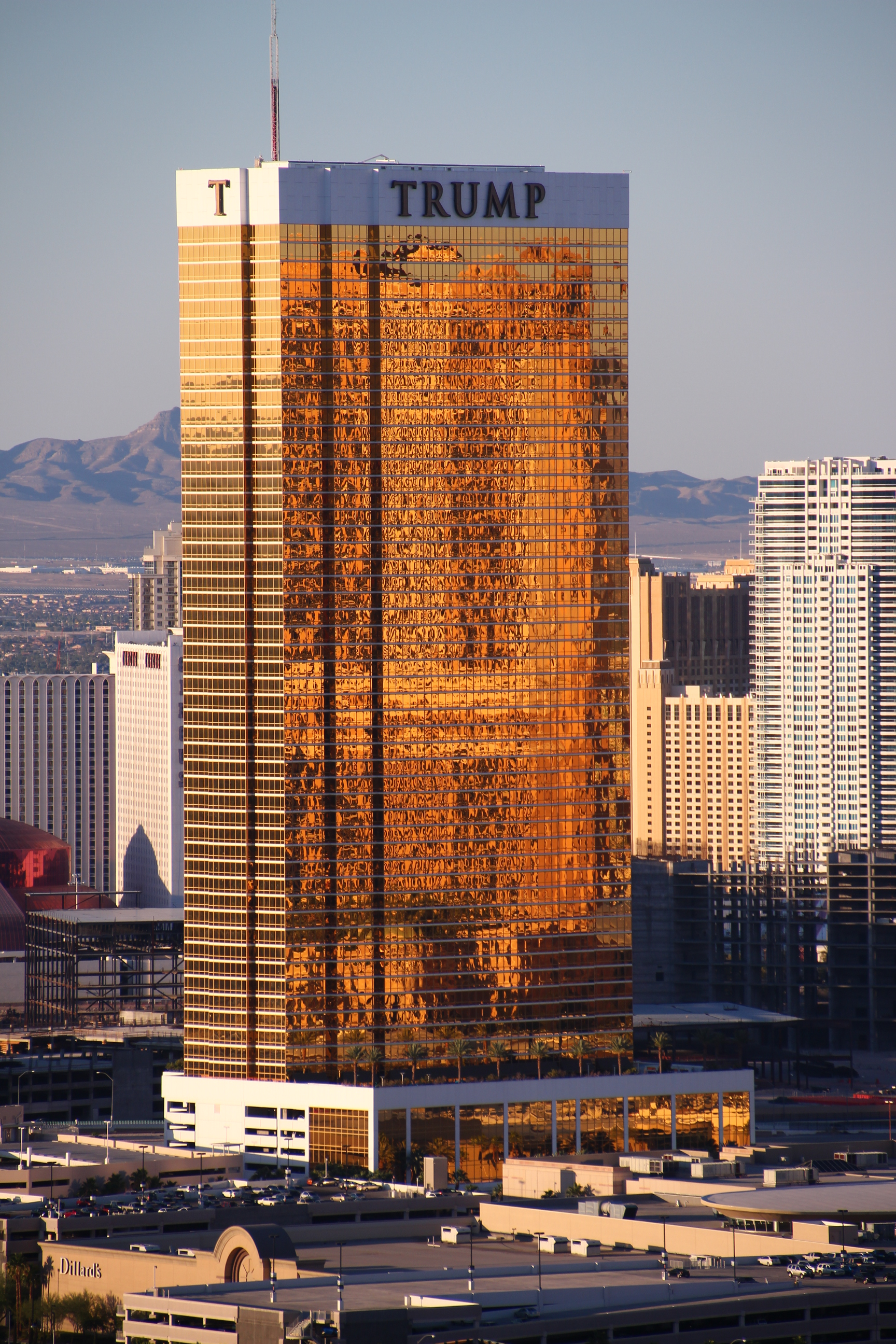
Le en à Las Vegas, dont les vitres sont teintées d'or à 24 carats.

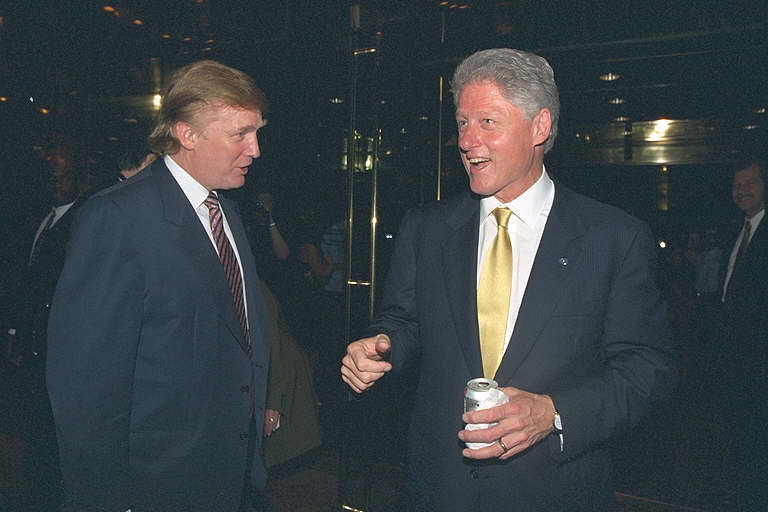
Donald Trump en 2000, en compagnie du président Bill Clinton.

La liste Forbes des Américains les plus riches évalue en 1982 le patrimoine personnel de Donald Trump à environ 200 millions de dollars, en incluant sa part d'héritage de la fortune de son père. Il est absent de cette liste entre 1990 et 1995 en raison d'importantes pertes financières.
Le 26 juin 2015, lors de l'annonce de sa candidature, Donald Trump publie un document estimant sa fortune à près de neuf milliards, commentant à cette occasion qu'il était « vraiment riche ». Forbes met en doute ces chiffres, et estime sa fortune réelle à 4,1 milliards.
En 2015, les déclarations controversées de Trump sur les immigrés clandestins lui font perdre, selon Forbes, pour environ 125 millions de dollars de contrats avec des entreprises comme NBCUniversal, Univision Network, ou Macy's. Sa campagne présidentielle a également un impact négatif sur son patrimoine, certains consommateurs boycottant les produits et services de ses sociétés pour marquer leur opposition à sa candidature. La fréquentation des hôtels et des casinos détenus par Trump baisse fortement en 2016,.
En novembre 2016, Forbes estime son patrimoine personnel à 3,7 milliards de dollars et le classe 324e plus grande fortune mondiale et 113e fortune américaine.
De manière répétée, Trump refuse de rendre publique l'intégralité de ses déclarations fiscales,, y compris pendant sa campagne présidentielle de 2016.
En octobre 2016, les médias américains révèlent que Donald Trump a déclaré aux impôts en 1995 avoir perdu 916 millions de dollars. Causées par les faillites de trois de ses casinos et de sa compagnie aérienne, ainsi que par le rachat hasardeux du Plaza Hotel à Manhattan, ces pertes financières cumulées lui ont permis une déduction fiscale, échelonnée sur une période de dix-huit ans sur ses revenus imposables. Il a pu ainsi réduire fortement, voire annuler, les sommes qu'il devait à l'administration fiscale. Trump a reconnu la véracité de cette information, mais a refusé d'indiquer quelles années étaient concernées. Interrogé pendant un débat présidentiel sur la déduction fiscale dont il a bénéficié, il répond que le fait d'avoir eu recours à cette disposition prouve son intelligence.
En mars 2017, MSNBC publie les deux pages principales de la déclaration de revenus du couple Trump pour l'année 2005. Celles-ci indiquent qu'il a payé 38 millions de dollars d'impôt fédéral sur le revenu cette année-là, soit un taux effectif de plus de 25 %, en raison de l'application de l'« alternative minimum tax » (impôt minimum de remplacement), visant à empêcher que des contribuables profitent de niches fiscales pour payer peu ou pas d'impôt, et que Donald Trump souhaite faire supprimer. Cette information ne répond toutefois que très partiellement aux interrogations soulevées dans les médias pendant la campagne présidentielle, concernant l'opacité maintenue par Trump sur sa situation fiscale pour 18 années consécutives.
Le 2 octobre 2018, le New York Times publie une enquête selon laquelle, loin de la qualité de « self-made-man » qu'il revendique, Donald Trump aurait tiré le début de sa fortune personnelle de manœuvres d'évasion fiscale initiées par son père. Selon le quotidien, Donald Trump et ses frères et sœurs auraient, depuis leur enfance, bénéficié de versements par l'entremise d'une société écran créée par Fred Trump dans le but de dissimuler au fisc les dons à ses enfants. L'enquête conclut que les sommes versées à Donald Trump par son père, loin de se limiter à un prêt d'un million de dollars pour se lancer en solo, se monteraient à 413 millions de dollars dont une partie aurait été perçue dans le cadre d'une évasion fiscale. Le service des impôts de l'État de New York annonce l'ouverture d'une enquête. Les faits, s'ils sont établis, ne relèvent pas du pénal en raison de la prescription des faits, mais ils pourraient entraîner une amende au civil,.
En 2022, il est condamné à une amende de 10 000 dollars par jour pour ne pas avoir présenté à l'administration fiscale des documents relatifs à une enquête visant le groupe Trump Organization débutée en 2019. Il finira par payer 110 000 dollars d'amende le 19 mai 2022.

### Médiatisation et carrière dans les médias
Donald Trump se distingue, en tant qu'homme d'affaires, par une recherche constante de la publicité : sa stratégie de communication se signale en outre par un goût prononcé pour l'hyperbole, qui l'amène à annoncer chacun de ses projets à grand renfort de superlatifs. Depuis les années 1980, il fait l'objet aux États-Unis d'une forte médiatisation qui lui a permis de devenir une figure très familière du public américain. Les médias s'intéressent à lui dès la première moitié de la décennie : en mai 1984, il fait la couverture du magazine GQ,. En novembre 1987, il publie Trump: The Art of the Deal, un livre co-signé avec le journaliste Tony Schwarz (en), mais dont il n'aurait pas écrit une ligne. L'ouvrage, un mélange d'autobiographies et de conseils pour les affaires, connaît un énorme succès de librairie et reste pendant treize semaines en tête de la liste des livres à succès du New York Times. C'est avec ce livre, dans lequel il vante ses qualités d'homme d'affaires en se présentant comme un modèle de réussite à l'américaine, que Donald Trump devient une célébrité nationale aux États-Unis,.
Par la suite, sa notoriété lui vaut entre autres de faire des apparitions dans douze longs-métrages de cinéma et quatorze séries télévisées, généralement dans son propre rôle. On le voit ainsi dans des films comme Maman, j'ai encore raté l'avion ! (1992), Celebrity de Woody Allen en 1998, Zoolander (2001) ou L'Amour sans préavis (2002), ainsi que dans des épisodes du Prince de Bel-Air (1996), de Sex and the City (1999), etc. Il a également joué un rôle secondaire dans le film Les Chenapans (1994) où il interprète un magnat du pétrole. Ses rôles lui ont permis de devenir membre de la Screen Actors Guild et de recevoir une pension annuelle de plus de 110 000 dollars,. Fréquemment imité et parodié par les humoristes et caricaturistes américains, il anime par ailleurs pendant un temps sa propre émission de radio, intitulée Trumped!,.
Il est en outre souvent comparé à Charles Foster Kane, le personnage principal de Citizen Kane, chef-d'œuvre d'Orson Welles qu'il présente comme son film préféré.

#### The Apprentice

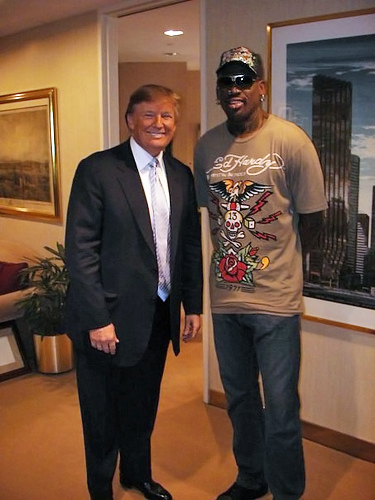
Donald Trump en compagnie du joueur de basket-ball Dennis Rodman pendant la participation de ce dernier à The Celebrity Apprentice, en 2009.

En 2004, Trump devient le producteur exécutif et l'animateur de l'émission de téléréalité The Apprentice, diffusée sur NBC et dans laquelle des candidats s'affrontent pour obtenir un poste de cadre supérieur dans l'une des sociétés du groupe Trump. Les candidats sont tour à tour éliminés du jeu par Donald Trump lui-même, dont la phrase fétiche dans l'émission est « You're fired! » (Vous êtes viré !). La première année de The Apprentice rapporte à Trump 50 000 dollars par épisode (soit environ 700 000 dollars pour l'ensemble de la saison) mais, du fait du succès de l'émission, il est ensuite payé un million par épisode. L'émission donne également lieu à un spin-off, The Celebrity Apprentice. Elle vaut en outre à Trump de recevoir en 2007 son étoile sur le Hollywood Walk of Fame pour sa contribution au divertissement télévisuel,. Trump anime quatorze saisons de The Apprentice, de janvier 2004 à février 2015. En 2016, son étoile du Hollywood Walk of Fame est vandalisée pendant sa campagne présidentielle.

#### World Wrestling Entertainment
À partir de la fin des années 1980, Donald Trump alimente sa notoriété médiatique en s'associant au milieu du catch. Il loue à la World Wrestling Federation (WWF) le Trump Plaza d'Atlantic City pour l'organisation de WrestleMania IV le 27 mars 1988, puis pour WrestleMania V le 2 avril 1989. Au cours de ces deux éditions, la réalisation fait des gros plans sur lui au premier rang. Le Trump Taj Mahal à Atlantic City a ainsi accueilli le championnat de la World Bodybuilding Federation, qui appartenait à l'époque à la World Wrestling Entertainment (appelée alors World Wrestling Federation).
Trump apparaît en personne dans diverses manifestations de la WWE, notamment en 2007 lors de la WrestleMania 23 pour les besoins d'un match appelé The Battle of the Billionaires (La Bataille des milliardaires). Au cours de cet évènement, il soutient Bobby Lashley tandis que Vince McMahon soutient l'adversaire de ce dernier, Umaga, chacun des deux hommes d'affaires ayant promis de se faire raser le crâne si son champion perdait le match. C'est finalement McMahon qui s'y plie, après la victoire de Lashley.
En 2009, Vince McMahon annonce qu'il vend RAW à Donald Trump ; ce dernier devient alors propriétaire du spectacle de catch WWE Raw, qu'il rebaptise TRUMP RAW. Cependant, la semaine suivante, McMahon rachète Monday Night Raw le double du prix vendu. En 2013, Trump devient membre du WWE Hall of Fame en reconnaissance de son rôle dans la promotion de la World Wrestling Entertainment. En 2016, Linda McMahon, épouse de Vince McMahon et longtemps directrice de la WWE, verse 6 millions de dollars à Donald Trump pour sa campagne présidentielle. Elle se voit nommée à la tête de la Small Business Administration (SBA) après sa victoire.

## Ascension politique

### Premiers engagements

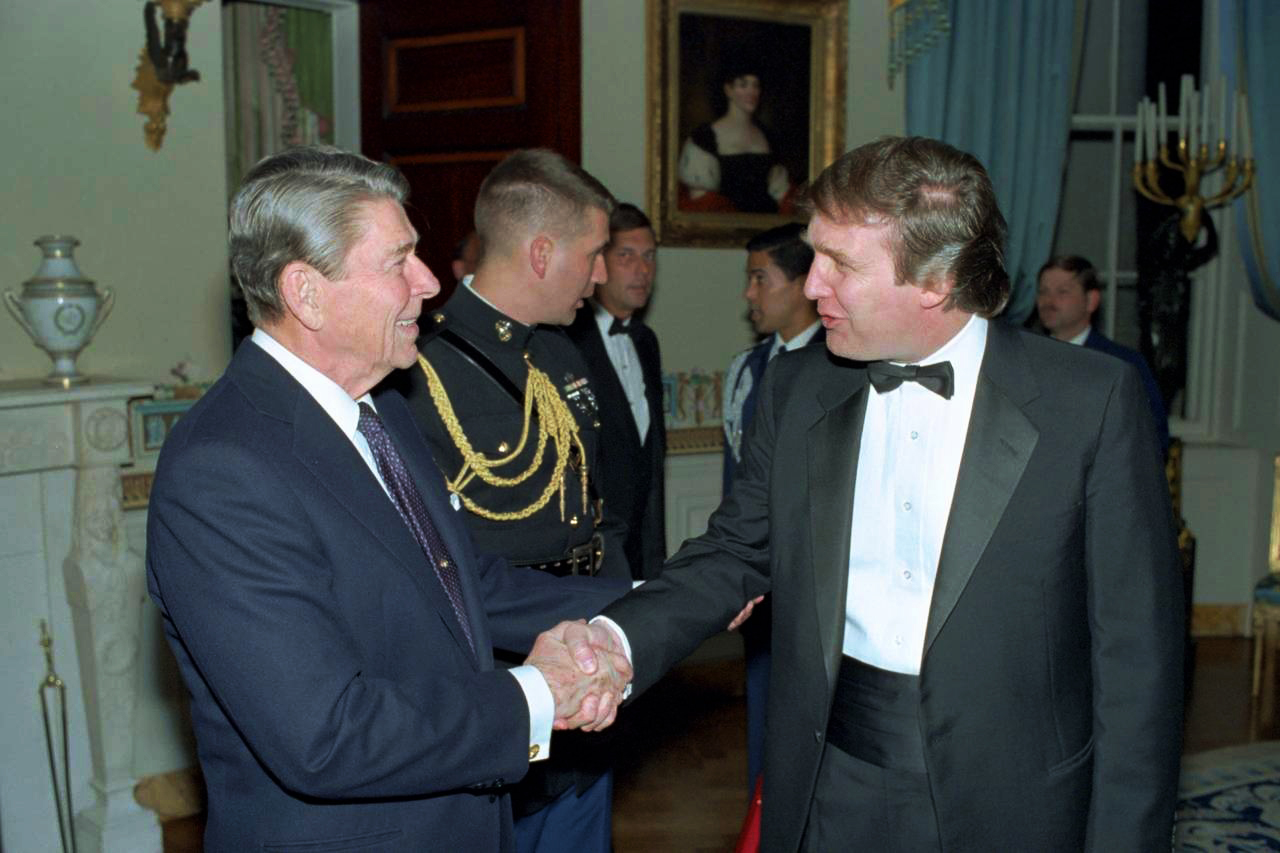
Le président Ronald Reagan et Donald Trump, en 1987 à la Maison-Blanche.

D'abord affilié au Parti démocrate, Donald Trump devient ensuite un fervent partisan du président Ronald Reagan. Il s'engage alors au sein du Parti républicain.
En septembre 1987, peu avant la sortie de son autobiographie, il achète dans plusieurs grands journaux une page de publicité pour publier une « lettre ouverte » adressée « au peuple américain », dans laquelle il prône une politique isolationniste pour relancer l'économie des États-Unis. Dans la foulée du succès de son livre, il songe à se présenter à la présidentielle de 1988 en formant un ticket avec Oprah Winfrey comme candidate à la vice-présidence. George H. W. Bush, vainqueur du scrutin, aurait un temps envisagé de constituer un ticket avec Trump.
Par la suite, Trump envisage à plusieurs reprises de se présenter, mais sans aller pour le moment au bout de ses projets de candidature.

### Affiliation au Parti de la réforme
Il quitte le Parti républicain en 1999 et rejoint le Parti de la réforme des États-Unis d'Amérique, fondé par Ross Perot,. Il cherche à en obtenir l'investiture en vue de l'élection présidentielle de 2000, mais il renonce à son projet de candidature alors qu'il était crédité de 7 % d'intentions de vote au niveau national s'il venait à remporter l'investiture du parti,.

### Présidence de George W. Bush
Entre 2001 et 2009, sous la présidence de George W. Bush, il est à nouveau enregistré comme électeur démocrate.
Il se montre critique envers la guerre d'Irak en mars 2003, tout en évoquant les intérêts économiques que les États-Unis peuvent tirer du conflit,. Jugeant que Saddam Hussein avait au moins le mérite de « tuer des terroristes », il désavoue publiquement la guerre d'Irak à partir de 2004. Lors de la campagne présidentielle de 2016, malgré la popularité de George W. Bush dans l'électorat républicain, Donald Trump s'oppose aux néoconservateurs et qualifie l'intervention de 2003 de « désastre en matière de politique étrangère », dépeignant plus généralement la présidence Bush comme un échec,. En vue de la présidentielle de 2016, George H. W. Bush déclare voter pour Hillary Clinton tandis que George W. Bush affirme voter blanc.
En 2005, Donald Trump se définit comme un « mix » de démocrate et de républicain. En 2008, il contribue au financement de la campagne pour l'investiture démocrate de Hillary Clinton. Durant la campagne présidentielle, il déclare que George W. Bush aurait dû être destitué en raison de la guerre en Irak mais, fervent partisan du Parti républicain, soutient John McCain, dont il assure qu'il « ferait un grand président ».

### Présidence de Barack Obama
En 2009, il s'inscrit au Parti républicain, et s'y réinscrit en 2012 après un interlude de plusieurs années sans affiliation politique. En 2015, Donald Trump déclare qu'il « [se] reconnaît démocrate par certains aspects » et explique son tropisme démocrate antérieur par l'influence de la vie à Manhattan, réputée pour être une terre historiquement démocrate.

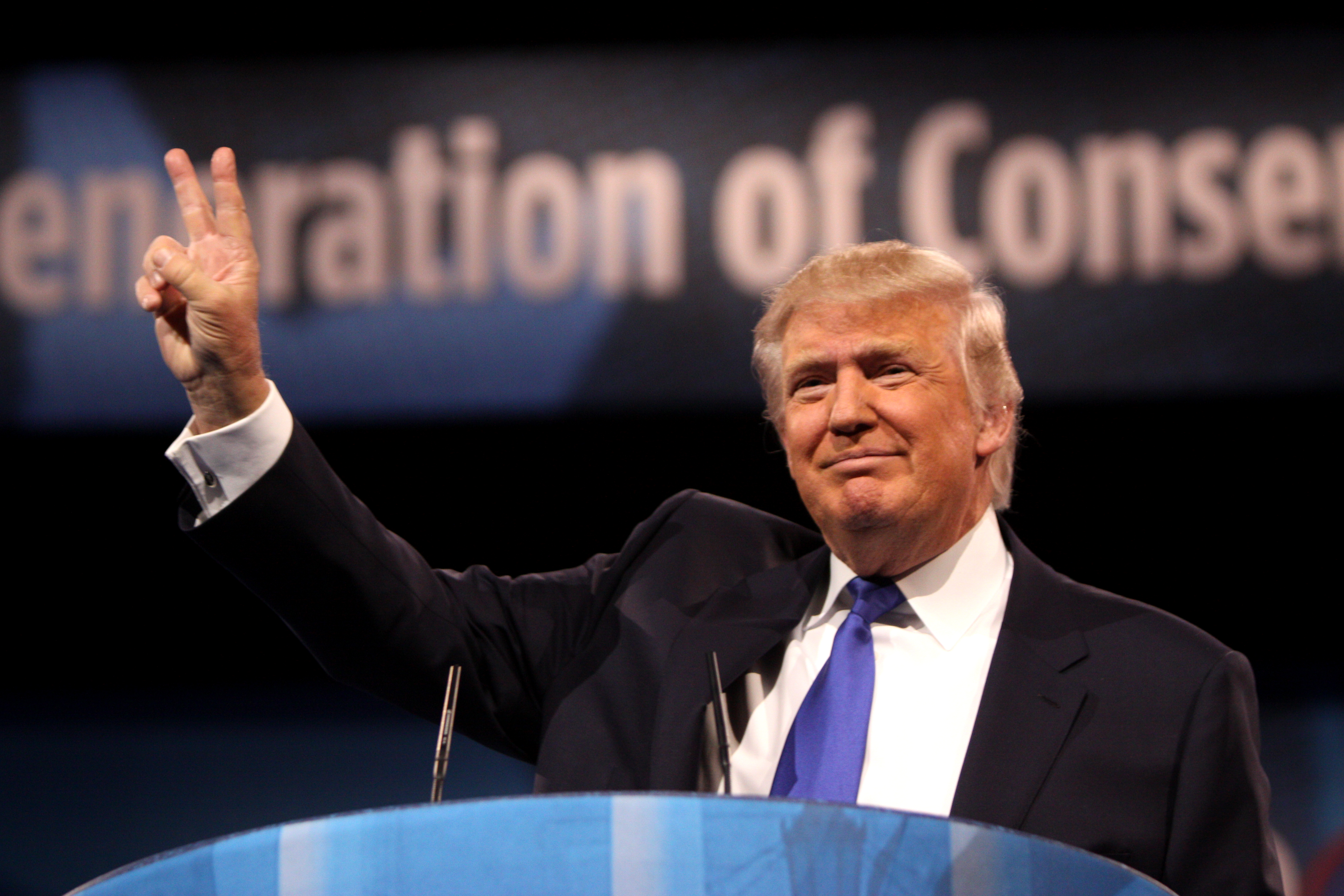
Donald Trump à la Conservative Political Action Conference de 2013.

Après avoir envisagé une candidature en tant qu'indépendant à l'élection présidentielle de 2012, il apporte son soutien au candidat républicain Mitt Romney. Après la réélection de Barack Obama, il appelle à « marcher sur Washington et arrêter cette mascarade ». Des journalistes supposent que Trump a envisagé de se présenter à l'élection présidentielle après le dîner des correspondants de la Maison-Blanche de 2011, durant lequel Barack Obama se moque à plusieurs reprises de Donald Trump,,.
À partir de 2011, Donald Trump reprend à son compte une théorie selon laquelle Barack Obama ne serait pas né sur le territoire des États-Unis, mais au Kenya, ce qui aurait pour conséquence de le rendre inéligible au poste de président des États-Unis. Il déclare aussi que les notes d'Obama étaient insuffisantes pour qu'il intègre la faculté de droit de Harvard. L'universitaire Gregory Benedetti juge que le fait d'avoir alimenté cette polémique a alors permis à Trump de devenir « le porte-drapeau d'une branche ultra-conservatrice désireuse de présenter Obama comme un étranger, un Autre culturel et identitaire ». Trump soutient cette théorie du complot pendant cinq ans, au travers notamment de nombreux tweets. En septembre 2016, il déclare qu'Obama est bien né aux États-Unis.
Il s'oppose en outre à plusieurs mesures prises par le président Obama, notamment le Patient Protection and Affordable Care Act, ainsi qu'à sa politique migratoire,.

## Élection présidentielle de 2016

### Primaires républicaines
Trump annonce sa candidature aux primaires républicaines le 16 juin 2015, avec le slogan « Make America Great Again » (« Rendre sa grandeur à l'Amérique ») — utilisé jadis par Ronald Reagan, en se présentant en sauveur d'une Amérique moribonde, minée par la corruption de ses élites et par un système électoral inique,,.
Quelques jours après l'annonce de sa candidature, alors crédité de moins de 5 % dans les enquêtes d'opinion, il effectue une percée inattendue dans les sondages, même si Jeb Bush reste considéré comme le favori,. À partir du mois de juillet, les sondages le placent en tête des intentions de vote aux primaires, avec un soutien estimé entre 17 et 40 % à l'échelle nationale,,. Durant l'été 2015, il figure en tête des personnalités faisant l'objet d'une recherche sur Google et citées sur les réseaux sociaux. Cet « effet Trump », inattendu, médiatise les primaires : le premier débat entre les candidats républicains, le 6 août 2015, est focalisé sur sa personne et rassemble 24 millions de téléspectateurs, huit fois plus qu'en 2011,,. Les doutes sur la pérennité de sa candidature, souvent dédaignée,, disparaissent à la fin de l'été 2015. Cependant, la plupart des commentateurs continuent de prédire sa défaite,. Dès sa déclaration de candidature, il se singularise en utilisant Twitter de manière très polémique, notamment pour attaquer, voire insulter, quiconque lui déplaît. Il nomme un directeur des communications pour les réseaux sociaux, Dan Scavino. En octobre 2017, le Washington Post recense 385 personnes, groupes, lieux, organisations, institutions, etc., insultés par Trump sur Twitter, parfois à plusieurs reprises.

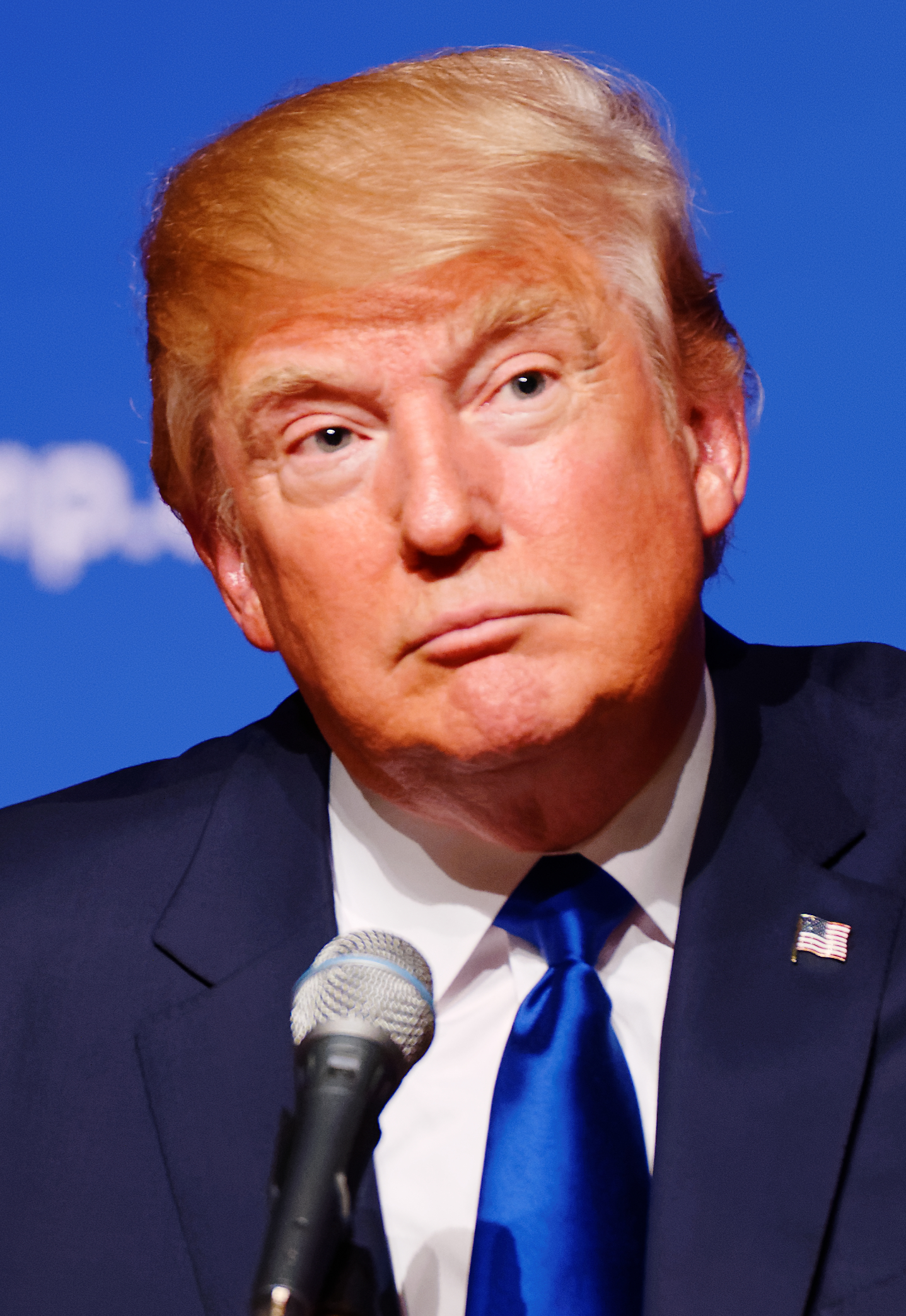
Donald Trump lors d'un meeting à Derry (New Hampshire) le 19 août 2015.

Dès le début de sa campagne, il revendique un discours « politiquement incorrect », notamment sur l'immigration. Il soulève une polémique en accusant les immigrés mexicains d'être des « criminels » et des « violeurs » que le gouvernement mexicain enverrait « activement » aux États-Unis et en proposant la construction d'un mur le long de la frontière mexicaine — mesure phare de son programme, —, provoque un autre tollé en préconisant « l'arrêt total et complet de l'entrée des musulmans aux États-Unis » et se voit globalement reprocher des déclarations jugées sexistes, ou racistes,,. La campagne de Trump attire rapidement l'attention des médias internationaux, du fait de sa personnalité atypique et de ses déclarations fracassantes : il écrit ainsi sur Twitter que le réchauffement climatique est une invention des Chinois pour miner l'économie américaine, suggère que la journaliste Megyn Kelly s'est montrée agressive avec lui parce qu'elle avait ses règles, ou moque publiquement le handicap d'un autre journaliste dont les questions lui avaient déplu.
En février 2016, après un score jugé décevant lors du caucus de l'Iowa (24,3 % des suffrages), il arrive largement en tête à celles du New Hampshire (35,2 %), de Caroline du Sud (32,5 %) et du Nevada (45,8 %), renforçant ainsi son statut de favori,. Lors du Super Tuesday du 1er mars 2016, il conforte son avance en remportant sept des onze États en jeu. Tandis qu'il est notamment attaqué par Mitt Romney et John McCain, des comités d'action politique lancent une campagne contre lui en diffusant des publicités négatives dont le coût s'élève à plusieurs dizaines de millions de dollars. Marco Rubio, l'un de ses principaux adversaires, se retire de la course le 15 mars.
Il reçoit ensuite les soutiens de diverses figures républicaines. Après Sarah Palin en janvier, Chris Christie se rallie à Trump,, suivi de Jeff Sessions — premier parlementaire républicain dans ce cas —, de son ancien concurrent Ben Carson, puis de Rudy Giuliani,.
Dans l'histoire récente des primaires pour la présidentielle américaine, Trump fait partie des favoris des sondages ayant le moins dépensé d'argent,. À la date du 10 mars 2016, il est ainsi, parmi les candidats républicains et démocrates, celui qui a dépensé le plus petit budget de campagne électorale, à savoir 27 millions de dollars (85 millions pour Marco Rubio, 96 millions pour Bernie Sanders, 104 millions pour Ted Cruz et 188 millions pour Hillary Clinton). Il dépense beaucoup dans ses courriers aux électeurs et ses produits dérivés, mais ne commande aucun sondage (alors que Hillary Clinton a dépensé 896 000 dollars dans le domaine pour le seul mois d'avril) et dépense très peu en publicité ou en action militante sur le terrain, misant sur de grands meetings et un fort temps d'antenne dans les médias grâce à ses déclarations polémiques, — il est probablement le candidat le plus suivi de l'histoire des campagnes politiques américaines.

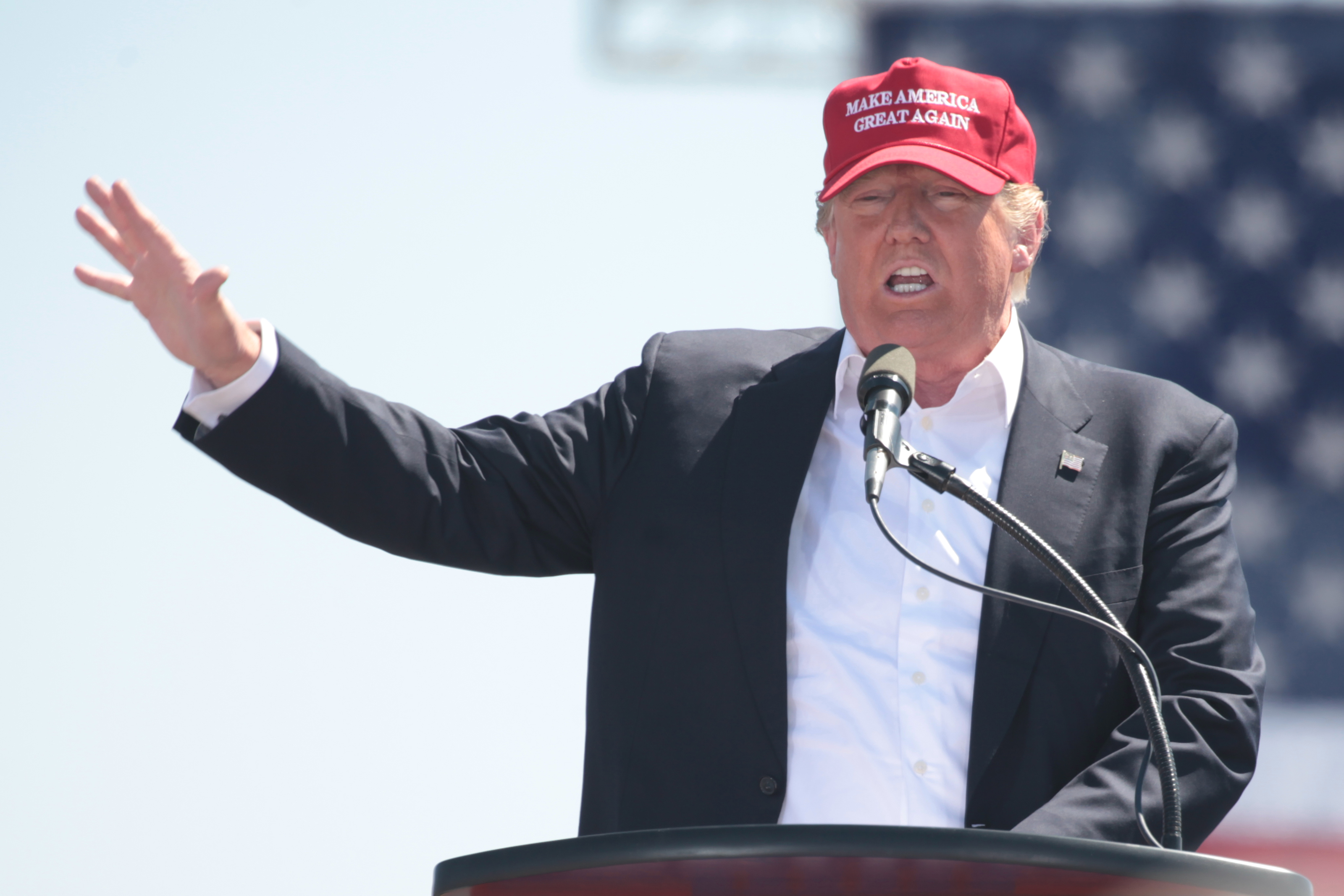
Donald Trump en campagne à Fountain Hills (Arizona) en mars 2016.

Le 19 avril, il l'emporte dans l'État de New York, avec près de 60 % des voix, devenant ainsi le seul candidat capable de recueillir les 1 237 délégués nécessaires pour obtenir l'investiture dès le premier tour lors de la convention du Parti républicain en juillet. Ses deux concurrents encore en lice, Ted Cruz et John Kasich, concluent ensuite un accord prévoyant le retrait de l'un des deux lors de certaines primaires en mai et juin pour éviter une dispersion des voix et faire barrage à Trump. Par contre sa large victoire (53 %) lors de la primaire de l'Indiana, le 3 mai suivant, conduit Cruz et Kasich à suspendre leurs campagnes, assurant ainsi à Trump la nomination,,.
Reince Priebus, président du Comité national républicain, appelle alors le parti à s'unir derrière lui. La quasi totalité des autres participants aux primaires républicaines se rallient ensuite à Trump. Néanmoins, une cinquantaine de grands donateurs du Parti républicain décident de ne pas lui apporter leur soutien. Par ailleurs, l'ancien président George H. W. Bush ainsi que ses fils, l'ancien président George W. Bush et l'ancien gouverneur de Floride Jeb Bush, font savoir qu'ils ne le soutiendront pas.
Le 25 mai, il dépasse le nombre de délégués requis pour obtenir l'investiture. Dans la perspective d'un duel face à Hillary Clinton, une série de sondages le donne alors vainqueur ou à égalité. Après s'être attaché les services du spin doctor Paul Manafort en mars, il remercie en juin son directeur de campagne, Corey Lewandowski, ce qui témoigne d'une « professionnalisation » de sa campagne selon Reince Priebus.
Le succès de sa candidature contredit la tactique envisagée par les stratèges du Parti républicain, pour qui les défaites successives de John McCain et Mitt Romney devaient pousser à davantage de modération afin de ne pas s'aliéner l'électorat hispanique, en pleine croissance. Soufian Alsabbagh, spécialiste de la droite américaine, estime que Donald Trump incarne l'aboutissement d'un « mouvement de radicalisation » du Parti républicain après les candidatures successives de George W. Bush, John McCain et Mitt Romney. D'après le politologue Alix Meyer, « il faut remonter à Barry Goldwater, en 1964, pour trouver un tel décrochage entre le candidat investi et l'appareil du parti dont il se réclame » ; son confrère Marc Landy évoque quant à lui les profils de William Jennings Bryan en 1896 et de George McGovern en 1972. Il faut remonter à la candidature de Dwight D. Eisenhower en 1952 pour voir un novice en politique remporter l'investiture républicaine,. Le politologue Marc Landy souligne que Donald Trump pratique « un populisme de divertissement, à la manière de Silvio Berlusconi, qui n’est pas dans les habitudes américaines », à travers « un niveau d’incivilités habituel dans beaucoup de médias, mais peu courant dans le domaine politique », en insultant fréquemment ses adversaires,,, en leur donnant des surnoms (Ted « le menteur », Bush « le mou » ou « le petit » Marco) ou en alimentant des rumeurs à leur sujet comme la participation du père de Ted Cruz à l'assassinat du président Kennedy. En août 2016, il est accusé d'appeler implicitement au meurtre de Hillary Clinton lors d'un meeting. Par ailleurs, des affrontements entre ses partisans et ses opposants émaillent régulièrement ses meetings.

### Tentative d'assassinat en meeting à Las Vegas
Le 18 juin 2016, alors qu'il est en meeting à Las Vegas, il échappe à une tentative d'assassinat de la part d'un Britannique de 20 ans qui avait tenté de s'emparer de l'arme d'un agent de service.

### Campagne présidentielle

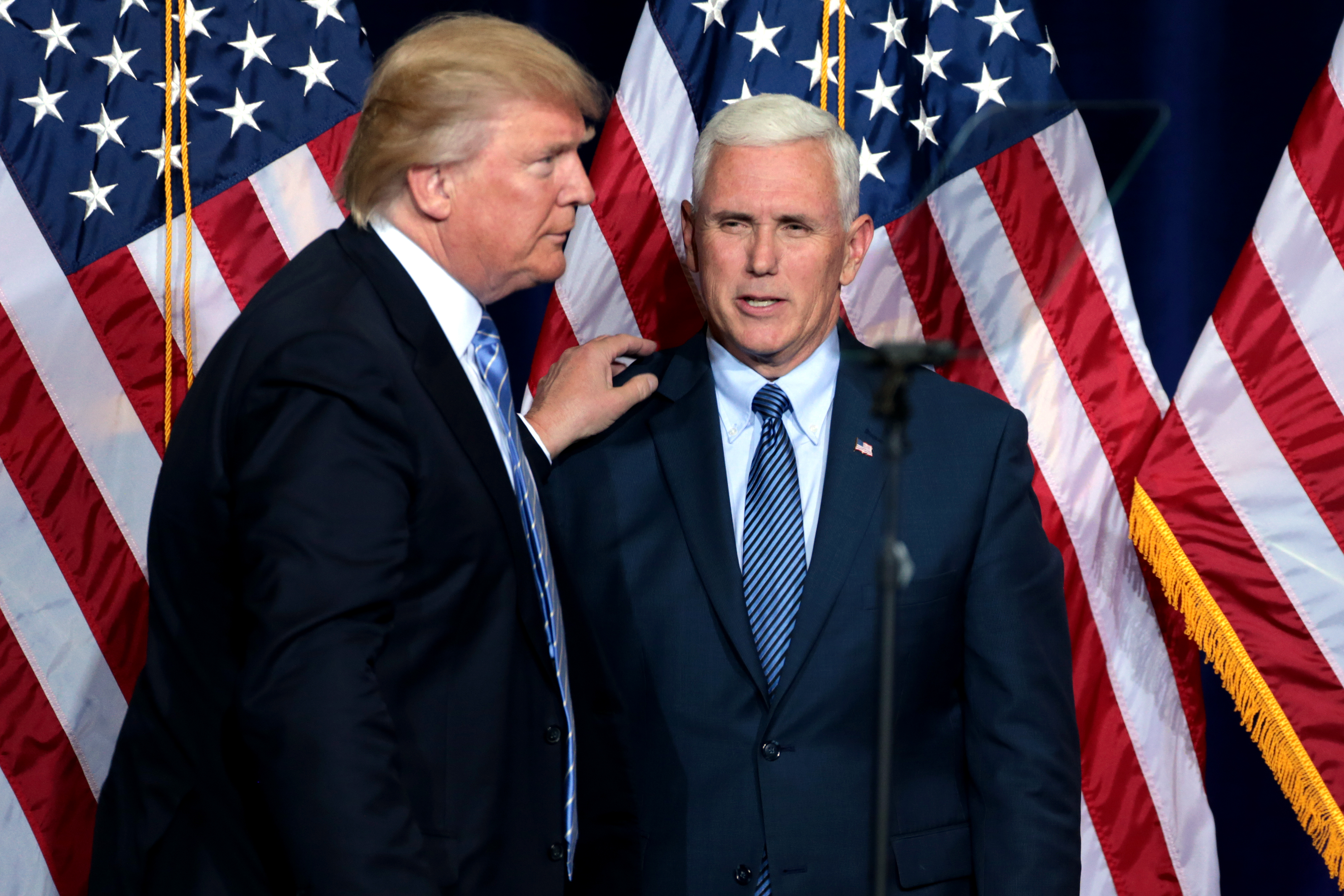
Donald Trump et son colistier Mike Pence en Arizona en août 2016.

Le 16 juillet 2016, Donald Trump annonce que le gouverneur de l'Indiana, Mike Pence, initialement soutien de Ted Cruz, sera son colistier à l'élection présidentielle,. Le « ticket » est officiellement investi par le Parti républicain le 19 juillet 2016, lors de la convention de Cleveland. Donald Trump se félicite alors d'avoir obtenu « le plus grand nombre de voix jamais obtenues dans l’histoire du Parti républicain » (plus de 14 millions). De façon inattendue, Ted Cruz, arrivé en deuxième position de la primaire, refuse d'apporter son soutien au candidat républicain et appelle les électeurs américains à voter « selon leur conscience » lors de son discours à Cleveland. Dans son discours d'investiture comme candidat, il dresse un tableau très sombre des États-Unis,, et une rhétorique à la fois nationaliste et populiste. La première soirée de la convention est un fort succès d'audience pour les télévisions qui la retransmettent, CNN bénéficiant notamment d'un gain de 200 % par rapport à celle de 2012.

Logo de campagne du ticket républicain Trump-Pence.

Peu après son investiture, les sondages continuent de donner Trump au coude-à-coude avec la candidate démocrate, alors que l'un et l'autre souffrent d'une mauvaise image dans l'opinion. Les enquêtes d'opinion du mois d'août sont défavorables à Trump à qui ils donnent entre 6 et 8 points de retard,. Dans le même temps, Paul Manafort démissionne de son équipe de campagne en raison de sa mise en cause dans une affaire de corruption en Ukraine. Trump crée alors un poste de « directeur général de campagne » qu'il confie à une personnalité à la fois atypique et controversée, Steve Bannon, responsable du site d'extrême droite Breitbart News,. Dans le même temps, il promeut Kellyanne Conway, dont le profil est consensuel au sein de l'appareil républicain, à celui de directrice de campagne,. Peu après, il exprime des « regrets » pour ses propos qui ont « pu blesser des gens personnellement » et infléchit pour la première fois une de ses propositions contre l'immigration illégale. Le 31 août 2016, à l'issue d'une visite au Mexique où il s'exprime aux côtés du président Enrique Peña Nieto, il réaffirme sa ligne dure sur l'immigration,. En parallèle, il tente d'élargir son audience au sein de la communauté afro-américaine, traditionnellement très favorable aux démocrates. Les sondages de septembre 2016 voient les intentions de vote en sa faveur se rapprocher de celles pour Hillary Clinton.
D'abord en net retard par rapport à Hillary Clinton, le rythme de sa récolte de fonds connaît une brusque hausse à l'été 2016, grâce à un nombre massif de petites donations de quelques dizaines de dollars réalisées en ligne, et tend ainsi à combler l'écart. Tandis que les banques américaines refusent de lui prêter de l'argent en raison de ses mauvaises relations avec elles en tant qu'entrepreneur, ses plus importants donateurs sont des oligarques russes proches du Kremlin. Les principaux bailleurs de fonds pro-républicains s'abstiennent de le financer et préfèrent soutenir les candidats aux élections législatives à venir. Si Donald Trump bénéficie du soutien de la majorité des donateurs de Marco Rubio et surtout de Ted Cruz, ceux de Jeb Bush, John Kasich et Chris Christie financent davantage la campagne de Hillary Clinton.

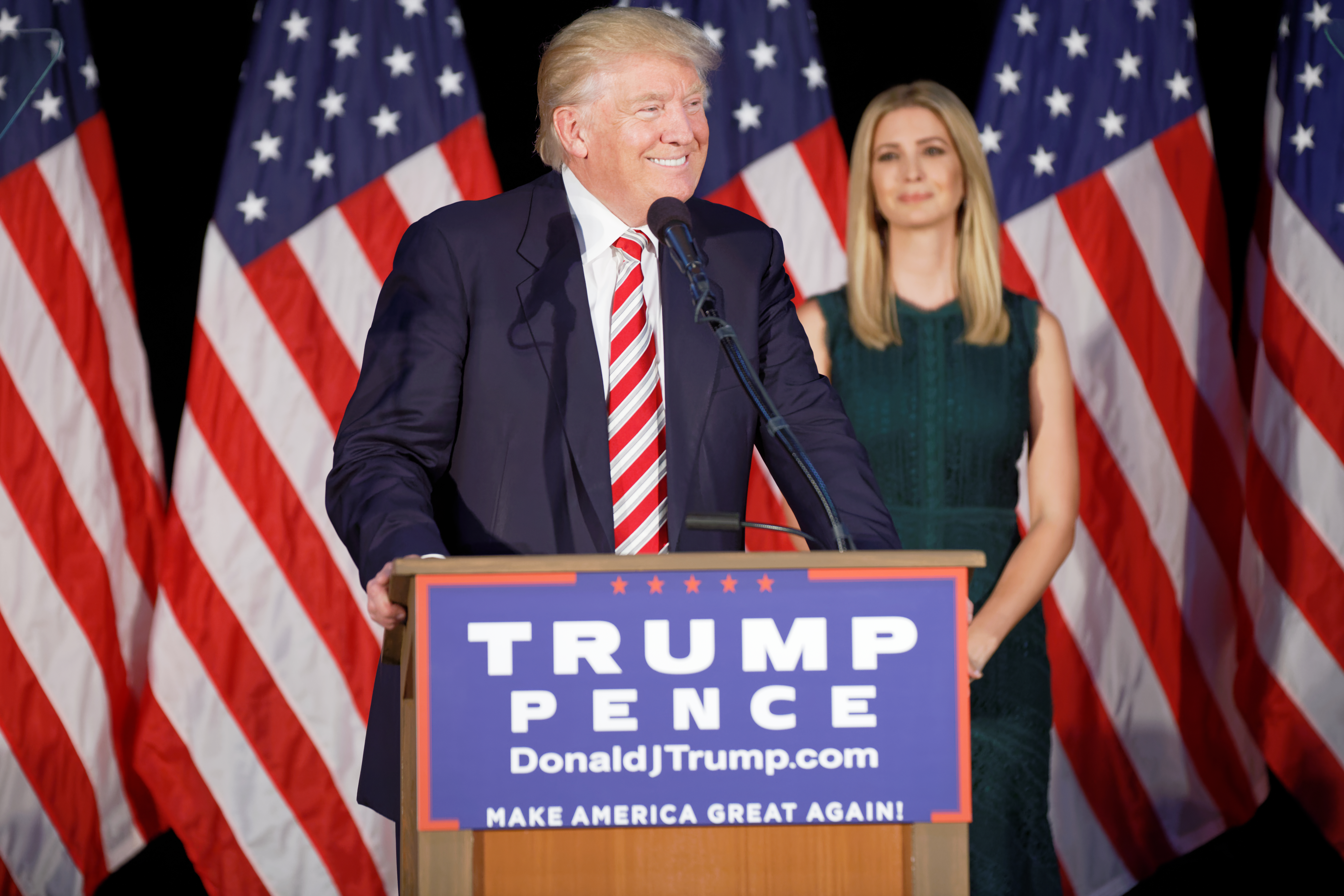
Donald Trump en campagne aux côtés de sa fille Ivanka dans l'État-clé (swing state) de Pennsylvanie en septembre 2016.

L'équipe de Donald Trump diffuse ses premières publicités dans le cadre de l'élection générale en août 2016, alors que celle de Hillary Clinton y a déjà consacré 61 millions de dollars et que les deux autres candidats, Jill Stein et Gary Johnson, ont eux aussi réalisé des spots. La majeure partie de ses dépenses est alors destinée aux déplacements et aux frais liés aux événements, tandis que son équipe demeure extrêmement réduite. Il préfère s'assurer une publicité gratuite sur les réseaux sociaux et dans les médias, ou se reposer sur les infrastructures du Parti républicain pour la logistique et la collecte de fonds. À la mi-septembre 2016, Donald Trump a dépensé 18,7 millions de dollars en spots télé, alors qu'Hillary Clinton a dépensé 109,4 millions, et il a levé 205,8 millions de dollars de fonds, alors qu'Hillary Clinton en a levé 516,7 millions. Il recueille le soutien de seulement 6 journaux, contre plus de 200 pour Hillary Clinton, d'après un décompte réalisé par Politico qui estime qu'« aucun candidat n'avait jamais reçu aussi peu de soutiens » dans la presse.
Certains observateurs font un rapprochement avec l'élection de 1996 au regard du retard pris très tôt dans les sondages par le candidat républicain Bob Dole et du fait que la plupart des candidats du parti au Congrès pour les élections suivantes considèrent également la présentielle comme perdue d'avance,.
Le 27 septembre, le premier débat télévisé entre les deux candidats semble remporté par Hillary Clinton. Dans les trois semaines précédant le scrutin, la campagne de Trump se radicalise et il laisse entendre que les élections sont truquées, notamment en raison du parti pris des médias contre lui. Cette attitude lui attire des critiques de la part de Barack Obama,,.

### Accusations de sexisme et d'agressions sexuelles
À quelques jours du deuxième débat qui doit opposer Donald Trump à Hillary Clinton, le Washington Post diffuse une vidéo, datant de 2005, dans laquelle on entend Trump — enregistré à son insu dans le studio de l'émission de télévision Des jours et des vies — se vanter de courir les jupons et affirmer à son interlocuteur que « Quand vous êtes une star, [les femmes] vous laissent faire, vous pouvez faire tout ce que vous voulez, les attraper par la chatte [« Grab them by the pussy »], faire ce que vous voulez ». La publication de cette vidéo ayant suscité des réactions outrées jusque dans les rangs du Parti républicain, y compris celle de son colistier Mike Pence, le candidat s'excuse pour ses propos, qu'il qualifie de « vantardises de vestiaires ».
Dans les jours qui suivent, plusieurs femmes accusent publiquement Donald Trump de leur avoir fait lourdement des avances, voire d'avoir eu à leur égard un comportement relevant de l'agression sexuelle, par exemple en leur imposant des attouchements ou en les embrassant de force. Le candidat républicain nie s'être comporté de la sorte et riposte à sa façon lors du deuxième débat l'opposant à Hillary Clinton, le 9 octobre 2016 : il rappelle que des femmes ont accusé le mari de cette dernière, Bill Clinton, de les avoir agressées sexuellement ou violées, et fait venir quatre d'entre elles pour qu'elles assistent au débat. En réaction, le rappeur Will.i.am sort le 14 octobre une vidéo satirique intitulée Grab'm by the Pussy (Attrape-les par la chatte) par laquelle il dénonce l'attitude méprisante et les commentaires sexistes de Trump à l'égard des femmes.

### Contrevérités

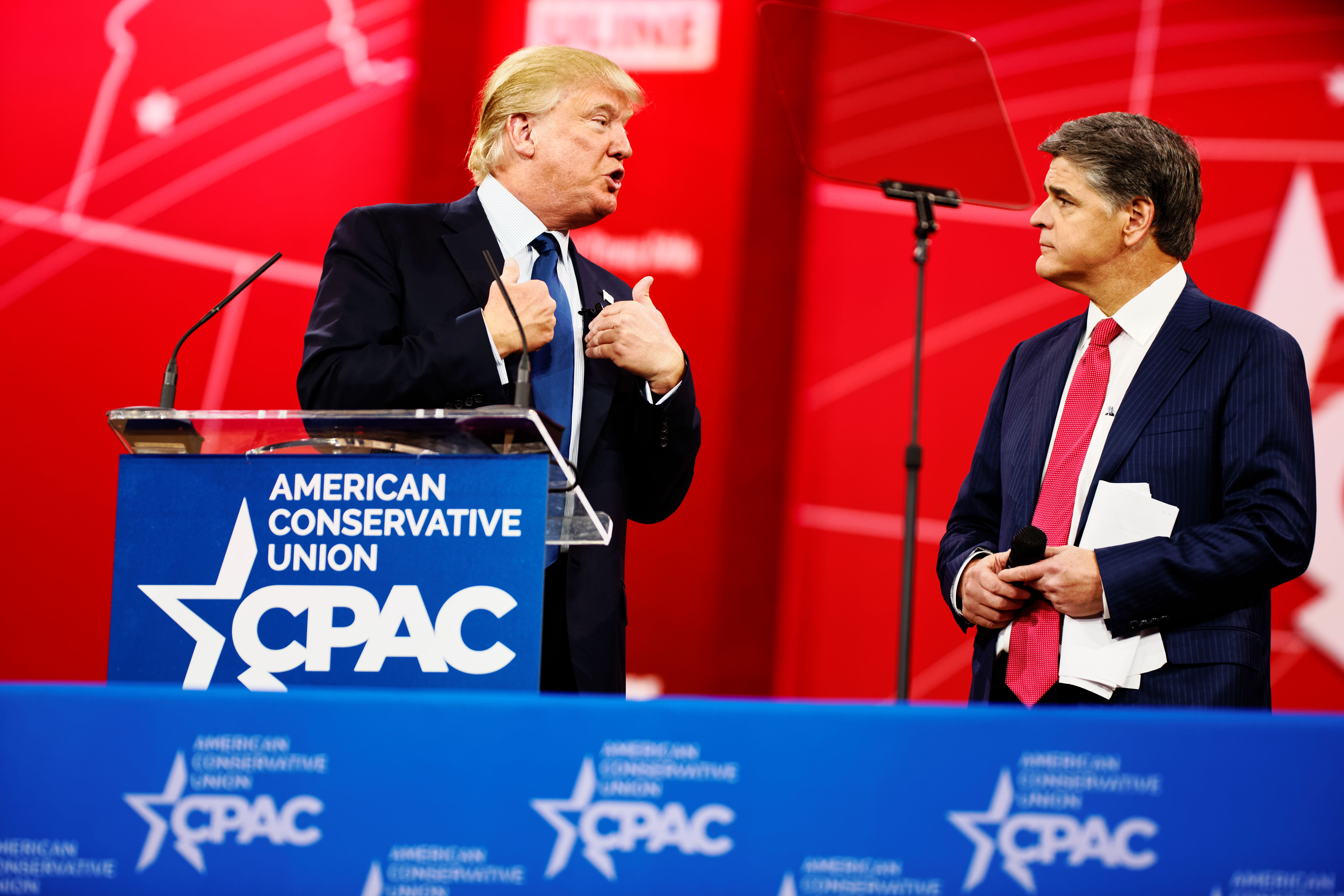
Donald Trump avec Sean Hannity à la Conservative Political Action Conference de 2015.

Avant de se lancer dans la campagne présidentielle, Donald Trump avait développé dès les années 1980 le concept d'« hyperbole véridique », expliquant dans un de ses ouvrages : « Les gens veulent croire en ce qui est le plus formidable, le plus génial et le plus spectaculaire. J'appelle cela l'hyperbole véridique. C'est une forme innocente d'exagération — et une méthode de promotion très efficace ».
Pendant la campagne des primaires républicaines, il déclare, au sujet des attentats du 11 septembre 2001 : « J'ai vu, à New Jersey City, des milliers et des milliers de personnes musulmanes acclamer la chute des tours du World Trade Center », mais il n'existe aucune preuve de ces événements, que les autorités du New Jersey ont démentis. Très actif sur Twitter durant la campagne présidentielle, il avance « Blancs tués par des Blancs : 16 %. Blancs tués par des Noirs : 81 % », graphique à l'appui. Il s'appuie sur une source (le « bureau des statistiques du crime de San Francisco ») qui n'existe pas et inverse en fait les chiffres puisque 82,4 % des Blancs assassinés l'ont été par des Blancs et 14,8 % par des Noirs,. Il affirme que le « vrai taux de chômage aux États-Unis est de 42 % », en additionnant les « inactifs », mélangeant retraités, pré-retraités, mères au foyer, étudiants et lycéens pour parvenir à ce compte erroné,. Donald Trump explique également que « la croissance américaine n'a jamais été négative » et que le taux de croissance du PIB américain est passé en négatif au premier trimestre 2015 sous la présidence de Barack Obama, ajoutant « que ça ne s'était jamais produit dans l'histoire ». Or la première affirmation est fausse, et pour la deuxième, les médias américains relèvent que cela s'est produit 42 fois depuis la Seconde Guerre mondiale,. Il affirme constamment durant la campagne que les élections sont « truquées », développant à ce sujet plusieurs « théories du complot ». Après sa victoire grâce à sa majorité au collège électoral, mais avec plus de deux millions de voix de moins qu'Hillary Clinton dans le vote populaire, il écrit sur Twitter : « En plus d'avoir remporté le collège électoral, j'ai gagné le vote populaire si on déduit les millions de gens qui ont voté illégalement », sans avancer la moindre preuve,. Le site Politifact trouve dans les déclarations de Donald Trump, pour l'année 2015, 76 % de mensonges complets ou partiels, ce qui le place en tête des personnalités politiques américaines dont les propos sont le plus souvent « archi-faux, faux ou plutôt faux ».

### Positionnement des médias
Plus de 76 % de la presse américaine soutient Hillary Clinton, contre moins de 5 % pour Donald Trump. De nombreux titres de presse appelant traditionnellement à voter pour le candidat républicain s'opposent à lui. En dépit du soutien du New York Post de Rupert Murdoch et de The National Enquirer durant la primaire républicaine, des articles extrêmement négatifs sont publiés quotidiennement sur Donald Trump.
Durant la campagne, le groupe médiatique de Rupert Murdoch, notamment la chaîne de télévision Fox News, soutient activement la candidature de Trump. C'est également le cas du site d'extrême droite Breitbart News, que le directeur Steve Bannon quittera pour diriger la fin de la campagne du candidat républicain, avant de devenir conseiller stratégique à la Maison-Blanche.
Après la victoire de Donald Trump à l'élection présidentielle, des médias influents comme The New York Times reconnaissent n'avoir pas su capter la colère d'une partie de l'électorat américain. Paul Krugman, prix Nobel d'économie en 2008, souligne l'ignorance de l'Amérique « des élites » pour l'Amérique « profonde » et Margaret Sullivan (en), l'éditorialiste du Washington Post, paraphrase la thèse de Peter Thiel (investisseur de la Silicon Valley et soutien de Donald Trump) lorsqu'il explique que « les journalistes prennent toujours Trump au pied de la lettre, mais sans le prendre au sérieux » alors que « ses électeurs, en revanche, le prennent au sérieux, mais ne le prennent pas au pied de la lettre » et que donc, « par exemple, quand il propose de construire un mur à la frontière mexicaine, les journalistes exigent des détails, veulent savoir comment il va s'y prendre », alors que ses électeurs « comprennent qu'il ne veut pas vraiment édifier un mur et entendent simplement qu'il propose une politique migratoire plus saine et plus intelligente »,.

### Victoire sur Hillary Clinton
Le 8 novembre 2016, Donald Trump remporte l'élection présidentielle. Il renverse la tendance annoncée en particulier en Floride et en Caroline du Nord, que les sondages avaient majoritairement anticipés comme favorables à Hillary Clinton, ainsi qu'au Michigan, au Wisconsin et en Pennsylvanie, traditionnellement démocrates, et que les enquêteurs prévoyaient également penchant pour le camp démocrate. Ces cinq États lui ont apporté un total de 74 grands électeurs. Son discours protectionniste et hostile à l'immigration clandestine lui permet ainsi de s'imposer dans la Rust Belt, région anciennement industrielle qui a subi de plein fouet les dégâts des délocalisations et des politiques de libre-échange. Il se voit au total attribuer 306 grands électeurs contre 232 à sa rivale. Celle-ci obtient 2,87 millions de voix (2,1 points de pourcentage) de plus que lui,,. Un tel cas de figure, dû au mode de scrutin indirect et à la pratique du winner takes all, s'est présenté seulement quatre fois dans le passé, lors des élections présidentielles de 1824, 1876, 1888 et 2000. Un tel écart en nombre de voix (mais pas en pourcentage) constitue un record historique pour ce système électoral, ce qui réactive les critiques à son égard ainsi que les appels à le réformer (Donald Trump s'était d'ailleurs opposé à ce système en 2012).
Donald Trump remporte le suffrage des électeurs âgés de plus de 45 ans (53 %, contre 45 % à Clinton), des électeurs masculins (53 %, contre 41 % à Clinton), des électeurs peu diplômés (51 % des électeurs n'ayant pas dépassé le collège ou le lycée et 53 % des électeurs ayant fréquenté un établissement d'études supérieures, mais sans en être diplômé, contre respectivement 45 % et 43 % à Clinton), des électeurs blancs (58 %, contre 37 % à Clinton) et des électeurs hétérosexuels (48 %, contre 47 % pour Clinton).
Cette victoire fait démentir les projections. Sur un échantillon de 376 sondages publiés entre mai 2015 et novembre 2016, seulement 30 ont annoncé Donald Trump en tête ; les derniers publiés annonçaient une avance d'environ 3,5 points de pourcentage à Hillary Clinton et une nette victoire pour celle-ci au niveau des grands électeurs,. Tout au long de sa campagne, la plupart des politologues l'avaient donné perdant et de nombreux commentateurs assurent que sa victoire est improbable voire impossible,. Après cette élection, les médias américains, qui soutenaient Hillary Clinton à 75 % et Donald Trump pour moins de 5 %, confessent avoir été incapables de capter le sentiment du pays profond,,.
La candidate écologiste Jill Stein dépose des demandes de recompte des voix dans trois États où les résultats ont été serrés, mais l'opération confirme la victoire de Trump dans le Wisconsin, et est annulée par la justice fédérale dans le Michigan.
Donald Trump devient le président le plus âgé et le plus riche jamais élu par les Américains pour un premier mandat, devant George Washington,, et le seul à accéder à cette fonction sans avoir exercé auparavant un mandat électif et/ou des responsabilités militaires. Dans son livre Le Feu et la Fureur : Trump à la Maison-Blanche, paru en janvier 2018, Michael Wolff affirme que Donald Trump ne voulait en réalité pas devenir président et cherchait avant tout à se faire de la publicité, en se présentant à une élection qu'il n'imaginait pas pouvoir gagner.

## Période de transition

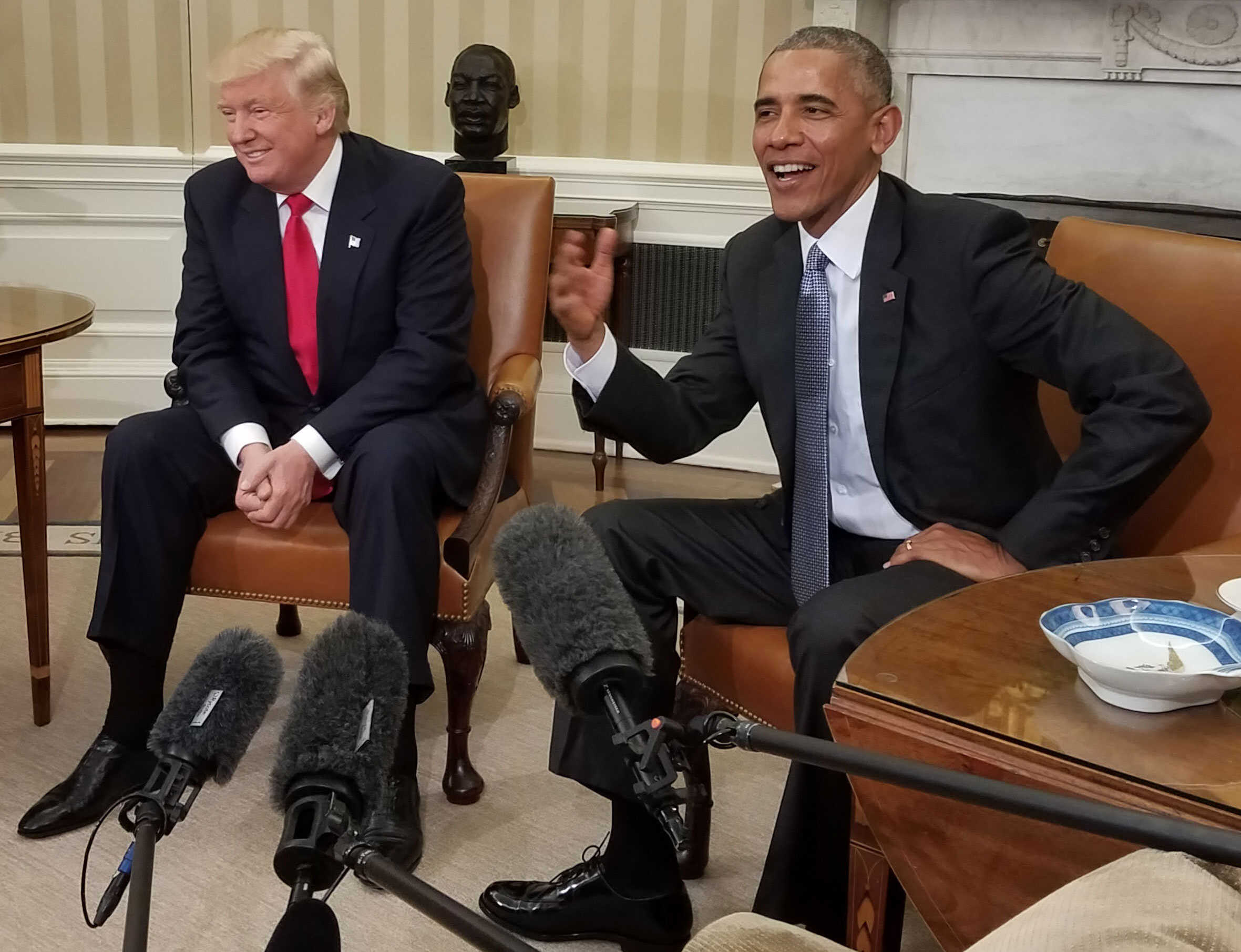
Rencontre entre le président en fonction, Barack Obama, et son successeur, à la Maison-Blanche, le 10 novembre 2016.

Le 8 novembre 2016, alors que Donald Trump se voit attribuer 306 des 538 grands électeurs du collège électoral, désignant le président pour la Maison-Blanche, le Parti républicain est également sur le point de contrôler la Chambre des représentants, le Sénat et donc la Cour suprême. Pour le politologue Vincent Michelot, « c'est du jamais-vu depuis les années 1930. Même Reagan a gouverné avec une majorité démocrate à la Chambre des représentants ». Il s'agit de la sixième fois depuis 1900 que les Républicains ont la mainmise sur le Congrès et la Maison-Blanche.

### Contestations contre sa victoire
Alors que son élection est suivie de manifestations dans des grandes villes américaines pour protester contre sa victoire, il adopte dans ses premières déclarations un ton ouvert et apaisé, y compris contre d'anciens adversaires qu'il avait durement attaqués au cours de sa campagne, Hillary Clinton en particulier en précisant qu'il ne compte pas « nuire aux Clinton » car « cela diviserait vraiment beaucoup le pays ». Dans la lignée de sa campagne, il continue de s'exprimer sur Twitter sur un ton polémique : il réagit ainsi aux manifestations en affirmant qu'il s'agit de « manifestants professionnels incités par les médias », mais revient sur ses propos en louant la « passion » des manifestants « pour notre grand pays ». Dans plusieurs tweets, il raille et contredit le New York Times au sujet du suivi de sa campagne et de la période de transition.

### Approches internationales
Il rencontre des hommes d'affaires indiens, ainsi que le président argentin Mauricio Macri et le Premier ministre japonais, Shinzō Abe. Devant l'engagement répété de Donald Trump à se retirer de l'accord de partenariat transpacifique, le président chinois Xi Jinping invite les dirigeants de la zone Asie-Pacifique à soutenir l'accord régional de libre-échange concurrent que son pays leur a proposé. La décision de Donald Trump explique, selon certains médias, la décision de John Key, Premier ministre néo-zélandais et « fervent artisan » de l'accord de partenariat transpacifique, de ne pas se représenter. Peu après, Donald Trump s'entretient avec Tsai Ing-wen, présidente de Taïwan, ce qui constitue une première depuis la rupture des relations diplomatiques entre les deux États en 1979 ; cet échange entraîne une « protestation solennelle » du pouvoir chinois, suivie par la réaffirmation par la Maison-Blanche de son soutien à la politique de « la Chine unique ». Sur Twitter, Donald Trump accuse ensuite la Chine de dévaluer sa monnaie pour mieux concurrencer les entreprises américaines et « de bâtir un vaste complexe militaire en mer de Chine méridionale ».

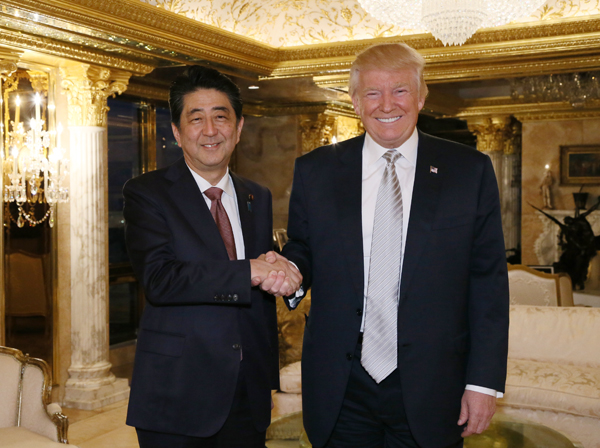
Donald Trump et Shinzō Abe, le Premier ministre japonais, le 17 novembre 2016.

Le 13 novembre 2016, il annonce qu'il renoncera à son salaire de président (400 000 dollars annuels) et qu'il ne percevra que le dollar symbolique auquel l'oblige la loi.
Il achève la période de transition avec le plus faible taux d'approbation des deux décennies précédentes dans l'opinion publique pour un président des États-Unis. Vincent Michelot souligne « le caractère exceptionnel » de la période de transition, menée avec une forte publicité contrairement aux habitudes et en entraînant un retard important dans les nominations : « Ceci est d’autant plus inquiétant que les ministres désignés ont en commun de n’avoir aucune expérience du secteur public. Et que certains de ses membres sont non seulement inexpérimentés, mais aussi hostiles à l’existence même du ministère qu’ils vont diriger ».

### Élection par le collège électoral
Le scrutin de la présidentielle étant indirect aux États-Unis, l'élection définitive de Donald Trump n'est effective qu'à l'issue du vote du collège électoral. Jusqu'à la réunion de celui-ci, le 19 décembre 2016, l'identité de nombreux grands électeurs républicains est révélée par des associations anti-Trump et plusieurs d'entre eux sont alors victimes de harcèlement et de menaces de mort afin qu'ils changent leur vote,. Donald Trump obtient néanmoins le vote de 304 grands électeurs contre 227 à Hillary Clinton, deux votes seulement lui faisant défaut contre cinq à sa rivale démocrate.

### Nominations
Durant la période de transition, Donald Trump s'entoure d'une équipe de transition et commence à désigner les membres de son futur gouvernement. En se basant sur les nominations connues au 13 décembre 2016, le site américain Quartz a calculé que les 17 membres du futur gouvernement Trump disposaient de 9,5 milliards de dollars, soit autant que les 109 millions d'Américains les plus pauvres. La nomination de financiers, d'hommes et de femmes d'affaires fortunés à des postes-clés, ainsi que la présence de nombreux lobbyistes au sein de l'équipe de transition sont dénoncées par la sénatrice démocrate Elizabeth Warren, qui interpelle le président-élu une lettre datée du 15 novembre, l'accusant d'être « déjà en train d’échouer » dans sa promesse de ne pas être aux mains des élites en nommant « une kyrielle de banquiers de Wall Street, d’initiés de l’industrie et des lobbyistes au sein de [son] équipe de transition ». La sénatrice souligne que « 72 % des Américains, démocrates comme républicains, pensent que « l’économie américaine est truquée au bénéfice des riches et des puissants » », et appelle Trump à ne pas inclure ces personnes de son équipe. Lors d'un entretien accordé le 13 novembre à la chaîne de télévision CBS, le milliardaire avait expliqué qu'il était difficile de trouver des gens pour travailler avec le gouvernement sans qu'ils aient des liens avec les lobbys, estimant que Washington était, « dans sa totalité », un « énorme lobby ».

### Prises de position
Dans les semaines suivant son élection, il fait en sorte de tenir ses promesses de campagne concernant la préservation d'emplois dans les entreprises manufacturières américaines. Le 29 novembre 2016, le chauffagiste Carrier, qui prévoyait de délocaliser 1 400 emplois au Mexique, annonce qu'il va en préserver un millier dans le pays à la suite de négociations avec Donald Trump. Le 28 décembre suivant, l'opérateur de téléphonie mobile Sprint Nextel fait savoir qu'il va rapatrier 5 000 emplois aux États-Unis et remercie Donald Trump pour son implication dans ce projet. Le 3 janvier 2017, le groupe automobile Ford, menacé par le président élu d'importantes taxes d'importation, revient sur sa décision de construire une nouvelle usine au Mexique, préférant utiliser une partie des 1,6 milliard de dollars prévus pour le projet pour le développement d'un site dans le Michigan, durement frappé par la désindustrialisation.
Le 3 janvier 2017, sous la pression de Donald Trump, les parlementaires républicains renoncent à réduire les pouvoirs du Bureau d'éthique parlementaire, un organisme indépendant chargé d'enquêter sur les violations éthiques des élus,.
Après la décision de Barack Obama d'expulser 35 diplomates russes en raison de l'accusation d'ingérence de la Russie dans la campagne électorale, Donald Trump se montre sceptique et salue « l'intelligence » de Vladimir Poutine, qui a décidé de ne pas lancer de représailles. Sur fond de crainte d'une nouvelle guerre froide, certains observateurs soulignent la volonté de Barack Obama de mettre en difficulté le président élu,. Une fois élu, il demande à la Russie « une diminution de la violence en Ukraine et la restitution de la Crimée ».
Après son élection, Donald Trump continue de s'exprimer largement sur Twitter, y compris en matière diplomatique. Le 5 janvier 2017, l'agence de presse officielle chinoise Xinhua déplore ainsi son « obsession de la diplomatie Twitter ». Après avoir contredit le principe de la Chine unique, ce qui occasionne des tensions avec le régime de Xi Jinping, il finit par le reconnaître lors d'un entretien avec ce dernier en février 2017, ce qui rassure également le Japon.
Le 11 janvier 2017, soit neuf jours avant l'investiture de Trump, le président mexicain, Enrique Peña Nieto, affirme, comme son prédécesseur Vicente Fox, que son pays ne paiera pas pour le mur promis par Trump lors de sa campagne et dont le coût serait estimé à 25 milliards de dollars. Il se dit néanmoins prêt à mener des négociations ouvertes avec le nouveau président, notamment sur les questions d'immigration.
Avant et après son élection, des responsables des institutions européennes telles que Donald Tusk (président du Conseil européen), Martin Schulz (président du Parlement européen) ou Pierre Moscovici (commissaire européen) expriment leur défiance à son égard,. En janvier 2017, Donald Trump déclare que l'Union européenne est « un instrument au service de l'Allemagne ». Il qualifie le Brexit de « succès pour le Royaume-Uni ». Il considère que la crise migratoire en Europe et la position de l'Allemagne sur cette question sont à l'origine de leur départ.
Trump tient en outre des propos critiques envers l'OTAN, qu'il accuse de n'avoir pas su s'adapter à la menace terroriste. Il regrette par ailleurs que cinq États seulement respectent l'objectif fixé par l'OTAN de consacrer 2 % de son PIB aux dépenses militaires.

## Première présidence

### Débuts

#### Investiture

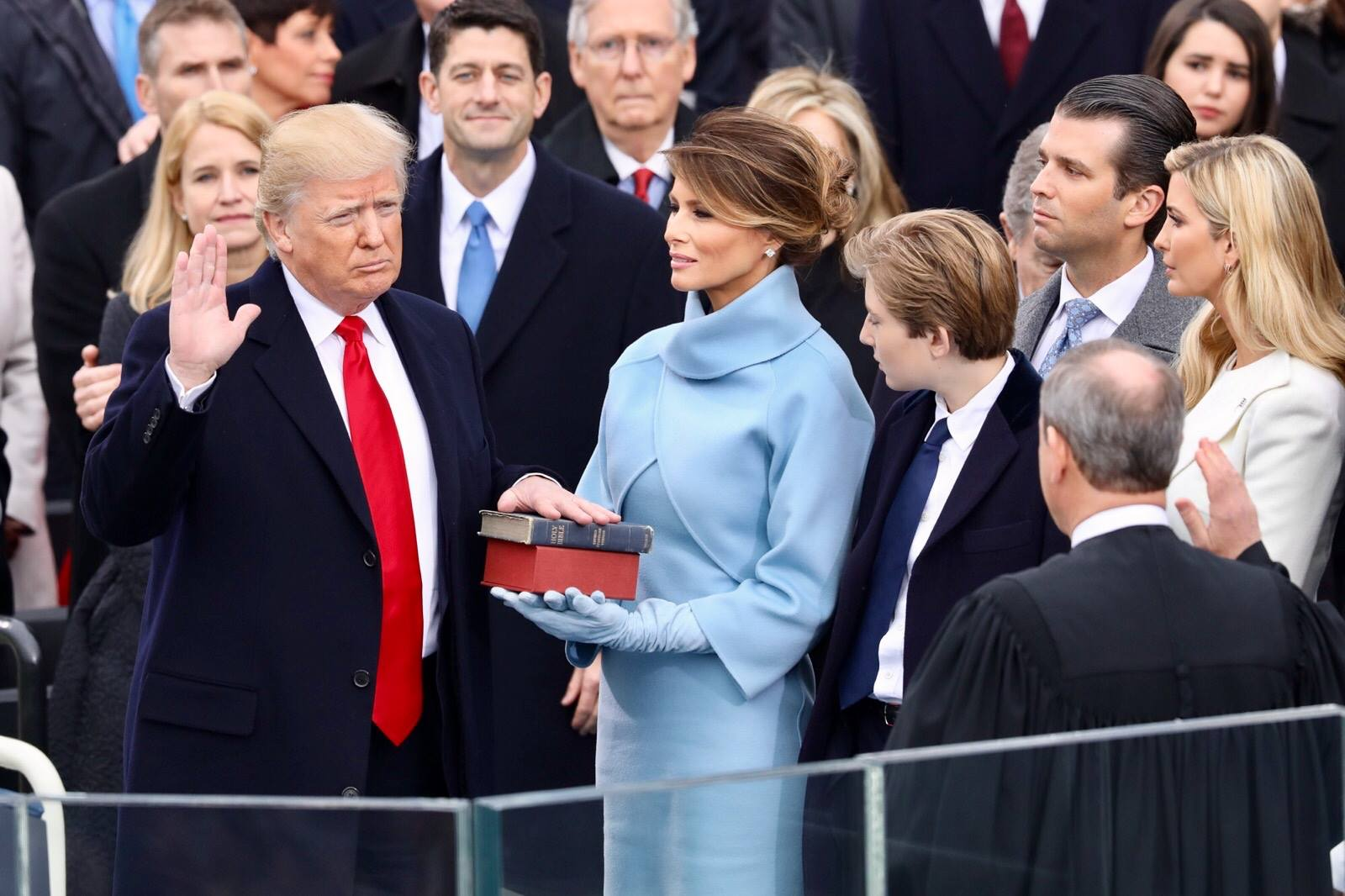
Donald Trump prêtant serment sur la Bible offerte par sa mère lorsqu’il était enfant et sur la Bible d’Abraham Lincoln (20 janvier 2017, Capitole des États-Unis).

De nombreux artistes refusent de participer à l'investiture du nouveau chef de l'État les 19 et 20 janvier 2017. Le chanteur de country Toby Keith accepte de se produire sur scène, et la jeune lauréate de l'émission America's Got Talent, Jackie Evancho, chante l'hymne national après la prestation de serment.
Donald Trump devient officiellement le 45e président des États-Unis en prêtant serment au Capitole à Washington, D.C. le 20 janvier 2017 à 12 h EST (soit 18 h CET).
Une polémique éclate sur l'importance de la foule présente sur le Mall de Washington, D.C. le jour de son investiture, estimée par de nombreux médias comme étant très inférieure à celle ayant assisté à l'investiture de Barack Obama huit ans plus tôt (les chiffres avancés sont de 250 000 personnes en 2017 contre 1,8 million en 2009), ce que l'équipe du nouveau président réfute totalement, le porte-parole de la Maison-Blanche Sean Spicer déclarant : « Ce fut la plus grande foule ayant assisté à une investiture, point barre »,, et la conseillère Kellyanne Conway expliquant promouvoir « les faits alternatifs ».
Dès le lendemain de son investiture, il est confronté à d'importantes manifestations de protestation, principalement féministes, dont la principale, la Marche des femmes sur Washington, D.C., réunit entre 500 000 et un million de personnes. Des manifestations similaires ont lieu dans 400 autres villes américaines et dans 70 pays, les organisateurs estimant qu'entre deux et trois millions de personnes y ont participé,. Les investitures de présidents tels que Richard Nixon en 1973, Ronald Reagan en 1981 et George W. Bush en 2001 avaient elles aussi donné lieu à des manifestations, sans toutefois atteindre la même ampleur ; la manifestation précédente la plus importante n'avait ainsi réuni que 60 000 participants en 1973,,.
Simultanément, lors de sa visite au quartier général de la CIA, Donald Trump déclare être en guerre contre les journalistes qu'il qualifie d'« êtres humains les plus malhonnêtes sur terre ».

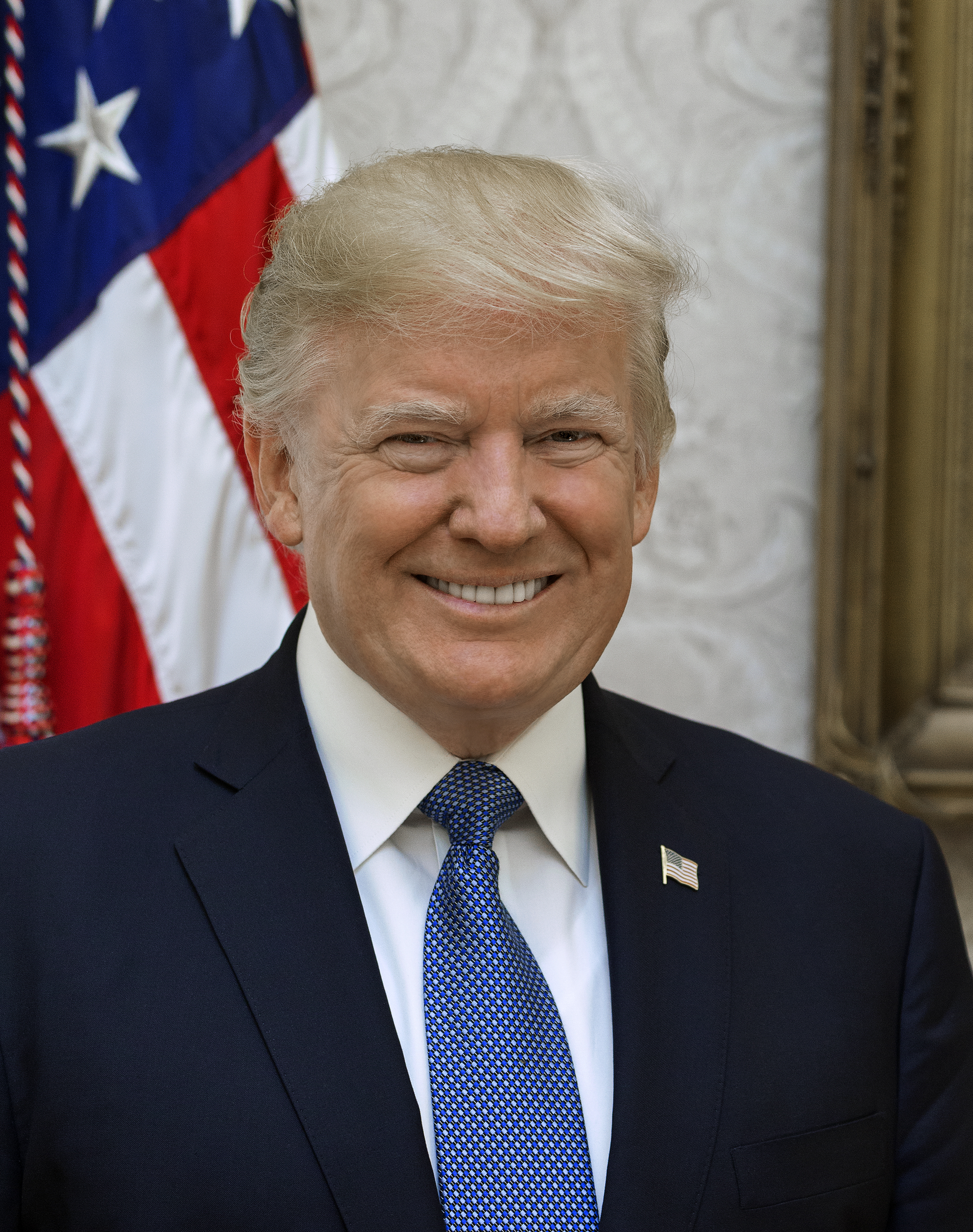
Portrait officiel de Donald Trump comme président des États-Unis en 2017.

#### Nominations, limogeages et démissions
Les principaux postes mis à part, l'administration de Donald Trump se distingue par un important retard dans la désignation de ses hauts fonctionnaires. En juin 2017, seuls 123 des 558 postes-clés ont été pourvus, la nomination de divers candidats ayant en outre été refusée par le Sénat. Au bout de deux mois, il faut remonter à George Bush père pour trouver un retard plus important dans la mise en place d'une administration. De nombreuses agences fédérales fonctionnent dès lors au ralenti, avec des dirigeants provisoires voire inexistants.
Ce retard inédit résulte de plusieurs causes, à commencer par la lenteur des nominations : en juillet 2017, la Maison-Blanche n'avait proposé aucun candidat pour 357 des 575 postes de haut rang. Selon le New York Times, à cette date Donald Trump n'a annoncé que 38 % de ses choix, contre 78 % pour Barack Obama au même moment. Les observateurs imputent cette lenteur au fait que Trump n'a pas lancé suffisamment tôt le processus de nominations, par manque de préparation. Sont également mis en cause sa volonté de réduire l'appareil étatique, et de privilégier certaines agences au détriment d'autres, telles que l'agence pour le développement international et l'agence de l'environnement. D'autre part, l'opposition des sénateurs démocrates aux candidats proposés par l'administration Trump est taxée d'« obstructionnisme » par le camp républicain, celui-ci rendant ces derniers responsables de la confirmation, après six mois de présidence, de seulement 60 personnes sur 165 nominations,,. Les sénateurs démocrates justifient cette lenteur par le temps pris par l'examen des conflits d'intérêts potentiels liés aux candidatures des hommes d'affaires désignés par Trump.
Entre janvier et août 2017, l'entourage proche de Donald Trump à la Maison Blanche connaît douze départs, soit un total inédit sur une telle période. À ceux de Michael T. Flynn et d'Andrew Puzder, viennent s'ajouter d'autres démissions de collaborateurs haut placés, dont fin juillet du chef de cabinet de la Maison-Blanche, Reince Priebus. Fin juillet également, le directeur de communication, Sean Spicer, est remplacé par Anthony Scaramucci, lui-même contraint à la démission dix jours plus tard. Ces départs et limogeages à répétition s'expliquent pour une bonne partie par l'enquête sur les liens entre son équipe de campagne et la Russie, ainsi que par ses échecs au Congrès et par des rivalités internes,.
Pendant sa première année de présidence, Donald Trump doit remplacer plus du tiers de ses conseillers, ce qui représente un « turn-over » sans précédent au sein du gouvernement des États-Unis. En mars 2018, la Brookings Institution estime que près de 43 % des postes les plus élevés de l'administration ont fait l'objet de démissions ou de départs forcés depuis l'entrée en fonction de Donald Trump. En décembre de la même année — marquée par les démissions ou les limogeages du secrétaire d'État Rex Tillerson, du président du Conseil national économique Gary Cohn, du conseiller à la sécurité nationale H. R. McMaster, de l'administrateur de l'EPA Scott Pruitt, du procureur général Jeff Sessions, de l'ambassadrice à l'ONU Nikki Haley, du secrétaire à l'intérieur Ryan Zinke, du chef du cabinet John F. Kelly et du secrétaire à la défense James Mattis — l'administration Trump atteint un taux de 62 % de départs de ses hauts responsables, contre 24 % sous Barack Obama, 33 % sous George W. Bush et 38 % sous Bill Clinton au même stade de leurs mandats respectifs.

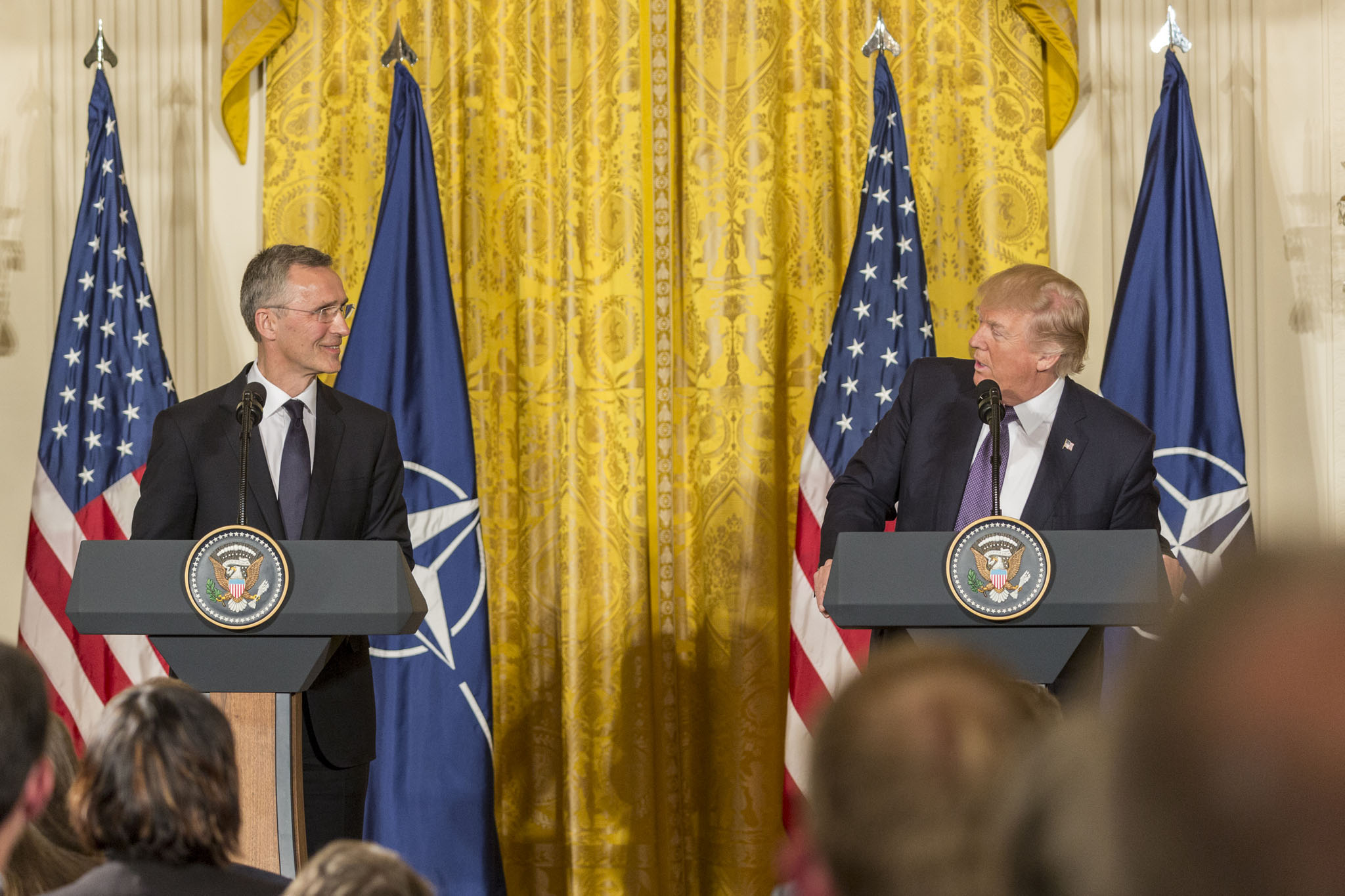
Conférence de presse de Donald Trump et du secrétaire général de l'OTAN, Jens Stoltenberg, le 12 avril 2017.

### Politique intérieure

#### Économie et social
Dès sa nomination, il signe un décret fédéral demandant aux agences gouvernementales de limiter les réglementations relatives à l'Obamacare. Les premiers décrets signés par Donald Trump sont le retrait des États-Unis de l'Accord de partenariat transpacifique (TPP), le gel de l'embauche de fonctionnaires fédéraux, un décret consistant à interdire le financement d'Organisations non gouvernementales internationales qui soutiennent l'avortement, la relance des projets de construction de deux oléoducs, Keystone XL (du Canada aux États-Unis), qui avait été bloqué par Barack Obama pour des raisons environnementales, et Dakota Access (du Dakota du Nord à l'Illinois), préalablement abandonné en raison de la mobilisation de la tribu Sioux de Standing Rock et des organisations écologiques.
Le 2 décembre 2017, le Sénat adopte un important projet de réforme fiscale, destinée à faire baisser les impôts pour les sociétés et les particuliers. Il s'agit de la première grande réforme du mandat présidentiel de Donald Trump — qui avait fait de la baisse des impôts l'un de ses principaux chevaux de bataille — après l'échec de l'abrogation de l'Obamacare,,. Les opposants à cette baisse massive des impôts jugent qu'elle risque de ne bénéficier qu'aux grandes entreprises et aux plus riches tout en pénalisant sur le long terme les classes moyennes et les plus pauvres. Le New York Times parle ainsi d'un « braquage fiscal historique » : le journal estime que la réforme risque de creuser le déficit des États-Unis de 1,4 trillions de dollars en dix ans et, en abrogeant certaines des dispositions d'Obamacare, de priver d'assurance santé jusqu'à 13 millions d'Américains.

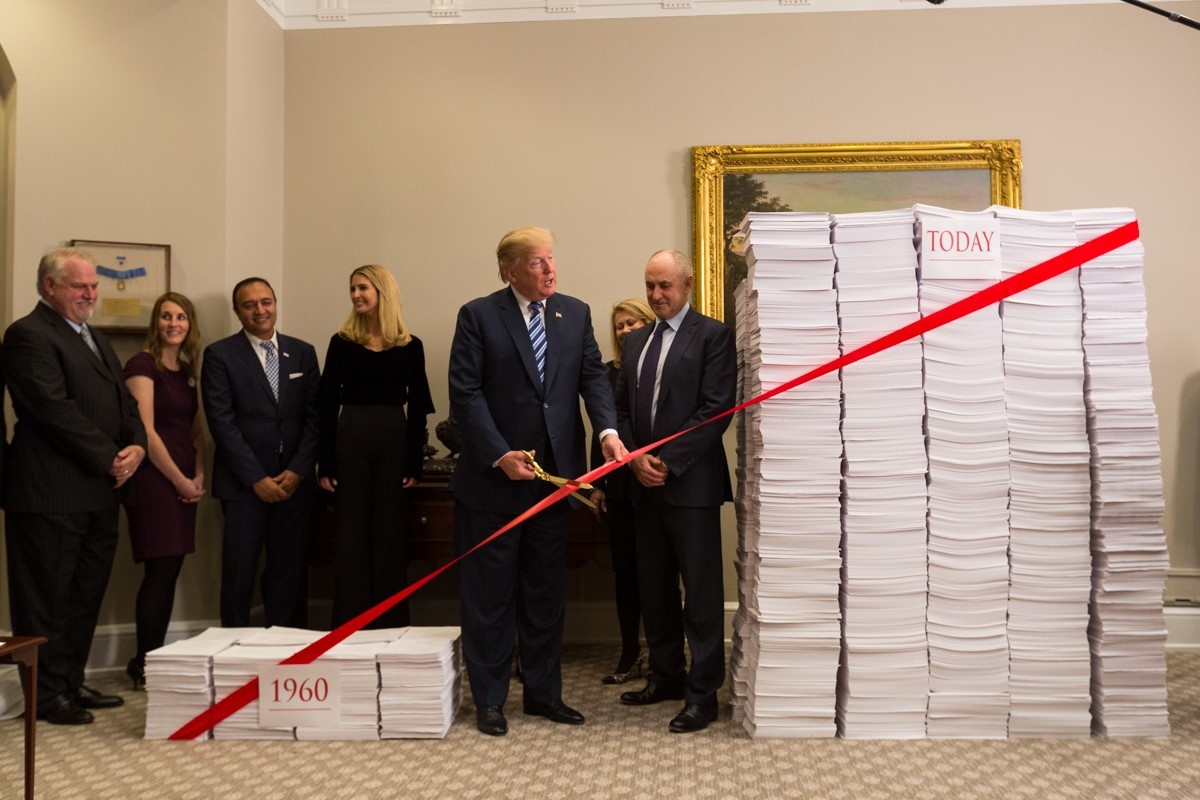
Donald Trump illustrant l’inflation normative entre 1960 et 2017.

Donald Trump bénéficie à ses débuts d'une conjoncture économique remarquable. La croissance de l'économie américaine est plus forte que prévu au troisième trimestre 2017, à 3 % en rythme annualisé. Alors qu'il souhaite privilégier les créations d'emplois aux États-Unis, le taux de chômage recule nettement et les indices boursiers sont au plus haut. Le Dow Jones grimpe de 30 % début 2018 et les salaires des ouvriers progressent pour la première fois depuis longtemps. La situation économique favorable se maintient durant l'année 2018 : les entreprises, grandes gagnantes de la réforme fiscale, investissent à un rythme élevé. En septembre 2018, le chômage tombe à son plus bas niveau depuis 1969 (3,7 %). Trump se targue, en novembre 2017, d'avoir créé depuis son élection 1,65 million d'emplois dans le secteur privé. Le nombre d'emplois créés, bien qu'important, est cependant inférieur à celui des 11 derniers mois du mandat de Barack Obama. Les dépenses publiques et le déficit budgétaire continuent cependant à augmenter et l'investissement immobilier recule. Donald Trump se félicite de ses résultats et déplore que les médias ne leur donnent pas suffisamment d'échos. CNN, tout en reconnaissant le mérite de Donald Trump dans la bonne santé de l'économie, rapporte que les résultats ne profitent pas suffisamment aux classes populaires — la réforme fiscale risquant au contraire d'augmenter les inégalités — et que l'explosion des déficits publics est porteuse de problèmes futurs.
Sur le plan international, Donald Trump opère un virage protectionniste. Le 23 janvier 2017, il acte le retrait des États-Unis de l'accord de partenariat transpacifique, qu'il qualifie de traité destiné à avantager la Chine. Des commentateurs observent que cet accord de libre-échange avait été au contraire conçu par Barack Obama pour contrebalancer l'influence de Pékin en Asie, et que le retrait américain risque de laisser les mains plus libres à la Chine dans la région. En 2017, il lance une renégociation de l'Accord de libre-échange nord-américain. Le nouvel accord, entré en vigueur le 1er octobre 2018, contient notamment des dispositions visant à protéger l'industrie automobile américaine.
En 2018, il lance une série de « guerres commerciales » qui visent la Chine, mais aussi l'Union européenne et d'autres pays comme le Canada. En janvier, il met en place pour une période de quatre ans des taxes douanières sur les machines à laver et les panneaux solaires, dont la Chine est une grande exportatrice,,. En mars, il annonce des taxes de 25 % sur les importations d'acier et de 10 % sur celles d'aluminium. En désaccord avec cette politique, Gary Cohn, principal conseiller économique du président, donne sa démission. D'autres taxes visant des produits chinois sont introduites dans le courant de l'année,,, tandis que Pékin réplique en taxant des produits américains,. La politique commerciale de Trump suscite des tensions avec les alliés des États-Unis : en juin 2018, lors de la clôture du sommet du G7 au Québec, le premier ministre canadien, Justin Trudeau, déclare que les nouvelles taxes américaines sont « insultantes » pour le Canada. Donald Trump annonce alors, par un tweet, qu'il se désolidarise du communiqué commun du G7 qu'il venait pourtant de signer.
Le chômage continue ensuite à diminuer pour s'établir à 3,6 % en avril 2019, un niveau jamais atteint depuis 1969, principalement en raison du nombre d'embauches dans les secteurs des services aux entreprises, de la santé et de l'assistance sociale,.

#### Immigration

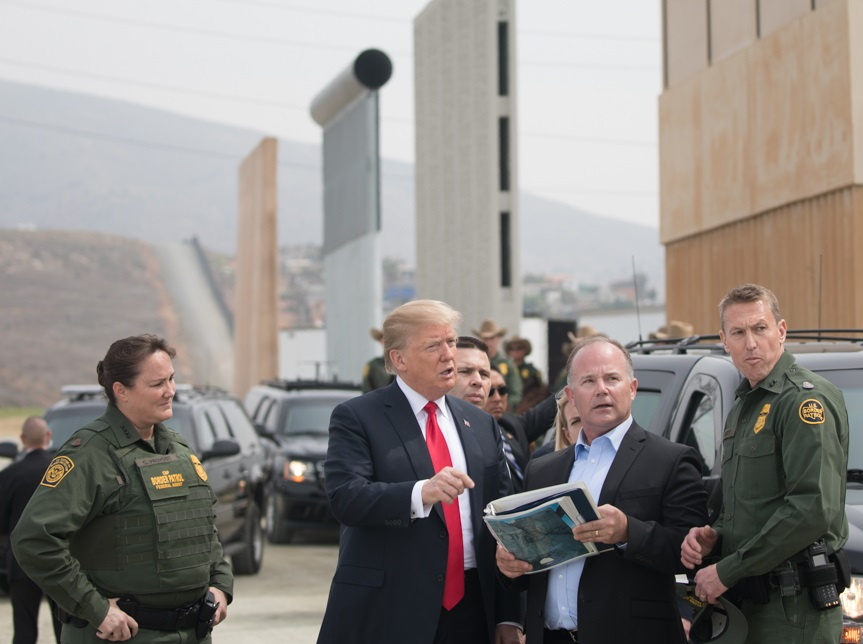
Donald Trump passant en revue les prototypes de son mur dans la lignée de la barrière précédemment érigée entre les États-Unis et le Mexique, avec notamment Kirstjen Nielsen et Kevin McAleenan (San Diego, 13 mars 2018).

Le 27 janvier 2017, lors de la journée internationale dédiée à la mémoire des victimes de l'Holocauste, il signe un décret interdisant l'entrée sur le territoire américain aux réfugiés de toutes nationalités pendant 120 jours, aux ressortissants irakiens, iraniens, soudanais, libyens, somaliens et yéménites pendant 90 jours, et indéfiniment aux ressortissants syriens, à l'exception des détenteurs de visa diplomatique et des membres d'institutions internationales. Les pays visés sont tous des pays majoritairement musulmans. Face au tollé, Donald Trump se justifie en expliquant lors d'une conférence de presse qu'il souhaite protéger les Américains des « terroristes islamistes radicaux ». Certains médias observent néanmoins une incohérence dans ces propos puisque l'Arabie saoudite, dont de nombreux ressortissants ont perpétré des attentats sur le sol américain, n'est pas visée par ce décret, probablement pour des raisons économiques. Dans une interview sur une chaîne chrétienne, il souligne par ailleurs que dorénavant, les réfugiés chrétiens et d'autres minorités religieuses au Moyen-Orient, seront privilégiés par rapport aux réfugiés musulmans,. L'Iran décide d'appliquer le principe de réciprocité et interdit à son tour l'entrée sur son territoire aux ressortissants américains jusqu'à ce que la décision de Trump soit levée. Sa décision provoque des manifestations sur tout le territoire américain et des protestations aux quatre coins du monde.
L'État de Washington annonce le 30 janvier 2017 son intention de porter plainte contre le décret anti-immigration. Plusieurs entreprises dont le siège est situé dans cet État, dont Amazon et Expedia, indiquent qu'elles s'associeront à ce recours devant la cour fédérale de l'État.
Le 31 janvier, Trump limoge la ministre de la Justice par intérim Sally Yates, après qu'elle a critiqué publiquement le décret anti-immigration et ordonné aux procureurs fédéraux de ne pas le défendre devant les tribunaux.
Le 3 février, un juge fédéral de l'État de Washington rend une décision qui bloque l'exécution du décret anti-immigration sur l'ensemble du territoire américain, afin de permettre l'examen de la plainte déposée par le ministre de la Justice de cet État.
Fin décembre 2018, sa volonté de bâtir un mur de protection le long de la frontière terrestre américaine, une promesse lors de sa campagne présidentielle, se heurte à l'opposition du nouveau congrès élu dominé par le Parti démocrate. Cette situation conduit au plus long shutdown de l'histoire des États-Unis.

#### Autres aspects
Le 24 mars 2017, faute de majorité pour faire adopter le texte, Trump est contraint de retirer le projet de loi de réforme de la santé destiné à abroger la législation de protection sociale, dite « Obamacare ». S'agissant de la promesse phare de sa campagne, cet échec est considéré de manière unanime comme un grave revers politique par la presse américaine, laquelle parle de « débâcle », d'« humiliation » ou de « preuve d'incompétence ». Le 4 mai, lors d'un nouveau vote, la Chambre des représentants adopte le projet d'abrogation de l'Obamacare. Le nouveau projet d'assurance maladie, surnommé « Trumpcare », est ensuite soumis à l'approbation du Sénat : selon un rapport du bureau du budget du congrès, le texte présenté pourrait priver 23 millions d'Américains de couverture maladie à l'horizon 2026. En juillet 2017, deux sénateurs républicains annoncent leur intention de voter contre la nouvelle mouture de « Trumpcare », rendant impossible une majorité au Congrès pour le projet. Face à ce nouveau revers, Donald Trump renvoie à plus tard la réforme de l'assurance-santé en appelant simplement le Congrès à « abolir Obamacare ». Fin juillet, une proposition d'abrogation partielle d'Obamacare est rejetée par le Sénat.
En septembre et octobre 2017, après le passage de l'ouragan Irma sur Porto Rico, Donald Trump fait l'objet de nombreuses critiques en raison de la lenteur des secours apportés à ce territoire américain. Il réagit en dénonçant la gestion de la crise par les autorités locales et en appelant à une réforme des infrastructures de Porto Rico, tout en soulignant que l'aide fédérale apportée à l'île ne serait pas éternelle. Ses déclarations alimentent encore la polémique : la maire de San Juan, notamment, accuse le président d'être « incapable de remplir l’obligation morale » d'aider la population portoricaine,,.
Par ailleurs, dès les premiers mois de sa présidence, Trump prend un ensemble de mesures importantes sur le plan social et économique : il durcit l'accès des salariés aux comptes de retraite, autorise les entreprises de charbonnage à déverser leurs déchets dans les rivières et à exploiter les parcs naturels, annule l'obligation de déclarer les émissions de méthane, et restreint les fonds alloués aux organismes d'aide à l'avortement.
Dans le courant de sa première année à la Maison-Blanche, Trump nomme à trois fois plus de juges fédéraux que ne l'avait fait Barack Obama dans le même laps de temps. Effectuées à un rythme inhabituellement soutenu, ces nominations concernent des personnalités très conservatrices qui, nommées à vie, sont appelées à avoir une profonde influence sur la législation américaine.
En octobre 2018, la nomination controversée de Brett Kavanaugh fait basculer la Cour suprême à droite, les juges conservateurs — également nommés à vie — y devenant majoritaires,,. En septembre 2020, six semaines avant les élections, le décès de la juge Ruth Bader Ginsburg laisse un siège vacant à la Cour suprême (qui compte alors 5 juges conservateurs et 3 juges démocrates). Pour asseoir durablement la Cour dans le camp conservateur et, selon le New York Times, bénéficier ainsi d'un recours ultime qui lui serait favorable s'il contestait les élections auprès de la Cour, Donald Trump s'empresse de nommer Amy Coney Barrett, juge connue pour ses positions très conservatrices, notamment contre le droit à l'avortement. Ce basculement conduit à l’annulation des arrêts Roe v. Wade et Planned Parenthood v. Casey (en).
Selon les autrices d'un rapport de la Fondation Jean-Jaurès de 2023 sur les droits des femmes, « la présidence de Donald Trump a été dévastatrice pour les droits des femmes aux États-Unis et au niveau international » : il a réactivé la politique de Mexico (en), surnommée Global Gag Rule — « règle du bâillon mondial » —, introduite par Ronald Reagan en 1985 puis successivement abrogée par chaque administration démocrate et remise en place par chaque administration républicaine, qui empêche les organisations étrangères recevant une aide américaine en matière de planification familiale de pratiquer des avortements, de fournir des services de conseils et d’informations pour l’avortement, ou de faire du plaidoyer pour l’accès aux services d’avortement dans leur pays, même en utilisant des fonds non américains. Donald Trump a également mis en place des réglementations mettant en péril la santé des femmes et l’égalité de genre, ou encore supprimé le financement des États-Unis au Fonds des Nations unies pour la population (UNFPA) qui est la plus grande source de fonds pour la planification familiale et les DSSR dans le monde.

#### Pandémie de Covid-19

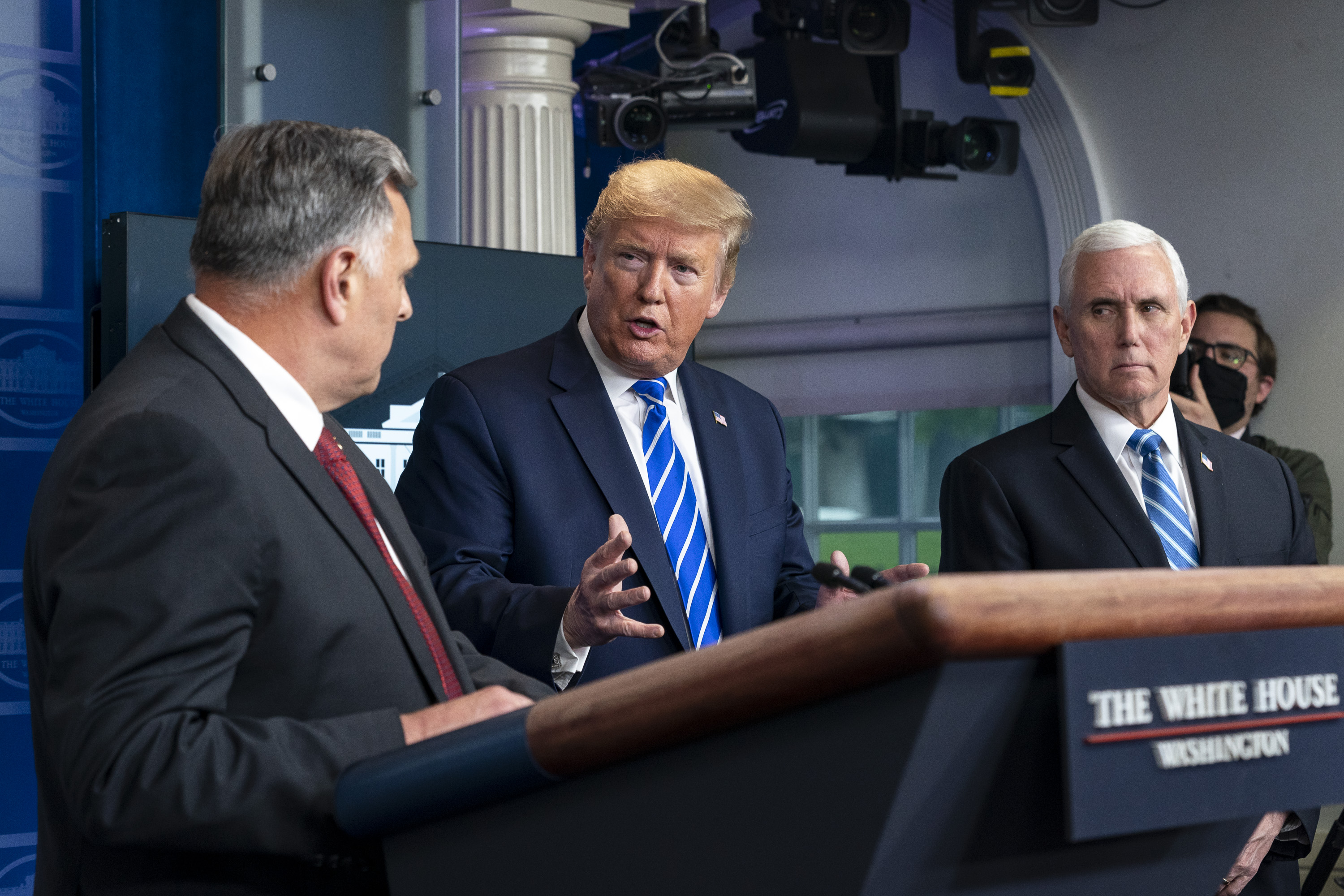
Donald Trump, Mike Pence et le conseiller scientifique William N. Bryan lors du point presse quotidien du groupe de travail de la Maison-Blanche sur le coronavirus (23 avril 2020).

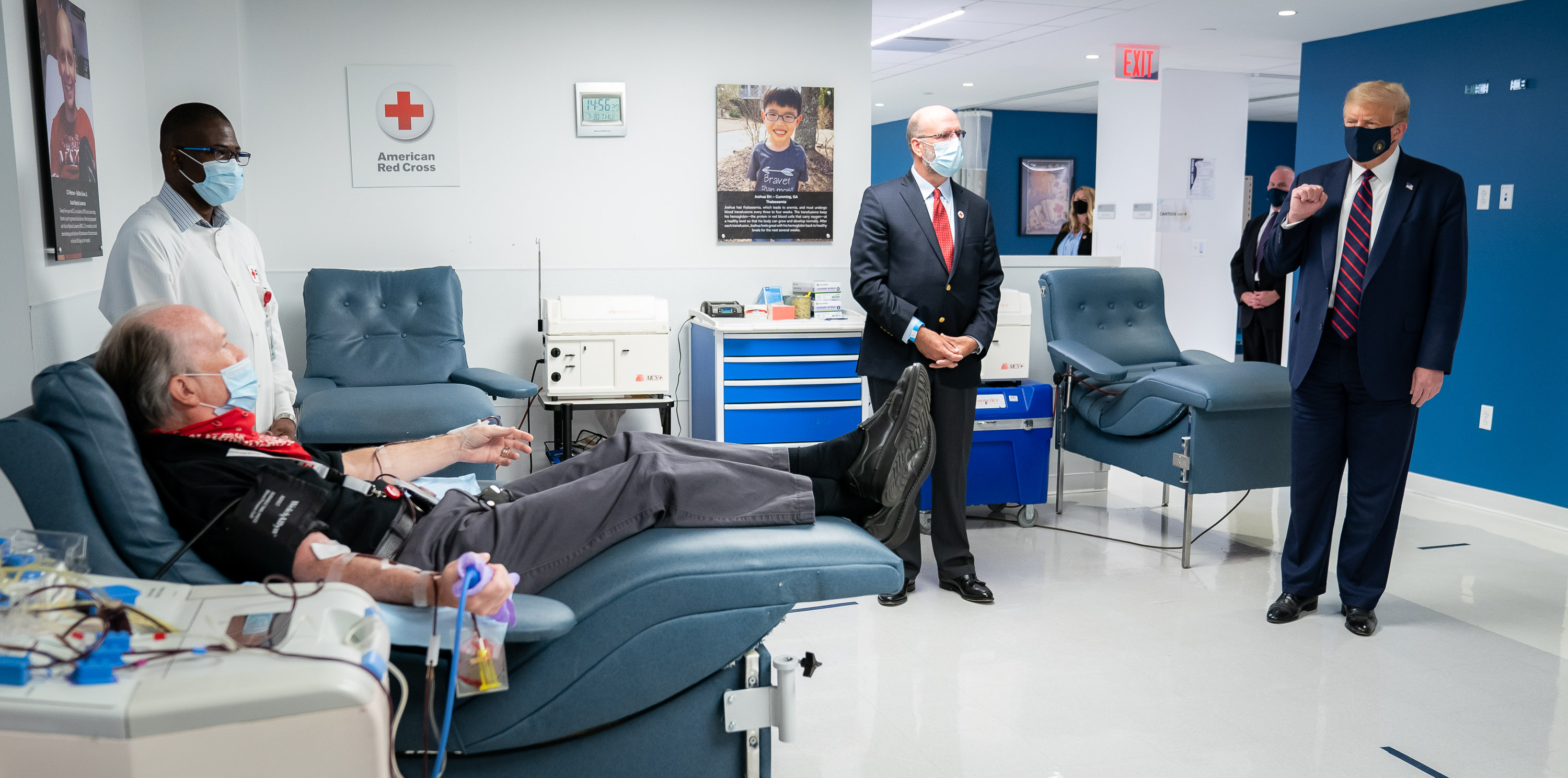
Donald Trump visitant un centre de donateurs de la Croix-Rouge américaine (30 juillet 2020, Washington, D.C.).

À partir du printemps 2020, Donald Trump participe à la gestion de l’épidémie mondiale de Covid-19, qui constitue l'une des plus graves crises sanitaires de l'histoire américaine. Il nomme Mike Pence chef du groupe de travail (« task force ») de la Maison-Blanche sur le coronavirus.
Donnant des conférences de presse quotidiennes, il tient des propos déroutants, comme lorsqu'il évoque l'éventualité de remèdes comme l'injection de désinfectant,. Se fiant à l'avis de personnels de santé, y compris de médecins chinois, il pointe la responsabilité de l'Organisation mondiale de la santé (OMS) — qui n’avait pas remis en cause les déclarations de la Chine — et gèle la participation américaine à son financement,,. Il appelle les Nations unies à « tenir la Chine responsable de ses actions » et blâme le gouvernement chinois pour la propagation mondiale du Covid-19. Dans un premier temps, il refuse de porter un masque en public, au contraire de la plupart des autres chefs d’État ; il en utilise un de façon occasionnelle par la suite, notamment après les premières recommandations des autorités sanitaires, sans toutefois l'imposer à la population.
Le 2 octobre 2020, à un mois de l'élection présidentielle, Donald Trump annonce qu'il a été testé positif au coronavirus — tout comme son épouse, Melania — et qu'il se place en quarantaine à la Maison-Blanche. Admis à l’hôpital le lendemain, il sort après trois jours d’hospitalisation, prétextant être « immunisé », malgré les preuves de recontaminations chez des patients touchés,. À la suite de ces propos, le réseau social Twitter réduit la visibilité de ses messages afin de limiter la propagation de fausses informations sur le Covid-19.
Le 9 novembre, six jours après l’élection présidentielle, le laboratoire allemand BioNTech et son partenaire américain Pfizer annoncent que leur candidat-vaccin contre le Covid est « efficace à 90 % ». Le camp du président y voit un succès de Trump, mais la participation de celui-ci est démentie par les deux entreprises, dont le président accuse les dirigeants d'avoir retardé cette annonce pour le faire perdre,. Le président Trump semble alors « se désintéresser de la pandémie » selon le journaliste Marc Chalamet, annonce que son administration n'ordonnera pas de confinement et menace de ne pas livrer de vaccins à l'État de New York dirigé par le démocrate Andrew Cuomo, l’accusant de ne pas croire à la fiabilité du vaccin.
Quelques mois après son départ de la Maison-Blanche, la possibilité d’un accident de laboratoire chinois ayant laissé s'échapper le virus est de nouveau évoquée lorsque Joe Biden demande un rapport sur l'origine du Covid-19. Cette thèse, longtemps qualifiée de « complotiste » par les institutions internationales et les médias traditionnels, était celle de l’administration Trump, qui mettait en cause l'Institut de virologie de Wuhan.

### Environnement
Le 1er juin 2017, conformément à son programme électoral, il annonce le retrait des États-Unis de l'accord de Paris sur le climat, sans toutefois exclure de réintégrer le processus après renégociation, voire de conclure un « nouvel accord qui protège » les États-Unis,. En outre, il ne prévoit pas de sortie de l'accord avant fin 2020. Le retrait formel des États-Unis ne sera possible qu'après le 4 novembre 2020, soit au lendemain de l'élection présidentielle,. Il justifie sa décision par une volonté de défendre l'économie américaine, en s'appuyant sur des données jugées mal interprétées ou erronées. Cette annonce provoque de vives critiques aux États-Unis,,. Ce choix est également condamné par la quasi-totalité des dirigeants de la planète,. En août 2017, les États-Unis confirment leur présence à la conférence de Bonn sur le climat.
Après avoir promis durant la campagne électorale que le charbon resterait « roi » aux États-Unis, Donald Trump met fin peu après son élection au « Clean Power Act », un programme visant à inciter les producteurs d’électricité à réduire leurs émissions et à se tourner vers une énergie moins polluante. Le président prend plusieurs autres décisions favorables au secteur, notamment en nommant un ex-lobbyiste du charbon, Andrew R. Wheeler, à la tête de la Environmental Protection Agency (EPA) ; ou en autorisant les producteurs de charbon à déverser leurs rebuts dans les cours d’eau. Il suspend en début de mandat les subventions fédérales accordées au secteur des énergies renouvelables et, dès janvier 2017, adopte des décrets relançant les deux projets d’oléoducs controversés Keystone XL et Dakota Access, auxquels l’administration Obama avait dû renoncer.
Le gouvernement américain autorise en 2017 l’abattage de grands prédateurs protégés en Alaska (tels que grizzlis et loups), et ouvert à l’exploitation pétrolière une zone protégée de cette même région. Il prend aussi des mesures en 2018 pour étendre considérablement le forage en mer dans les eaux américaines. Le département de l'Intérieur propose d'ouvrir presque entièrement le littoral du pays au forage.
Le président américain décide en avril 2017 de faire réviser le statut des 40 000 monuments nationaux classés au cours des vingt dernières années. En février 2020, son gouvernement ouvre le Grand Staircase-Escalante et Bears Ears, situés dans l'Utah, à l'exploitation minière et au forage. Le premier monument voit la taille de sa zone protégée être réduite de près de la moitié, quand le second en perd 85 %, ce qui constitue la plus grande élimination d'une surface protégée de l'histoire des États-Unis.

### Politique étrangère
Donald Trump impose rapidement, en politique étrangère, un style particulier et détonnant par rapport aux usages en vigueur. Selon l'universitaire Maya Kandel, l'intention de Donald Trump de « révolutionner la politique étrangère américaine », « au cœur de ses promesses de campagne », s'est traduite par un changement de paradigme associé à « l’émergence d’une nouvelle alliance entre non-interventionnistes et nationalistes ».

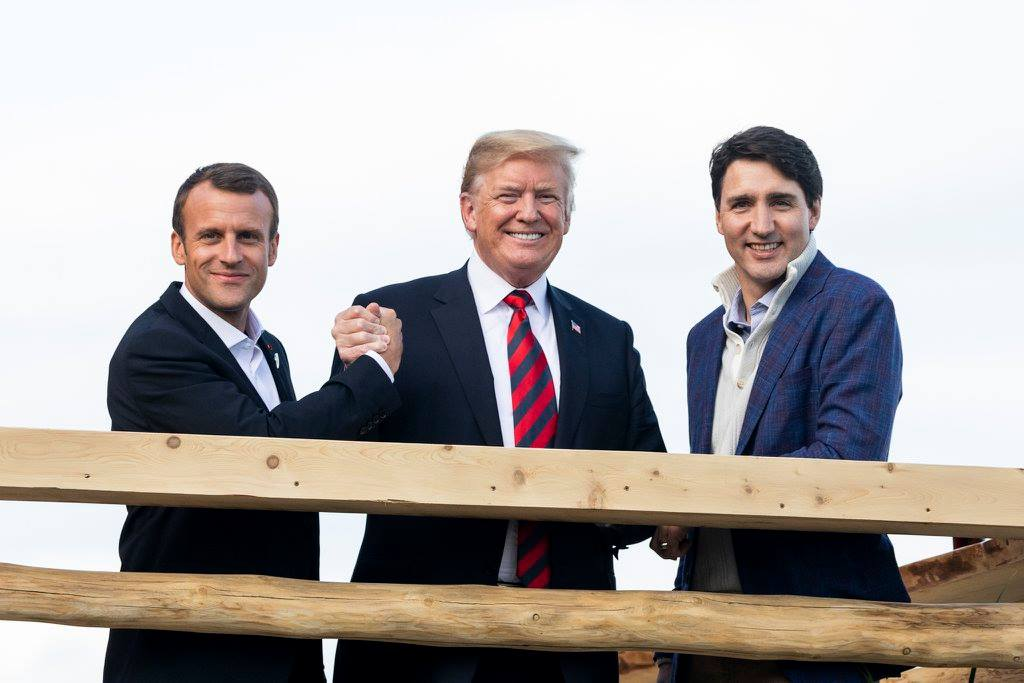
Donald Trump avec Emmanuel Macron et Justin Trudeau en 2018.

Outre l'accord de Paris sur le climat et l'accord de Vienne sur le nucléaire iranien, Donald Trump annonce le désengagement des États-Unis de plusieurs organes ou programmes emblématiques : l'Office de secours et de travaux des Nations unies pour les réfugiés de Palestine dans le Proche-Orient, le Conseil des droits de l'homme des Nations unies, l'Organisation des Nations unies pour l'éducation, la science et la culture (Unesco), et le Pacte mondial pour les réfugiés. Il annonce également le désengagement du financement du Fonds des Nations unies pour la population.
Donald Trump nomme son conseiller stratégique Steve Bannon au sein du National Security Council, l'organe de décision au cœur du pouvoir pour les questions de sécurité nationale et de politique étrangère. Bannon, qui a dirigé le site Breitbart News, est notamment réputé être un suprématiste blanc.
Fin mai 2017, il effectue sa première tournée diplomatique. Après des étapes en Arabie saoudite et en Israël, il assiste au sommet de l'OTAN puis à celui du G7, où son style et ses déclarations occasionnent des tensions avec les autres dirigeants. La réunion du G7 s'achève sans qu'aucune position commune sur le réchauffement climatique ait pu être trouvée.
Le 19 septembre 2017, il s'exprime à la tribune de l'ONU pour exposer sa vision des relations internationales. Dans un discours d'une virulence inhabituelle pour les lieux, parsemé d'expressions imagées, il revient notamment sur la crise avec le régime de Pyongyang, en se disant prêt à « détruire totalement » la Corée du Nord en cas d'attaque. Il dénonce également la « dictature socialiste » vénézuélienne et déclare que l'accord sur le nucléaire iranien est « un des pires auquel les États-Unis aient jamais participé ». Outre cette diatribe contre les « États voyous », il souligne que la contribution américaine à l'ONU représente pour les États-Unis un « fardeau financier injuste » et appelle à une réforme de l'institution.
Le 12 janvier 2018, le Washington Post rapporte que la veille, lors d'une réunion à la Maison-Blanche consacrée à la protection des immigrés provenant d'Haïti, du Salvador et de plusieurs nations africaines, Donald Trump se serait interrogé, en présence de plusieurs sénateurs, sur l'intérêt d'accueillir aux États-Unis autant de gens venus « de ces pays de merde (shithole countries) », ajoutant que les États-Unis devraient plutôt faire venir davantage d'immigrés de pays comme la Norvège. Lors de cette discussion, il aurait en outre rejeté l'éventualité d'un accord sur la protection des immigrés haïtiens, déclarant : « Pourquoi a-t-on besoin de plus d'Haïtiens ? Virez-les ». Le jour même de la publication de l'article du Washington Post, les ambassadeurs du groupe africain aux Nations unies publient un communiqué condamnant les propos attribués à Donald Trump et réclamant des « rétractations » et des « excuses » de la part de ce dernier. Les propos rapportés ne sont tout d'abord pas démentis par la Maison-Blanche. Puis le président américain, sans démentir le fond de ses propos, affirme le lendemain dans un tweet ne pas avoir utilisé « ce langage ». Les termes prêtés à Trump déclenchent un tollé et une vague d'indignation au niveau mondial : le président américain est accusé non seulement de grossièreté, mais aussi de racisme,,.

#### Arabie saoudite

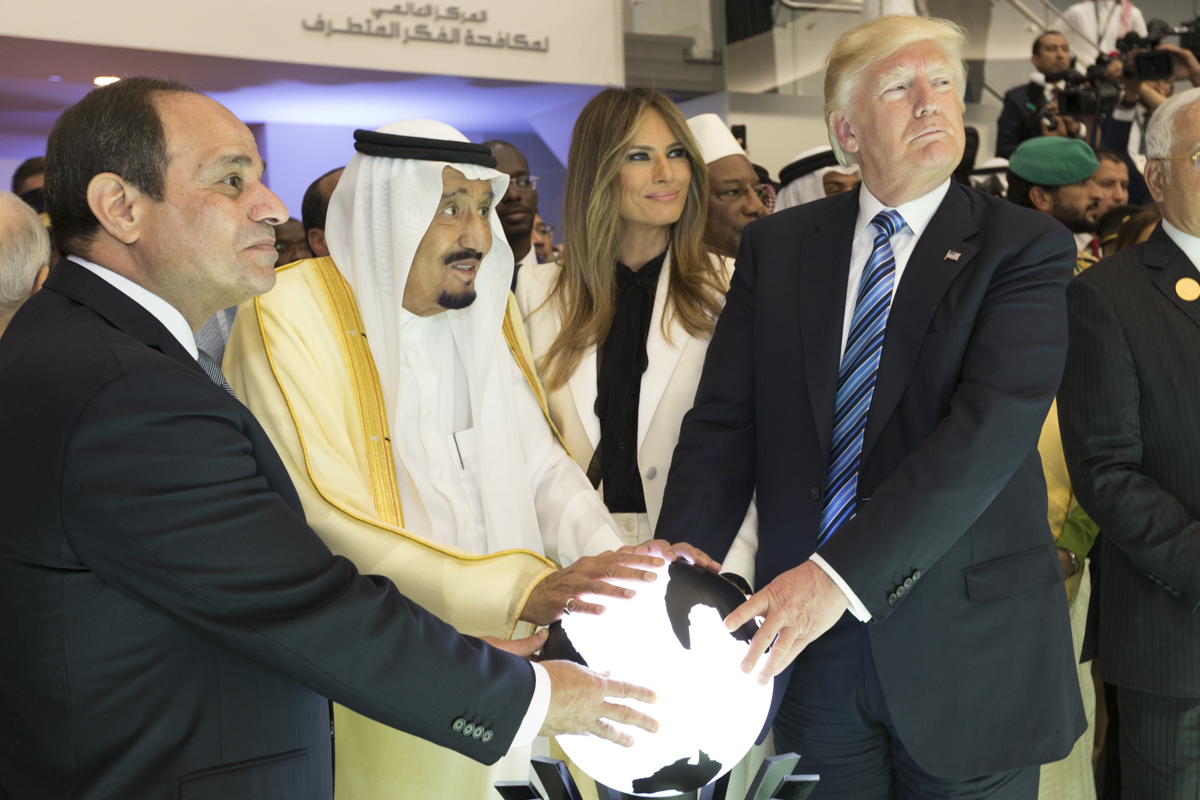
Donald Trump en mai 2017, en compagnie du président égyptien Abdel Fattah al-Sissi et du roi Salman d'Arabie saoudite.

En Arabie saoudite, première étape en mai 2017 de sa tournée diplomatique, il prend des positions à rebours de celles de son prédécesseur, en s'alignant sur la vision saoudienne de la région et en dénonçant le rôle de l'Iran. Il se rend ensuite en Israël où il affirme sa foi en l'alliance israélo-américaine, sans proposer de solution précise pour le conflit israélo-palestinien. Alors qu'il s'était engagé durant sa campagne à le réaliser dès le tout début de son mandat, il reporte le transfert de l'ambassade des États-Unis de Tel Aviv-Jaffa à Jérusalem, réclamé aussi bien par la droite israélienne au pouvoir qu'au sein des conservateurs américains, contre lequel les pays arabes mènent une campagne de lobbying.

#### Conflit israélo-palestinien
Le 6 décembre 2017, revendiquant une nouvelle approche sur le conflit israélo-palestinien, il reconnaît officiellement Jérusalem comme capitale d'Israël et donne l'instruction d'y déplacer l'ambassade américaine. Sa décision est saluée par le Premier ministre israélien Benyamin Netanyahou, qui déclare que l'annonce de Trump marque un « jour historique ». Le Hamas appelle les pays arabes et musulmans à expulser les ambassadeurs américains de leurs territoires.

#### Russie
Donald Trump préconise dès janvier 2017 une meilleure entente avec la Russie, notamment dans le cadre de la lutte contre l'organisation État islamique. Les relations americano-russes sont cependant parcourues de périodes de tension, notamment dans le contexte de la guerre en Syrie. En avril 2018, Trump écrit dans un tweet que les relations des États-Unis avec la Russie sont « pires aujourd'hui qu'elles ne l'ont jamais été, y compris pendant la Guerre froide », et préconise une meilleure entente entre les deux pays.

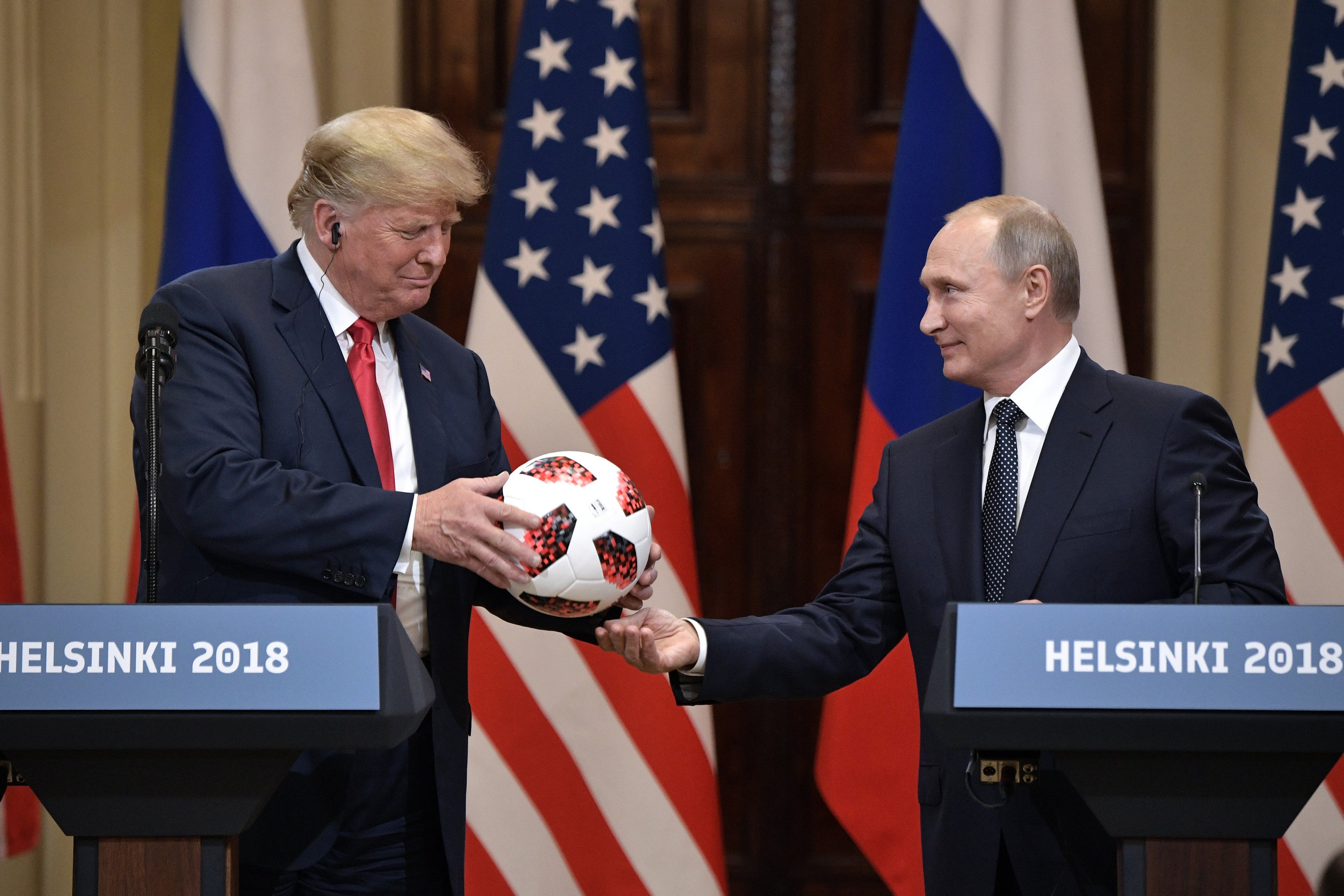
Vladimir Poutine remettant à Donald Trump le ballon officiel de la coupe du monde de football 2018 lors du sommet d’Helsinki.

Le 16 juillet 2018, il rencontre le président russe Vladimir Poutine lors d’un sommet entre la Russie et les États-Unis à Helsinki. Peu avant, il déplore à nouveau sur Twitter la détérioration des relations russo-américaines et en rejette en partie la faute sur le procureur Robert Mueller, qui vient d'inculper douze membres du renseignement russe dans le cadre de l'enquête sur l'ingérence de la Russie dans la présidentielle américaine. Interrogé par les journalistes à Helsinki sur cette affaire, il désavoue ses propres services secrets en déclarant qu'il ne voit pas pourquoi la Russie l'aurait fait. Devant le tollé suscité par sa déclaration, il affirme que sa langue avait fourché et qu'il ne voyait pas de raison « pour que la Russie ne l'ait pas fait »,.

#### Iran
Le 8 mai 2018, il concrétise sa promesse électorale aux élections présidentielles américaine de 2016, par le retrait américain de l'accord de Vienne sur le nucléaire iranien (dont l'acronyme anglais est JCPoA). Cette décision est vivement critiquée par les pays signataires de l'accord, mais approuvée par les pays du Moyen-Orient alliés des États-Unis. Le 21 mai 2018, Mike Pompeo, le secrétaire d'État américain, pose douze conditions pour tout nouvel accord avec l'Iran et promet en cas de refus les « sanctions les plus dures de l'Histoire ».
Le 3 janvier 2020, après une attaque attribuée à des milices pro-Iran sur l'ambassade américaine en Irak le 31 décembre 2019, Donald Trump autorise une attaque visant le général iranien Qassem Soleimani et le tuant.

#### Corée du Nord

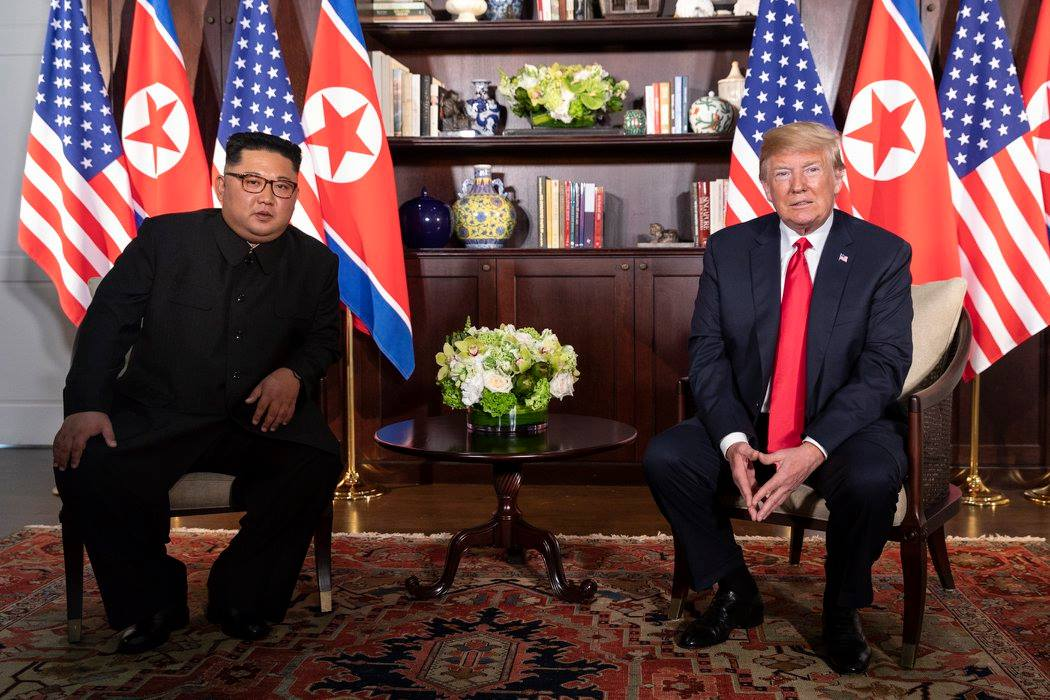
Rencontre entre Donald Trump et Kim Jong-un le 12 juin 2018 à Singapour.

En vue de faire pression sur le régime nord-coréen, en réponse aux essais d'armes nucléaires et à l'usage d'armes balistiques, il annonce en avril 2017 l'envoi d'une « armada » vers la péninsule coréenne. La Corée du Nord se dit alors « prête à la guerre » et à répondre « à toute attaque nucléaire par le nucléaire ». Trump renonce finalement à envoyer un groupe aéronaval en Corée du Nord, constitué du porte-avions USS Carl Vinson et de son escadre.
Début mars 2018, plusieurs escalades verbales dans les relations américano-nord-coréennes font craindre un conflit nucléaire. Cependant, à la surprise générale, le dirigeant nord-coréen propose au président américain une rencontre où seraient notamment négociés les différends liés au nucléaire. Donald Trump accepte l'invitation. La rencontre est prévue pour le 12 juin 2018 à Singapour, mais elle est annulée par Trump en mai en raison du retour de la rhétorique belliqueuse de la Corée du Nord et du rejet par le gouvernement nord-coréen des demandes de dénucléarisation formulées par l'administration américaine. Quelques jours plus tard, à la suite d'une déclaration de conciliation de la Corée du Nord, la rencontre est maintenue comme prévu. Cette rencontre est saluée par la communauté internationale.
Donald Trump continue par la suite à échanger avec Kim Jong-un. Le 30 juin 2019, il pénètre à Panmunjeom aux côtés du dirigeant nord-coréen. Il s'agit d'une première historique, aucun président américain n'étant jusqu'ici entré en Corée du Nord. Les deux dirigeants réaffirment à cette occasion leur volonté de relancer le processus de dénucléarisation du pays.

#### Mexique
En pleine tension diplomatique entre les États-Unis et le Mexique, il dénonce sur Twitter le déficit commercial américain avec le pays voisin et le refus du gouvernement mexicain de payer le mur de séparation entre les deux pays, suscitant l'annulation de sa rencontre avec le président Peña Nieto,.
Le 25 janvier 2017, il signe un décret donnant le coup d'envoi de la construction du mur à la frontière mexicaine qu'il avait promis pendant sa campagne.

#### Syrie
Le 7 avril 2017, à la suite de l'attaque chimique de Khan Cheikhoun, commis par l'armée syrienne, il fait bombarder la base aérienne d'Al-Chaayrate. Mi-mai 2017, il provoque une polémique en révélant, lors d'une rencontre à la Maison-Blanche avec le ministre des Affaires étrangères russe, Sergueï Lavrov, des informations jugées confidentielles sur les opérations menées par un « pays allié » contre l'organisation État islamique. Le 12 juin 2017, le New York Times révèle qu'il s'agissait d'une opération de « hackers israéliens ayant pénétré une petite cellule de terroristes de Daesh en Syrie. C'est grâce à cette infiltration et au partage des informations récoltées que les services de renseignement américains ont appris que le groupe terroriste travaillait à la fabrication d'explosifs capables de tromper les scanners à rayons X des aéroports en les faisant ressembler exactement à des batteries pour ordinateurs portables. En mars, le département de la Sécurité intérieure des États-Unis avait annoncé l'interdiction d'embarquer en cabine des appareils électroniques pour les voyageurs à destination des États-Unis en provenance d'aéroports en Arabie saoudite, en Égypte, aux Émirats arabes unis, en Jordanie, au Koweït, au Maroc, au Qatar et en Turquie.
Le 19 décembre 2018, il crée la surprise — y compris au sein de sa propre administration — en annonçant le retrait de Syrie des troupes américaines. Il justifie cette décision par le fait que l'État islamique a été « vaincu », ce qui rend à ses yeux inutile une présence militaire des États-Unis. Ce retrait américain aurait notamment pour conséquence d'abandonner les forces locales à dominante kurde, soutenues par les Occidentaux, mais considérées comme des ennemis par la Turquie, et jouerait également en faveur du régime de Bachar el-Assad,. Le secrétaire à la Défense, James Mattis, en désaccord avec cette décision, présente sa démission le lendemain.
Le 27 octobre 2019, il annonce dans une allocution télévisée la mort du chef de l'État islamique, Abou Bakr al-Baghdadi, lors d'une opération militaire menée par des forces spéciales américaines en Syrie : fuyant les militaires, celui-ci est mort en déclenchant sa ceinture d'explosifs, tuant également trois de ses enfants. Ces conditions font dire à Donald Trump que « cette brute a passé ses dernières heures dans la panique, la peur et la terreur, terrifié par la force américaine qui s’abattait sur lui », qu'« il est mort comme un chien, comme un lâche » et que « le monde est désormais un endroit plus sûr ».

### Controverses

#### Accusations de conflits d'intérêts
L'analyse des déclarations d'actifs de Donald Trump publiée en novembre 2016 par le Washington Post révèle qu'au moins 111 entreprises appartenant à Trump ont fait des affaires dans dix-huit pays et territoires à travers l'Amérique du Sud, l'Asie et le Moyen-Orient, certaines dans des pays avec lesquels les États-Unis entretiennent des relations financières ou diplomatiques délicates, comme l'Arabie saoudite, la Turquie, les Émirats arabes unis, la Chine, Israël, l'Azerbaïdjan, l'Indonésie ou le Panama.
En dépit du risque important de voir ces liaisons d'affaires devenir autant de sources de conflits d'intérêts, Trump annonce son refus de vendre ses actifs ou de les confier à un gestionnaire indépendant avant d'entrer à la Maison-Blanche, contrairement à la tradition suivie par la plupart des derniers présidents américains, de Reagan à Bush, préférant s'engager à laisser la gestion de ses entreprises à ses enfants et à des cadres.
Cette situation inédite place le conglomérat de Trump dans une position sans précédent dans l'histoire présidentielle américaine, à la fois comme possible voie d'accès pour des intermédiaires en quête des faveurs de la présidence, et comme cible potentielle d'attaques ou de menaces à l'étranger. Pourtant, Donald Trump reconnaît lui-même comme « un petit conflit d'intérêts » le contrat de 10 millions de dollars conclu en 2014 avec le consortium turc Doğan Holding, devenu depuis un influent soutien du régime répressif d'Ankara. Les conseillers en éthique voient davantage ce contrat comme une source de revenus personnelle qui pourrait exposer Trump à des influences étrangères et faire pencher ses prises de décisions en tant que chef de l'exécutif.
D'autre part, de nombreux projets et biens immobiliers de Trump sont soutenus par des prêts consentis par de grandes banques étrangères, certaines allemandes ou chinoises comme la Bank of China, que Trump a pourtant régulièrement critiquée. Ainsi la Deutsche Bank, qui se trouve être le plus important créancier de Trump, est par ailleurs en cours de négociation pour le règlement éventuel de plusieurs milliards de dollars dans le cadre des abus liés à la crise des subprimes. La négociation de cette sanction est conduite avec le ministère de la Justice, lequel sera dirigé prochainement par des responsables nommés par Donald Trump.
La question des avoirs de Trump à l'étranger reste toujours en suspens, celui-ci ayant refusé d'autoriser l'audit financier de ses investissements ainsi que de fournir certains documents tels que sa déclaration de revenus, qui permettraient une meilleure connaissance de ses comptes à l'étranger,.
Le 24 décembre 2016, Trump annonce son intention de dissoudre sa fondation pour « éviter ne serait-ce que l'apparence d'un conflit d'intérêts ». Cette annonce n'a pourtant quasiment aucune portée, sa fondation étant déjà de fait inactive par ordre de la justice américaine. D'autre part, une telle décision ne changerait rien aux liens capitalistiques de Trump avec les centaines de sociétés réunies dans son conglomérat, « opaque et non coté ».
Le 11 janvier 2017, Donald Trump annonce les mesures destinées à empêcher d'éventuels conflits d'intérêts, notamment celle de placer la Trump Organization sous le contrôle d'un trust dirigé par deux de ses fils. Walter Shaub, directeur du Bureau pour l'éthique gouvernementale aux États-Unis (U.S. Office of Government Ethics), détaille longuement ce plan lors d'une conférence, le jugeant « totalement insuffisant » et déclarant qu'il « ne remplit pas les normes suivies par les personnes qu'il a nommées à son gouvernement, ni par chaque président depuis quatre décennies ». Walter Shaub rappelle les recommandations faites à Donald Trump par le bureau : « Il doit céder ses parts. Rien d'autre ne permettra de résoudre ces conflits ».
Le 9 mars 2017, le Bureau des marques déposées de l'Administration d'État pour le commerce et l'industrie chinois donne son accord préalable à l'enregistrement de 38 marques déposées liées à Donald Trump, protégeant ainsi les droits de propriété intellectuelle du président américain et de sa famille en Chine. À l'instar du sénateur Ben Cardin, membre de la commission des affaires étrangères du Sénat, de nombreux sénateurs démocrates et des juristes estiment que l'accord de la Chine sur la « marque Trump » peut être considéré comme une forme d'avantage accordé par un gouvernement étranger, ce que la Constitution américaine interdit à un président en exercice. En réponse à cette accusation de conflit d'intérêts, le responsable juridique de la Trump Organization déclare que le groupe cherchait à protéger ses droits en Chine depuis une dizaine d'années déjà. Pour autant, la demande d'enregistrement de ces marques commerciales a été déposée en avril 2016 par les avocats de Donald Trump, pour la plupart au nom de « Donald J. Trump ».
Le 12 juin 2017, les procureurs généraux du Maryland et du District de Columbia déposent plainte contre le président Trump, considérant qu'il est au centre d'une « violation sans précédent de la Constitution ». Une plainte similaire avait été déposée le 23 janvier précédent par l'association Citizens for Responsibility and Ethics in Washington (en).
Le 14 juin 2017, 196 sénateurs et représentants démocrates au Congrès déposent une plainte basée sur l'article premier, section 9, clause 8 de la Constitution des États-Unis, dite clause des émoluments étrangers ou clause des titres nobiliaires. Cette clause interdit à toute personne occupant une fonction publique d'« accepter cadeau, émoluments, fonction ou titre de quelque sorte que ce soit d'un roi, prince, ou d'un État étranger » sans l'accord du Congrès. Dans leur plainte, ces élus rappellent que cette clause « a été adoptée pour s'assurer que les dirigeants de notre nation ne seraient pas corrompus par une influence étrangère ou qu'ils ne placeraient pas leurs intérêts financiers particuliers devant l'intérêt national », et que l'absence de coupure nette entre Trump et ses entreprises place celui-ci dans une situation de conflit d'intérêts permanent.
Le 28 mars 2018, un tribunal fédéral du Maryland déclare recevable la plainte déposée en juin 2017 par les procureurs généraux du Maryland et du District de Columbia. Dans sa décision, le juge fédéral indique que « les plaignants ont allégué de manière suffisante que le président viole les clauses sur les émoluments étrangers et nationaux de la Constitution en raison de son implication et la réception de profits de l’hôtel Trump International et ses dépendances à Washington, ainsi que les opérations de l’Organisation Trump dans cette affaire ». Il évoque notamment « un préjudice réel, clairement lié aux actions du président, et un préjudice qui peut être réparé par la cour ». L'instruction de cette plainte pourrait être le début d'un long combat judiciaire, les collectivités démocrates comptant exiger les déclarations fiscales de Donald Trump, qu'il a toujours refusé de rendre publiques.

#### Liaisons alléguées

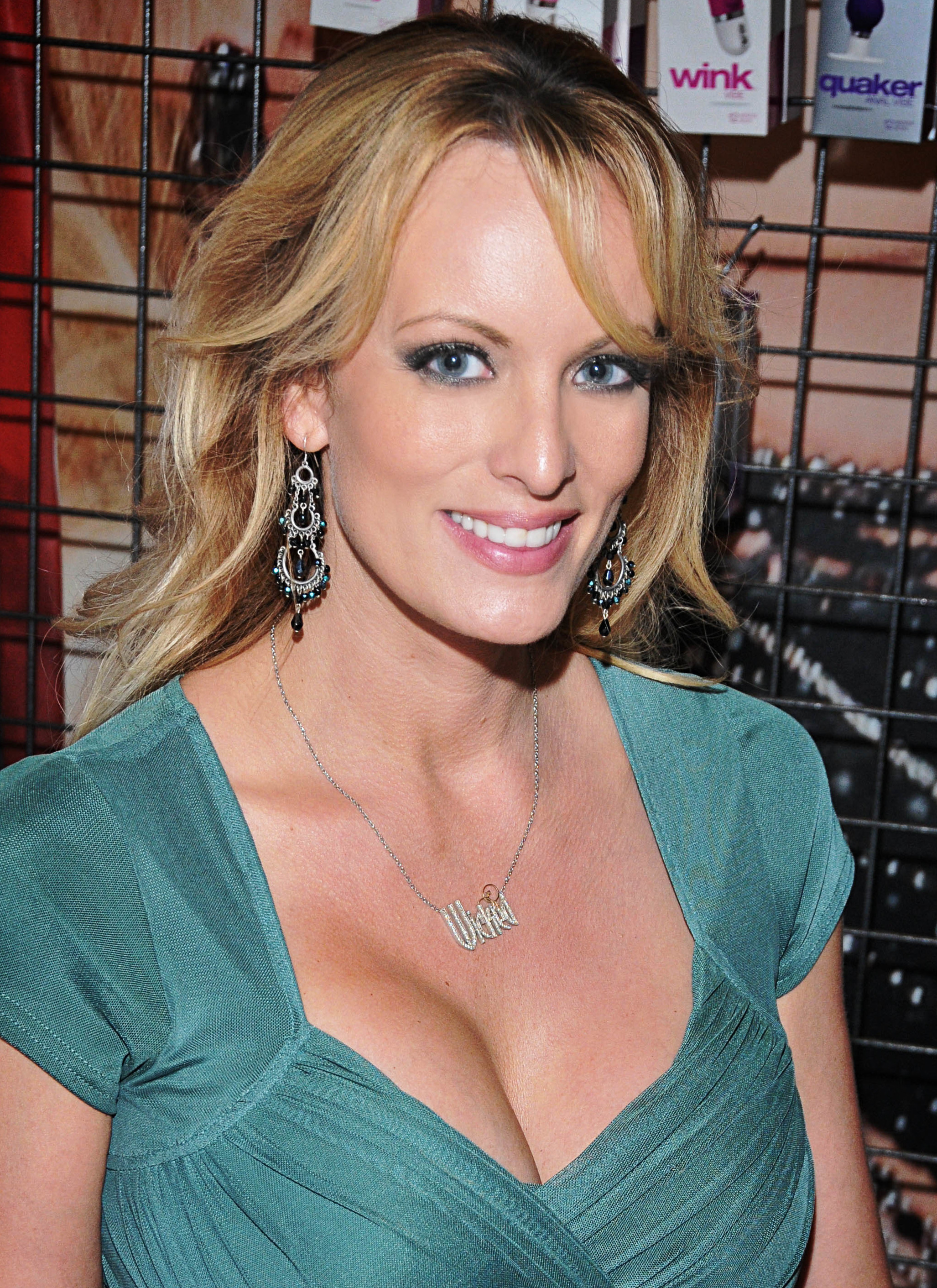
Stormy Daniels en 2015.

Le 12 janvier 2018, le Wall Street Journal affirme que l'actrice de films pornographiques Stormy Daniels aurait perçu 130 000 dollars juste avant l'élection présidentielle, en échange de son silence concernant une relation sexuelle qu'elle aurait eue avec Donald Trump en 2006, alors que son épouse Melania était enceinte de leur fils Barron. Le 13 février, l'avocat personnel du président affirme que la somme a bien été versée. Début mars, l'actrice pornographique porte plainte pour faire invalider la clause de confidentialité liée au versement des 130 000 dollars. Les avocats de Trump annoncent à leur tour qu'ils réclameront 20 millions de dollars à Stormy Daniels pour violation de l'accord.
Le 20 mars 2018, l'ancienne playmate Karen McDougal porte plainte à son tour pour faire invalider une clause de confidentialité concernant la liaison qu'elle aurait eue avec Donald Trump. L'actrice et mannequin dit avoir perçu 150 000 dollars, dont la moitié aurait été versée à son avocat en accord avec Trump. Le 25 mars 2018, Stormy Daniels accorde à CBS un entretien dans lequel elle raconte en détail sa relation avec Donald Trump, qui lui aurait fait à l'époque miroiter une participation à The Celebrity Apprentice. Elle affirme en outre que l'entourage de Trump l'a menacée pour la dissuader de parler,. En septembre 2018, elle publie un livre racontant sa version de l'histoire. Donald Trump, de son côté, dément catégoriquement avoir eu une liaison avec l'actrice.
Le 12 décembre 2018, Michael Cohen, ancien avocat personnel de Donald Trump, est condamné à trois ans de prison ferme pour avoir, pendant la campagne présidentielle de son client, acheté le silence de Stormy Daniels et de Karen McDougal en versant 130 000 dollars à la première et 150 000 dollars à la seconde.

#### Rapport avec les médias
À partir des élections de 2016, The Washington Post, The New York Times ainsi que de nombreux commentateurs politiques établissent des parallèles entre l'ascension de Donald Trump et celle d'Adolf Hitler.
Ces critiques soulignent les similitudes des rhétoriques, slogans et méthodes politiques des deux hommes et notent les rapprochements entre les situations historiques, s'inquiétant publiquement du danger qui leur paraît menacer la démocratie américaine.
Dans une tribune du Monde, l'historien spécialiste de la Deuxième Guerre mondiale Robert Paxton reconnaît que la tentation peut être forte de qualifier de « fasciste » le président nouvellement élu, du fait de sa personnalité autoritaire et des motifs typiquement fascistes qu'il reprend à son compte : « déploration du déclin national, imputé aux étrangers et aux minorités ; mépris des règles juridiques ; caution implicite de la violence à l’encontre des opposants ; rejet de tout ce qui est international, que ce soit le commerce, les institutions ou les traités en place ». Pour Paxton, toutefois, « un pouvoir exécutif sans contrainte ni contrôle est indicateur de dictature en général, plutôt que de fascisme en particulier ». Il estime que l'étiquette « fasciste » occulte le libertarisme économique et social favorable aux plus riches du régime de Trump, qu'il préfère qualifier de « ploutocratie ». Dans Foreign Policy, l'historien et universitaire Eliah Bures rappelle que la plupart des présidents américains ont été qualifiés de fascistes depuis les années 1970, et estime que Donald Trump ne peut être classé dans ce courant.
Après son investiture, Donald Trump continue d'utiliser de façon régulière les réseaux sociaux, qui constituent selon lui un moyen de s'adresser directement aux citoyens sans passer par le biais ou la prétendue censure des médias. Le compte officiel Twitter de la Maison-Blanche et du président américain, @Potus, est administré par son directeur des communications adjoint Dan Scavino. Donald Trump continue néanmoins à communiquer avec son compte Twitter personnel, @RealDonaldTrump, beaucoup plus actif que le compte de la présidence. Il l'utilise de la même manière que pendant sa campagne, notamment pour critiquer les actions de ses opposants et des médias, ainsi que pour rappeler son agenda. Très réactif sur Twitter, il s'y exprime « sans filtre » en employant souvent le registre de l'émotionnel, voire de l'invective,,. Les tweets peuvent également avoir une incidence diplomatique : Donald Trump a ainsi provoqué des réactions de la part des autorités chinoises en écrivant de manière très directe son opinion sur la politique commerciale et militaire de la Chine.

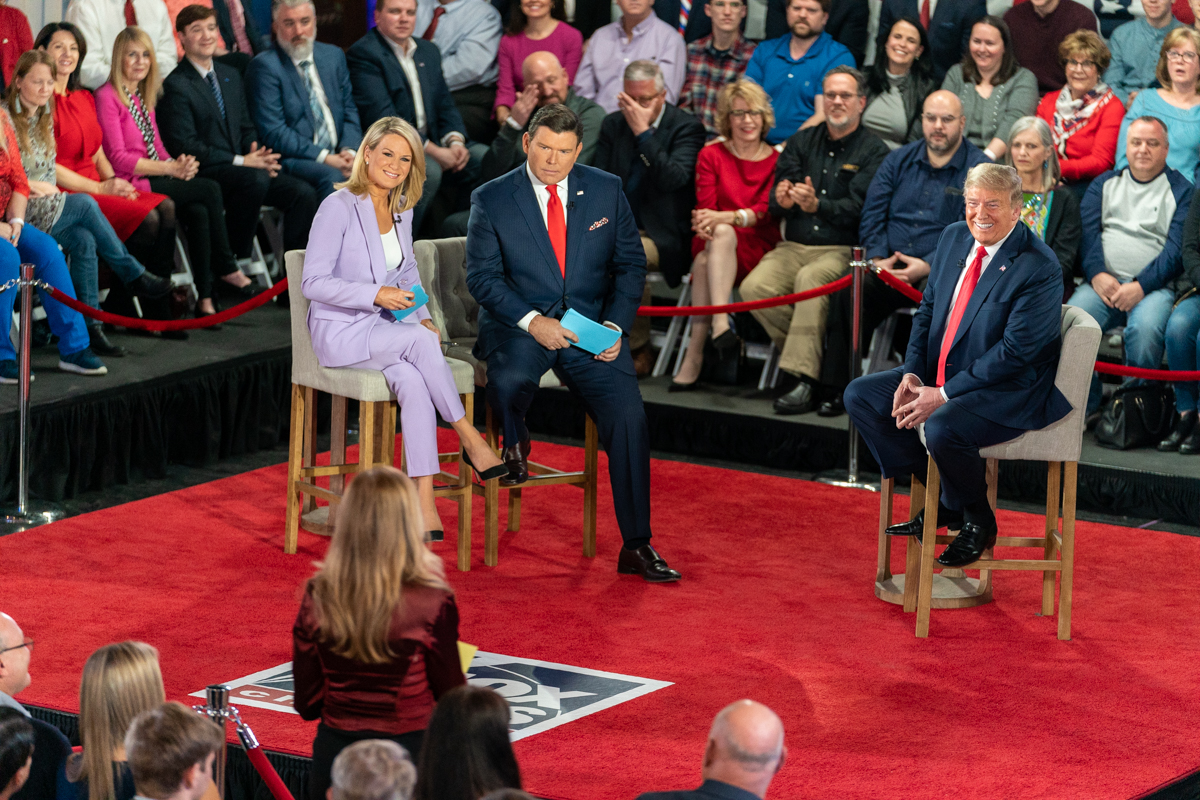
Donald Trump lors d'un entretien accordé à Fox News Channel (mars 2020).

Entre janvier et avril 2017, le Centre Shorenstein (en) sur les médias et la politique de l'université Harvard examine ce que les journalistes de dix grands médias ont publié par écrit sur Donald Trump durant les cent premiers jours de sa présidence. De cette étude, il ressort que, :
- Trump domine la couverture médiatique. Il est le sujet de 41 % de toutes les nouvelles (trois fois plus que pour les précédents présidents américains).
- Son aptitude à présider est mise en doute plus souvent en Europe qu'aux États-Unis.
- La couverture journalistique crée un nouveau standard en matière de presse défavorable. Pas un seul media n'est plus positif que négatif.
- Globalement, le ton est négatif dans 80 % des nouvelles (57 % négatif pour George W. Bush, 60 % pour Bill Clinton).
- Le ton négatif s'élève à 93 % pour CNN et NBC, à 91 % pour CBS, à 87 % pour le New York Times, à 83 % pour le Washington Post, à 70 % pour The Wall Street Journal, à 52 % pour Fox News ; en Europe, le ton négatif atteint un record de 98 % pour ARD, de 84 % pour le Financial Times et de 74 % pour la BBC.
- Les trois sujets les moins contestés par les journalistes sont l'économie (54 % de ton négatif), la menace terroriste (70 %) et les autres affaires de politique intérieure (72 %)[581].

Commentant cette étude, plusieurs médias rappellent qu'une tonalité négative ne signifie pas que le traitement de l'information soit biaisé,. Commentant cette étude, le Washington Post souligne par ailleurs que « quand on fait des choses controversées — et les sondages montrent qu'une énorme quantité des choses que fait Trump le sont — on se retrouve critiqué par certaines personnes. Et quand on promet d'accomplir des choses extraordinaires et que les résultats contredisent vos promesses, il est difficile de couvrir cela comme une victoire ».
Pendant sa campagne et après son entrée en fonctions, Donald Trump entretient un rapport très conflictuel avec les médias de masse, qu'il accuse de partialité à son encontre. Il déclare avoir « une guerre en cours avec les médias » et va, dans ses tweets et ses diverses interventions, jusqu'à injurier les journalistes dans leur ensemble en les qualifiant d'« êtres humains les plus malhonnêtes du monde », de « menteurs », « imposteurs », « racailles », etc.. Le 26 juin 2017, trois journalistes de CNN sont contraints à la démission pour avoir publié un article qui comportait des informations inexactes sur les liens entre un membre de l'entourage de Donald Trump et les milieux financiers russes. Le président réagit alors en dénonçant l'ensemble des « fake news » publiées sur son compte par divers grands médias américains. Quelques jours plus tard, il retweete un montage vidéo qui le montre frappant à coups de poing un personnage portant le logo de CNN à la place de la tête. La violence des polémiques entre la Maison-Blanche et les médias atteint un niveau inédit, ce que Le Monde résume comme « une bataille de mots et d’invectives sans précédent ». Tout en réagissant régulièrement aux attaques de Trump, y compris par des scoops et des révélations, les médias américains en tirent également un profit économique : la couverture de la présidence Trump par les chaînes de télévision leur permet d'enregistrer des pics d'audience.
Durant l'année 2018, ses rapports continuent à se dégrader avec les grands médias américains qu'il qualifie régulièrement de « fake news », et de « véritables ennemis du peuple » en réaction aux vives critiques soulevées après sa rencontre avec Vladimir Poutine à Helsinki. En juillet de cette année, Arthur Gregg Sulzberger, directeur du New York Times, titre qui compte parmi les médias les plus violemment attaqués par Donald Trump, confirme avoir eu un entretien avec le président à la Maison-Blanche, à la demande de ce dernier. Au cours de ces échanges, A. G. Sulzberger dit avoir prévenu le président « que ce langage incendiaire contribuait à une augmentation des menaces contre les journalistes et allait inciter à la violence », et l'avoir « imploré de revenir sur ses attaques démesurées contre le journalisme, que je pense être dangereuses et nuisibles pour notre pays ». Le 16 août suivant, plus de 350 journaux, sites et magazines américains locaux et nationaux, progressistes et conservateurs, publient des éditoriaux pour réaffirmer leur droit d'informer face aux attaques du président, et pour insister sur l'importance de l'indépendance des médias.
Selon un sondage universitaire réalisé début 2018 auprès de 170 historiens et politologues, il est classé pire président de l'histoire des États-Unis,,.
À l'image de sa campagne présidentielle, son mandat se caractérise par un grand nombre de mensonges et approximations. A la fin de son premier mandat, le Washington Post relève un total de 30 573 informations « fausses ou erronés », soit une moyenne de plus de 20 par jour, « un record pour les fact-chekers du journal ».
De nombreux observateurs constatent que la présidence de Trump a profondément bouleversé et clivé le monde des médias.

#### «Russiagate»
Le « Russiagate » a assombri la première partie du mandat du président républicain sans faire émerger de preuves solides de collusion entre la Russie et Donald Trump.
Le 13 février 2017, Donald Trump est contraint de forcer son conseiller à la sécurité nationale, Michael T. Flynn, à démissionner. Ce dernier est soupçonné d'avoir menti — notamment au vice-président Mike Pence — sur la nature de ses conversations téléphoniques de décembre 2016 avec l'ambassadeur de Russie aux États-Unis, et d'être potentiellement vulnérable à un chantage russe. Le 2 mars 2017, face aux critiques dont il fait l'objet à la suite de révélations de la presse sur ses contacts avec l'ambassadeur de Russie, Jeff Sessions, procureur général des États-Unis, annonce se récuser de toute enquête sur la supposée ingérence russe dans l'élection présidentielle. Un article du New York Times du 15 février 2017 indique qu'avant son élection à la Maison-Blanche, des membres de l'équipe de campagne de Trump, dont Paul Manafort, ont eu des contacts répétés avec de hauts responsables des services de renseignement russes. Selon le quotidien, les services de renseignement américains enquêteraient afin de déterminer si des membres de l'équipe de Donald Trump étaient de connivence avec les Russes pour influer sur le cours de l'élection.
Le 9 mai 2017, Donald Trump limoge le directeur du FBI James Comey, alors chargé de l'enquête sur les éventuelles collusions de son équipe de campagne avec la Russie. Le 8 juin, lors d'une déposition devant la Commission judiciaire du Sénat, James Comey déclare « avoir fait l'objet de pressions » et affirme que le président l'a limogé afin de « modifier la façon dont l’enquête sur la Russie était conduite » sans en apporter de preuves. Les avocats de Donald Trump annoncent porter plainte contre Comey pour divulgation d'informations confidentielles et le président accuse Comey « d'avoir menti lors de son audition devant le Congrès ». Avant de témoigner à son tour, Jeff Sessions déclare n'avoir pas omis de déclarer une rencontre avec l'ambassadeur russe et dément les allégations de collusion entre Moscou et l'équipe de campagne de Donald Trump, les qualifiant de « mensonge détestable et consternant ».
En mars 2019, à l'issue de deux ans d'enquête, le procureur spécial Robert Mueller indique dans son rapport qu'il n'avait pas trouvé de preuves suffisantes pour mettre un individu de la campagne Trump en accusation pour conspiration, mais qu'il avait bien trouvé une dizaine de cas possibles d'obstructions de la justice.
En novembre 2021, l’enquête du procureur spécial John Durham jette de forts doutes sur les accusations de collusion entre Moscou et l'ex-président américain, notamment après l'arrestation et la mise en examen, le 4 novembre 2021, d'Igor Danchenko, le principal informateur du « dossier Steele » à l’origine du Russiagate, inculpé de cinq chefs d'accusation de mensonge au FBI. Cet informateur est accusé d'avoir menti et d'avoir tenu ses informations d’un proche des Clinton, Charles Dolan, conseiller en relations publiques de plusieurs campagnes démocrates,,.
Le rapport de John Durham publié en mai 2023 met en avant les faiblesses de l'enquête du FBI concernant le Russiagate et constate que la police fédérale a « manqué d'objectivité » dans l'analyse des liens entre Moscou et la campagne présidentielle de Donald Trump en 2016.

#### Conversation controversée avec Zelensky et première procédure de destitution

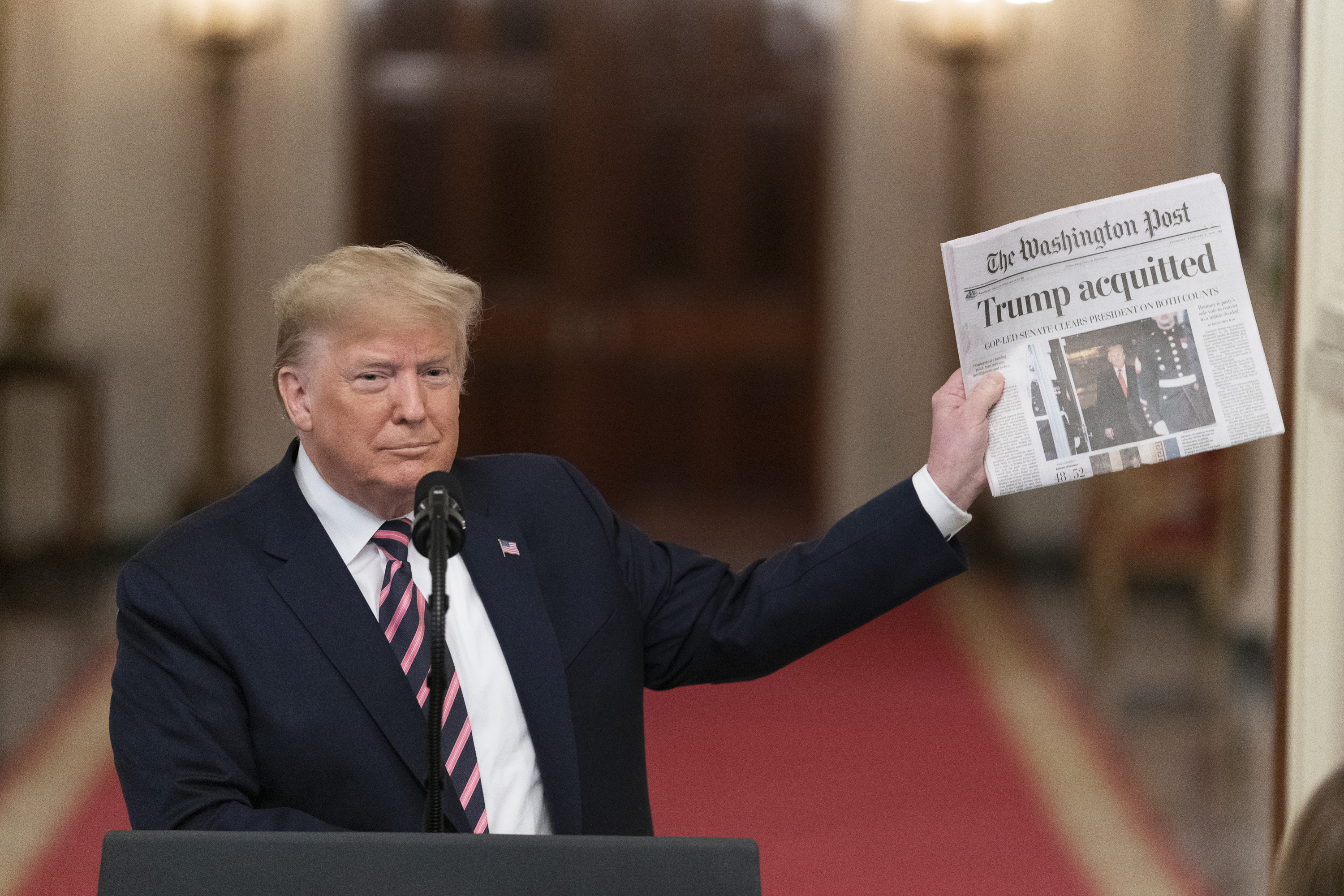
Donald Trump au lendemain de son acquittement par le Sénat, le 6 février 2020.

En septembre 2019, Nancy Pelosi, présidente de la Chambre des représentants, lance à son encontre une procédure d'impeachment (destitution) après qu'un lanceur d'alerte de la communauté du renseignement des États-Unis a révélé la teneur d'une conversation téléphonique au cours de laquelle le président américain demande au président ukrainien, Volodymyr Zelensky, de faire déclencher une enquête sur Hunter Biden, fils de Joe Biden, potentiel candidat démocrate à l'élection présidentielle américaine de 2020.
La Chambre des représentants, dominée par les démocrates, le met en accusation pour « abus de pouvoir » et « entrave à la bonne marche du Congrès », ce qui fait de lui le troisième président américain à être inculpé, après Andrew Johnson et Bill Clinton. À majorité républicaine, le Sénat l'acquitte le 5 février 2020, à l'issue d'un procès de deux semaines.

### Élection présidentielle de 2020

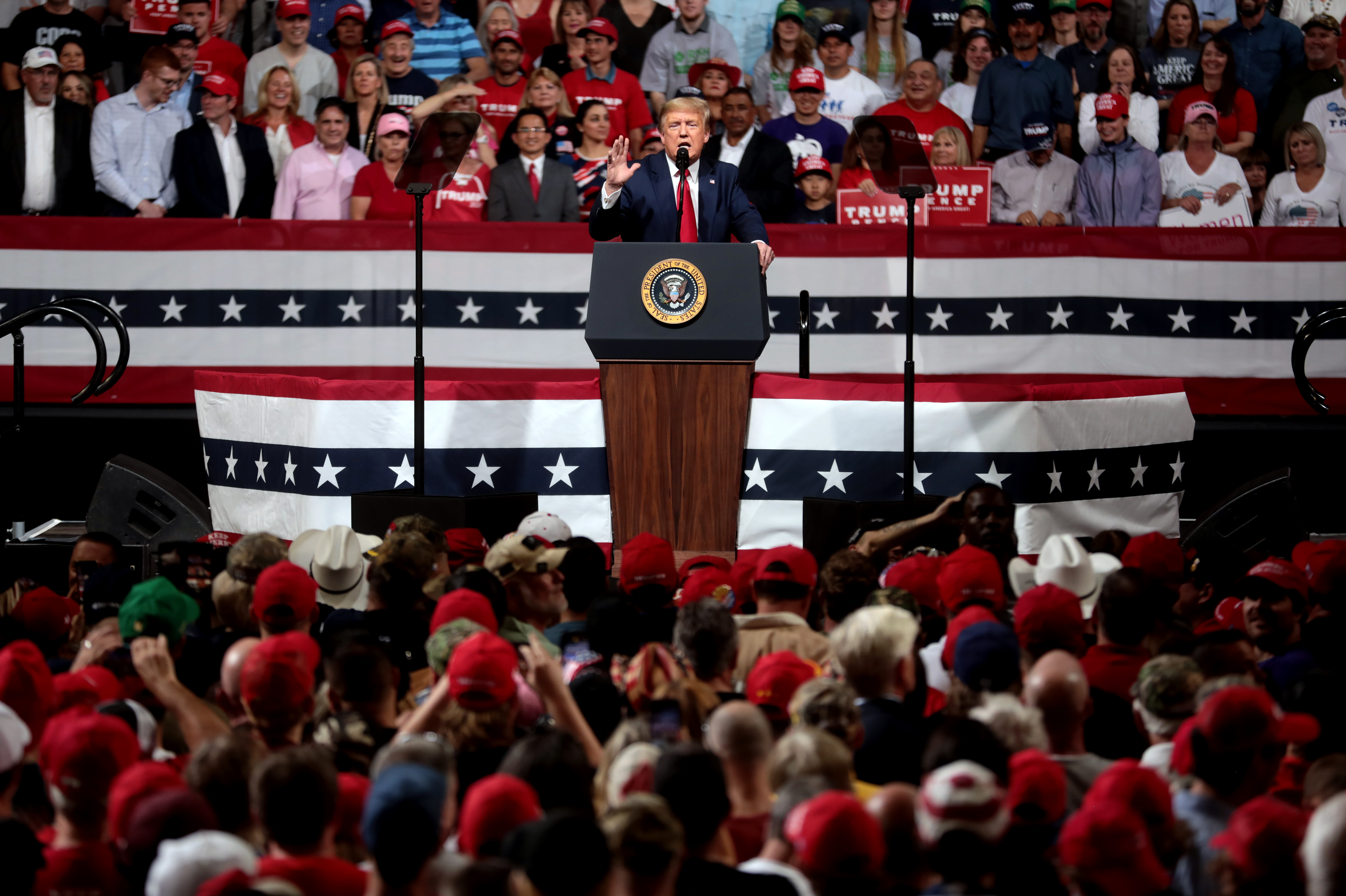
Donald Trump tenant une réunion publique à Phoenix, le 19 février 2020.

#### Annonce de candidature
Donald Trump annonce rapidement son intention de se présenter pour un second mandat et dévoile dès janvier 2017 le slogan qu'il utilisera pour sa campagne : « Keep America great! » (« Gardons sa grandeur à l'Amérique ! »), en résonance avec son slogan de 2016, « Make America Great Again ». Il nomme en outre un directeur de campagne, Brad Parscale, qui a déjà travaillé pour lui lors de la campagne de 2016. Il confirme qu'il souhaite que Mike Pence accomplisse un second mandat comme vice-président.

#### Investiture républicaine
Il lance officiellement sa campagne présidentielle le 18 juin 2019, depuis Orlando, en Floride, aux côtés de Mike Pence et de Melania Trump. Lors des primaires républicaines, il est concurrencé par Bill Weld et Joe Walsh. Il remporte sans difficulté l'ensemble des scrutins organisés (récoltant plus de 90 % des voix) et obtient suffisamment de délégués pour être à nouveau investi comme candidat du Parti républicain dès le 17 mars 2020. Il est investi candidat de son parti lors de la convention du 24 août 2020.

#### Élection générale
Comme en 2016, les sondages le montrent largement devancé par son adversaire démocrate dans les intentions de vote au niveau national et dans la plupart des États-clés,.
La pandémie de Covid-19 le contraint à suspendre sa campagne pendant plusieurs semaines.

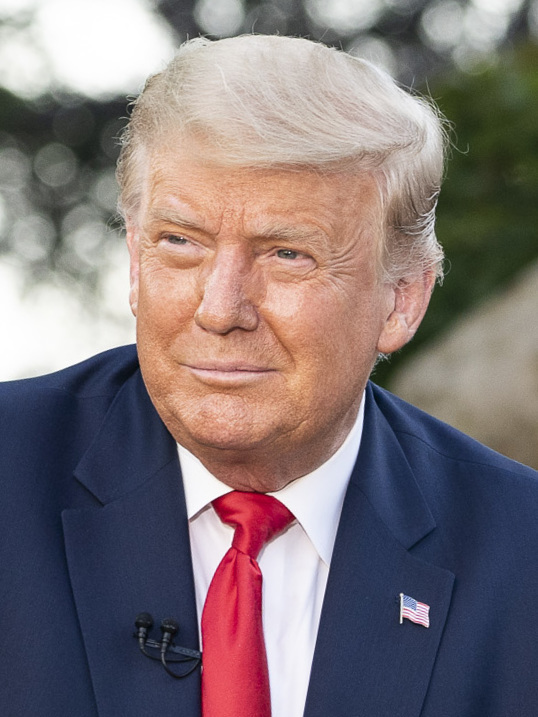
Donald Trump interrogé par Sinclair Broadcast Group (Maison-Blanche, octobre 2020).

Lors du premier débat télévisé le 29 septembre 2020 à Cleveland, il fait preuve d'une grande agressivité envers son adversaire démocrate Joe Biden, au point que certains commentateurs américains qualifient la rencontre de « pire débat de l'histoire ». Donald Trump demande au groupe de miliciens néo-fascistes Proud Boys de se « mettre en retrait et de se tenir prêt », ajoutant qu'« il faut que quelqu'un fasse quelque chose au sujet de ces antifas et de la gauche. Ce n’est pas un problème de l’aile droite. C’est la gauche »,. Il menace également de contester devant la Cour suprême une éventuelle défaite.
Le 2 octobre 2020, un mois avant l'élection présidentielle et quelques jours après une réunion qui provoqua un cluster, Donald Trump, alors âgé de 74 ans, annonce qu'il est atteint, ainsi que sa femme Melania, par le Covid-19 et se met dans la foulée en quarantaine à la Maison-Blanche, suspendant ainsi ses réunions prévues pour sa campagne. Le médecin personnel du président déclare alors que ce dernier présente seulement de « légers symptômes, mais garde le moral ». Il reçoit alors un traitement expérimental d’anticorps de synthèse développé par la société Regeneron. Donald Trump est admis à l'hôpital militaire Walter Reed dans la soirée du 2 octobre. Souffrant de « fièvre et de fatigue », le président devrait rester hospitalisé durant « quelques jours par précaution ». Le chef de cabinet de la Maison-Blanche précise que le président continuera à assumer ses fonctions depuis les appartements présidentiels de l'hôpital. Si Donald Trump était empêché d'exercer ses fonctions, le vice-président Mike Pence le remplacerait temporairement au pouvoir durant son incapacité à gouverner. Il regagne la Maison-Blanche après trois jours d’hospitalisation et défend une nouvelle fois sa gestion critiquée de la pandémie.
Guéri de la Covid-19, Donald Trump reprend immédiatement sa campagne et tient une série particulièrement importante de réunions publiques alors que la pandémie n’est pas terminée. Une étude réalisée par l’université Stanford estime que l’ensemble de ces réunions ont entraîné plus de 30 000 infections à la Covid-19 et environ 700 morts.
Avant l’élection, Donald Trump et le Parti républicain mettent en garde contre le risque de fraudes en faveur de son adversaire en raison du recours historiquement important au vote par correspondance et par anticipation en raison de la pandémie de Covid-19.
Au soir du scrutin le 2 novembre 2020, comme pronostiqué par le président sortant avant le vote et alors que la plupart des sondages prédisent une victoire écrasante de Joe Biden, aucun candidat ne remporte suffisamment de grands électeurs pour être procalmé vainqueur. Il est tout de même annoncé dès le soir de l'élection que Donald Trump a remporté la Floride et l'Ohio, États traditionnellement les plus disputés lors des dernières élections présidentielles. Cependant, le vote par correspondance et par anticipation ralentissent le processus de dépouillement dans les États où les résultats sont les plus serrés que sont l’Arizona, la Caroline du Nord, la Géorgie, le Michigan, le Nevada, la Pennsylvanie et le Wisconsin.
Quelques jours plus tard, le 7 novembre 2020, les projections de différents médias (CNN, Fox News, The New York Times) attribuent au candidat démocrate le Wisconsin, le Michigan et enfin la Pennsylvanie, anciens bastions démocrates que le président sortant était parvenu à faire basculer dans le camp républicain en 2016. Après avoir tenté à deux reprises d'accéder à la Maison-Blanche, Joe Biden, âgé de 77 ans, est élu 46e président des États-Unis. Donald Trump entre ainsi dans le cercle très fermé des présidents américains ayant accompli un seul mandat puisque depuis la seconde guerre mondiale, seuls Jimmy Carter et George H. W. Bush ont été battus avant lui. Il devient le premier président américain dont la cote de popularité n’a jamais dépassé la barre des 50 % dans les sondages conduits par l’institut Gallup, qui a été élu en étant devancé dans le vote populaire et qui a fait l'objet d'une procédure de destitution.

#### Contestations du résultat
Donald Trump refuse de reconnaître sa défaite, annonce qu'il a largement gagné l'élection et dénonce des fraudes massives, sans apporter d'éléments tangibles à l'appui de ses allégations,. Il multiplie les fausses informations, dont beaucoup sont signalées trompeuses par Twitter,. Donald Trump, son équipe de campagne et son avocat personnel Rudy Giuliani entreprennent de nombreux recours judiciaires dans tous les principaux États qui ont scellé sa défaite, mais l'absence de preuve concernant d'éventuelles fraudes provoque l'échec de nombreuses plaintes déposées devant des juges locaux. Deux semaines après l'annonce de la victoire de Joe Biden, Donald Trump continue à crier à la fraude massive et tente d'intervenir dans les procédures de certification des votes, notamment en faisant pression sur les législateurs républicains du Michigan (un État remporté avec plus de 150 000 voix d'avance par Biden)(à savoir que Joe Biden a été élu par les grands électeurs le 14 décembre 2020 puis ce vote a été confirmé par le Congrès le 7 janvier 2021), dans l'idée qu'en l'absence de certification, il leur reviendrait de désigner eux-mêmes les grands électeurs, qui pourraient alors voter en faveur de Trump,. Le 23 novembre, alors que la victoire de Joe Biden dans le Michigan est certifiée, l'Administration des services généraux dirigée par Emily Murphy lance la procédure de transition présidentielle qui restait bloquée jusque là. Donald Trump lui-même accrédite ces faits, tout en continuant à crier à la fraude massive.
Le 14 décembre, le collège électoral se réunit et élit Joe Biden à la présidence des États-Unis avec un score final de 306 grands électeurs contre 232 pour Donald Trump. La bataille juridique et de communication continue néanmoins : encouragés par Trump, certains sénateurs républicains annoncent qu'ils contesteront le résultat lors du décompte officiel des voix, prévu le 6 janvier. Ceux qui entérinent trop vite la victoire de Biden se voient menacés par Trump. Dans toutes ses interventions publiques durant cette période menant à l'assaut du 6 janvier contre le Congrès réuni au Capitole, il répète des centaines de fois qu'il a « obtenu une victoire écrasante », utilise autant de fois les mots « rigged » (truqué), « fraud », et « fight », pour « sauver » ou « reprendre » « notre pays ».
Bien que Donald Trump ait recueilli sept millions de voix de moins que son adversaire, le système électoral américain est tel qu'il aurait pu être réélu s'il avait « retourné » 32 507 voix dans quatre États-clés. Depuis plusieurs décennies en effet, le système du collège électoral est favorable aux États les moins peuplés, souvent conservateurs : de ce fait, lors des sept dernières élections, les candidats républicains ont remporté trois mandats présidentiels alors qu'ils ont été devancés six fois par les démocrates dans le vote populaire. Selon l'expert électoral Nate Silver, un candidat démocrate doit ainsi obtenir deux à trois points de plus que son adversaire républicain pour obtenir la même chance d'être élu.

### Derniers jours de mandat

#### Invasion du Capitole

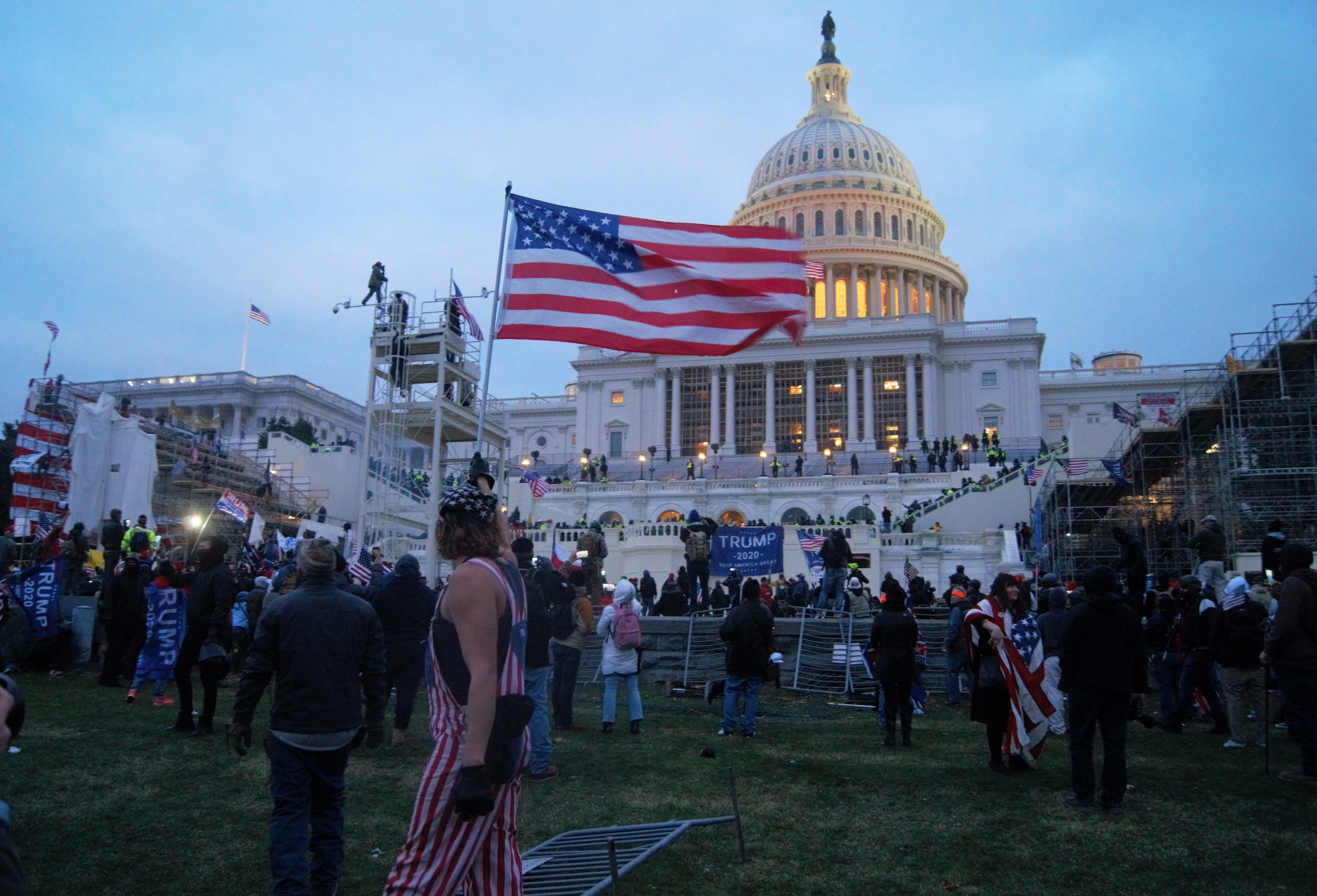
Partisans de Donald Trump devant le Capitole, le 6 janvier 2021.

Dès décembre, Donald Trump, avec de nombreux tweets, convie ses partisans à manifester dans tout le pays et à participer, le 6 janvier 2021, à un immense rassemblement devant la Maison-Blanche lorsque se déroule au Capitole l'étape finale du processus électoral 2020 : la certification par le Congrès des votes du collège électoral et la victoire de Joe Biden, afin de la contester. Lors du rassemblement, il déclare notamment à ses milliers de partisans : « Notre pays en a assez. Nous ne pouvons plus le supporter. Et pour utiliser le terme favori qui vous a amené ici, nous allons stopper le vol. Vous ne reprendrez jamais notre pays avec faiblesse. Vous devez faire preuve de force et vous devez être forts. Vous devez vous battre comme des diables (fight like Hell). Si vous ne vous battez pas comme des diables, vous n'aurez plus de pays. Tout le monde ici marchera bientôt vers le Capitole [où a lieu la certification des résultats de l’élection présidentielle], pour pacifiquement et patriotiquement faire entendre vos voix » (le mot « pacifiquement » n'étant prononcé qu'une fois en une heure de discours),,. Peu après, l’assaut du Capitole par des centaines de ses partisans, considéré comme une insurrection ou une tentative de coup d'État,,,,,,,, suscite de vives réactions à son encontre dans le pays et à l'international, et des appels à sa destitution. Cet assaut fait dire à plusieurs experts du fascisme que Donald Trump correspond désormais à la définition d'un fasciste, sans qu'il y ait consensus,. Donald Trump apparaît alors particulièrement isolé, avec la perte de certains soutiens dans le camp républicain et la menace par les démocrates d'une nouvelle procédure de destitution. Certains de ses ministres démissionnent (les secrétaires d'État aux Transports et à l'Éducation, le ministre de la Santé), alors que plusieurs démocrates, dont la présidente du Congrès Nancy Pelosi, demandent à Mike Pence d'invoquer le 25e amendement de la Constitution pour déclarer le président Trump inapte à gouverner, ce que celui-ci refuse de faire. Un sondage YouGov indique que, si une majorité d’Américains considère l’attaque comme une menace pour la démocratie, 45 % des électeurs républicains sont favorables à l'initiative.
Donald Trump publie le lendemain soir une vidéo dans laquelle il condamne l’assaut et les violences. Il prétend qu’il a « immédiatement déployé la Garde nationale et les forces fédérales pour sécuriser le bâtiment et expulser les intrus », promet de faire payer « ceux qui ont enfreint la loi » et appelle ses partisans à « rentrer chez eux ». Actant sa défaite, mais réitérant ses accusations de fraudes, il affirme avoir voulu « protéger la démocratie américaine » en usant des moyens légaux pour contester les résultats de l’élection, promet une « transition de pouvoir sans accroc » et appelle à « la réconciliation » après la certification du Congrès,,. Ce revirement brutal, dicté par les circonstances, est destiné à répondre aux critiques venues de son propre camp. Donald Trump tente ainsi de corriger l’impression désastreuse laissée par la vidéo diffusée la veille, dans laquelle il réitérait ses allégations de fraude et d'élection « volée », et invitait les émeutiers à « rentrer chez [eux] », tout en assurant les comprendre et en leur exprimant son affection : « We love you, you're very special »,.

#### Éviction des réseaux sociaux

Capture d'écran du compte de Donald Trump suspendu par Twitter, le 8 janvier 2021.

Le 8 janvier 2021, Twitter clôt son compte, qui était suivi par plus de 88 millions de personnes, « en raison d’un risque d’incitation à la violence ». Ses comptes Facebook et Instagram sont aussi fermés « jusqu'à nouvel ordre ». Cette décision de la part de réseaux sociaux de clore ou suspendre le compte d’un chef d’État en exercice constitue une première mondiale, suscitant un vif débat aux États-Unis et dans le monde. Le président mexicain, Andrés Manuel López Obrador, s’interroge sur « la liberté et le droit à l’information » et sur « le rôle des autorités légalement et légitimement constituées », tandis que le lanceur d’alerte Edward Snowden, fait état d'un « tournant dans la bataille pour le contrôle de l’information ». À l’inverse, pour une partie de la gauche américaine, cette décision intervient trop tardivement.
Twitch, Snapchat et YouTube ferment également les comptes officiels de Donald Trump pour une durée indéfinie. Le média social chinois TikTok, que l'administration de Donald Trump voulait bannir en juillet 2020, supprime des vidéos de discours du président ainsi que certains mots-dièse et des mots-clés se référant au « parti patriotique »,. De son côté, Shopify retire les ventes des sites officiels de Donald Trump tels que les casquettes Make America Great Again.
Le compte Twitter de Donald Trump est finalement réactivé le 20 novembre 2022, après que le nouveau propriétaire de la plateforme, le milliardaire Elon Musk, a réalisé la veille, sur son propre compte Twitter, un sondage intitulé : « Faut-il réintégrer l’ancien président Trump ? ».

#### Seconde procédure de destitution

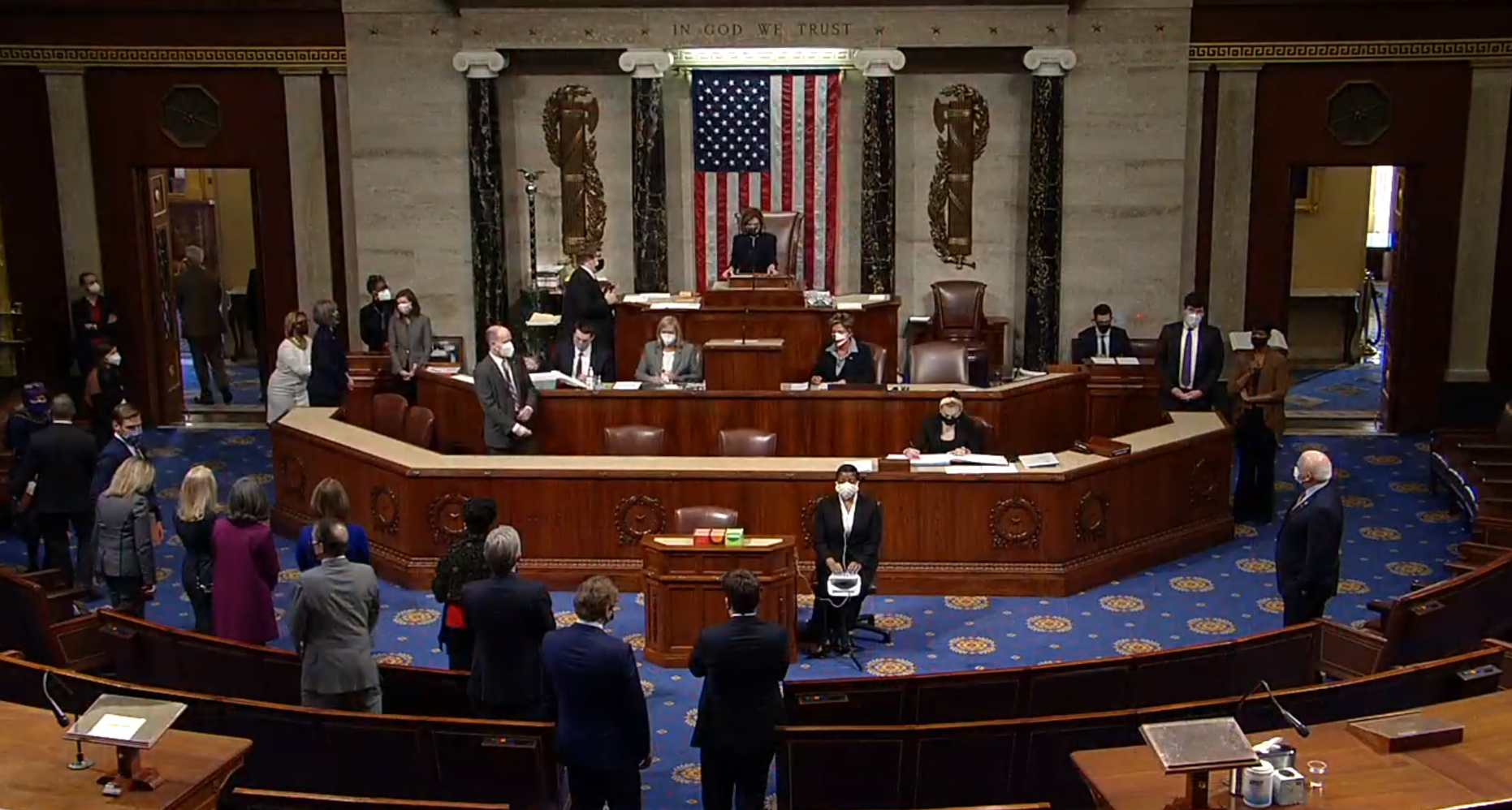
La Chambre des représentants votant la seconde procédure de destitution de Donald Trump.

À la suite de l'invasion du Capitole, plusieurs parlementaires démocrates envisagent de lancer dès le 11 janvier une procédure de destitution à l'encontre de Donald Trump. Si elle aboutissait, cette procédure aurait des conséquences non seulement symboliques, mais pourrait également rendre Donald Trump inéligible et l'empêcher alors de se présenter à l’élection présidentielle de 2024.
Le 13 janvier, la Chambre des représentants approuve la mise en accusation de Donald Trump pour « incitation à l'insurrection » à 232 voix (dont 10 Républicains) contre 197,,. Parmi les membres du parti du président qui ont voté pour le destituer se trouvait Liz Cheney, troisième par ordre d'importance parmi les représentants républicains, qui a déclaré à propos de l'émeute : « Il n'y a jamais eu de plus grande trahison de la part d'un président ». Trump est ainsi le premier président de l'histoire des États-Unis à être mis en accusation à deux reprises.
Le 18 janvier, l'institut Gallup publie les résultats d'une enquête d'opinion, qui fait état de 34 % d'opinions favorables en sa faveur. Trump n'a jamais dépassé la barre symbolique des 50 % d'intentions favorables pendant son mandat (il était à 49 % avant la pandémie de Covid). C'est le premier président dans cette situation depuis le début des sondages de cet institut en 1938.
Donald Trump sera finalement acquitté par le Sénat le 13 février,,.

#### Dernière allocution télévisée à la nation
Le 15 janvier 2021, admettant la victoire de Joe Biden, mais refusant de féliciter ce dernier, Donald Trump annonce qu'il quittera la Maison Blanche dans la matinée du 20 janvier à bord de Marine One, pour ne pas avoir à croiser Joe Biden et ses équipes, et éviter ainsi toute passation de pouvoir. Des spécialistes constatent des destructions d'archives présidentielles de la part de Trump, ce qu'accréditent des témoignages en interne. Le 19 janvier, pour la dernière fois, Donald Trump s'adresse à la nation en tant que président en fonction. Dans son discours, il déclare notamment « Alors que je termine mon mandat en tant que 45e président des États-Unis, je me tiens devant vous vraiment fier de ce que nous avons accompli ensemble. Nous avons fait ce pour quoi nous sommes venus ici et bien plus encore. Cette semaine, nous inaugurons une nouvelle administration et prions pour qu'elle réussisse à assurer la sécurité et la prospérité de l'Amérique ». Puis, Donald Trump salue une dernière fois les Américains avec ces mots : « Je pars de ce lieu majestueux avec un cœur loyal et joyeux, un esprit optimiste et une confiance suprême que pour notre pays et pour nos enfants, le meilleur reste à venir. Être votre président a été le plus grand honneur de toute ma vie. Merci et adieu. Dieu vous bénisse, que Dieu bénisse les États-Unis d'Amérique ». Il ne cite jamais le nom de son successeur dans cette ultime adresse à la nation.
Dans les derniers jours de son mandat, Donald Trump propose une liste de cent personnes à gracier. Parmi elles, se trouvent de nombreux proches et collaborateurs de tous ordres : membres de sa famille, hauts fonctionnaires, et rappeurs. Ces listes ne seront pas nécessairement validées. Finalement, le 19 janvier, il gracie 73 personnes, dont Steve Bannon, mais aucune personne de sa famille, ni lui-même.

#### Départ de la Maison-Blanche

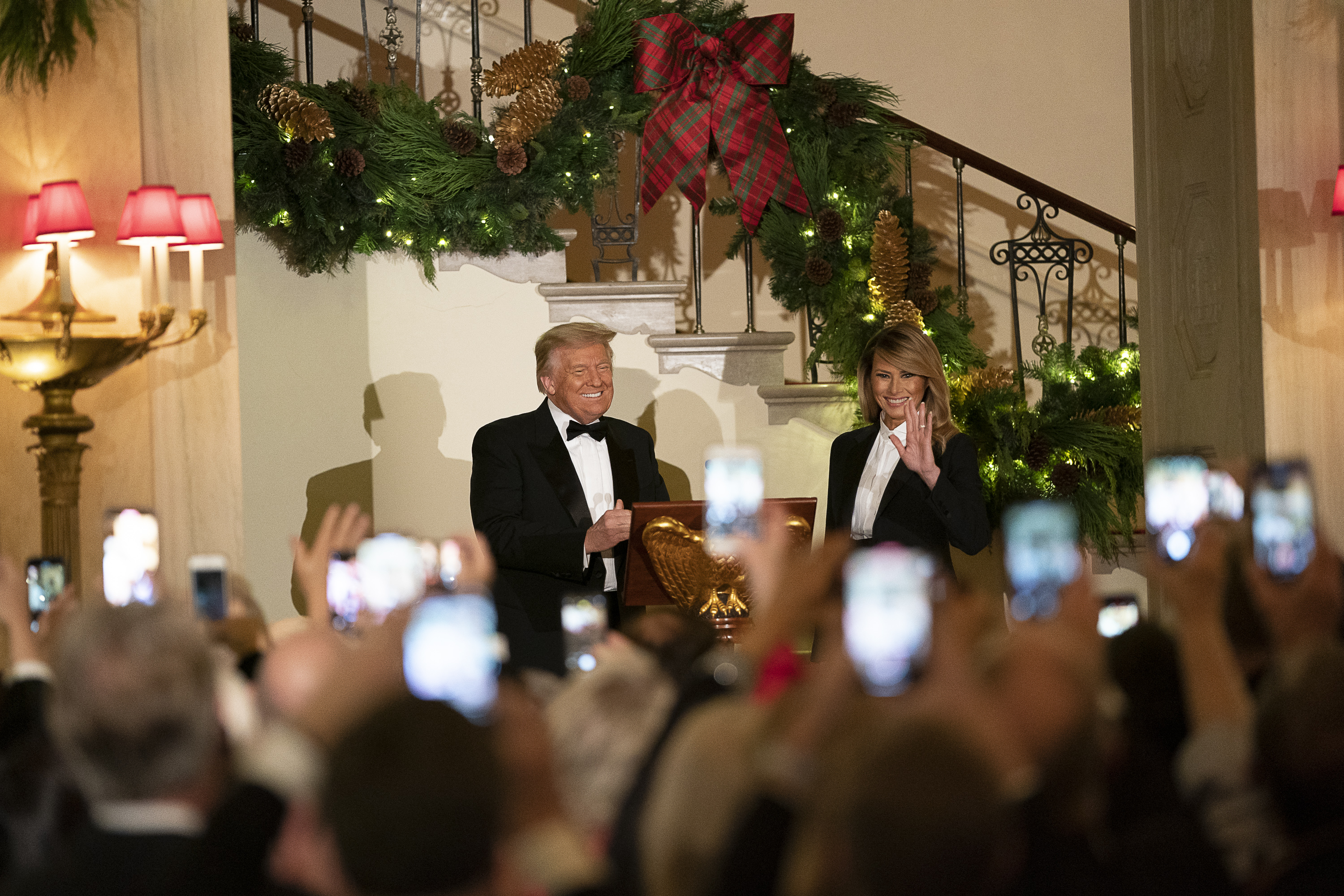
Donald et Melania Trump le 10 décembre 2020.

Contrairement à la tradition, Donald Trump n’assiste pas à la prestation de serment de son successeur, une première depuis Andrew Johnson en 1869. Le 20 janvier, le président sortant quitte la Maison-Blanche à bord de Marine One en direction de la base aérienne militaire d'Andrews. À son arrivée sur la base, des coups de canon sont tirés, et le président prononce un ultime discours, dans lequel il déclare : « Au revoir nous vous aimons. Nous reviendrons sous une forme ou une autre. Ayez une bonne vie, nous nous reverrons bientôt, adieu ». Le 45e président des États-Unis décolle ensuite, à 9 h, pour la dernière fois à bord d'Air Force One, en direction de Palm Beach, en Floride. Donald Trump et son épouse s'installent ensuite dans leur club privé de Mar-a-Lago. Le mandat de Donald Trump s'achève à midi, au moment où Joe Biden prête serment sur la Bible devant le Capitole, et devient officiellement le 46e président des États-Unis,.

## Poursuites judiciaires postérieures au mandat présidentiel

### Acquittement au Sénat
Le 9 février 2021 commence le procès en destitution de Donald Trump au Sénat. Comme il ne peut plus être destitué, ayant quitté ses fonctions, une condamnation pourrait lui valoir une interdiction à vie d'exercer tout mandat politique aux États-Unis,.
Les élus démocrates, en s'appuyant sur une série de vidéos, accusent Trump d'être l'« incitateur en chef » de l'invasion du Capitole. Les élus républicains rejettent la procédure de destitution au motif qu'il est inconstitutionnel de juger un ancien président, arguant que la destitution ne s'applique qu'aux agents fédéraux en fonction. La défense de Trump est dirigée par les avocats Michael van der Veen (en), David Schoen et Bruce Castor ; la plaidoirie de Bruce Castor suscite des railleries dans le camp démocrate et la consternation de Trump lui-même,.
Le 13 février, Donald Trump est acquitté par le Sénat. Cinquante-sept sénateurs votent pour un verdict de culpabilité, dont sept républicains, et 43 contre, en deçà de dix voix de la majorité des deux tiers requise par la Constitution. Dans les procédures d'impeachment qu'ont connues les États-Unis, jamais autant de sénateurs du même bord politique que le président n'avaient voté en faveur de sa destitution,. Le chef de la minorité républicaine, Mitch McConnell, qui a voté « non coupable », en explique les raisons : il considère que ce n'est pas le rôle du Sénat de destituer un « simple citoyen » ; en revanche, il juge Donald Trump pleinement responsable du déroulement des évènements, de son mensonge sur la fraude à l'assaut du 6 janvier, et indique que c'est à la justice des États-Unis de se saisir de son cas. De son côté, l'ancien président déclare, dans un communiqué : « Notre mouvement magnifique, historique et patriotique, Make America Great Again, ne fait que commencer ».

### Enquête parlementaire sur l’assaut du Capitole
Le 2 février 2021, les procureurs démocrates évoquent une « trahison d'une ampleur historique » à propos des discours préalables à l'invasion du Capitole. Les avocats de Trump plaident quant à eux l'inconstitutionnalité de la procédure en raison du départ de celui-ci de la Maison-Blanche.
Le 19 décembre 2022, la commission parlementaire d'enquête sur l'assaut du Capitole rend ses conclusions et recommande au ministère de la Justice d'engager des poursuites pénales contre Donald Trump pour le rôle qu'il a joué dans cet événement. Elle estime que l'ex-président américain pourrait être inculpé pour quatre motifs : obstruction d’une procédure officielle, conspiration contre les États-Unis, conspiration en vue de produire de fausses déclarations et incitation ou aide à une insurrection.

### Réactivation et nouvelles poursuites judiciaires

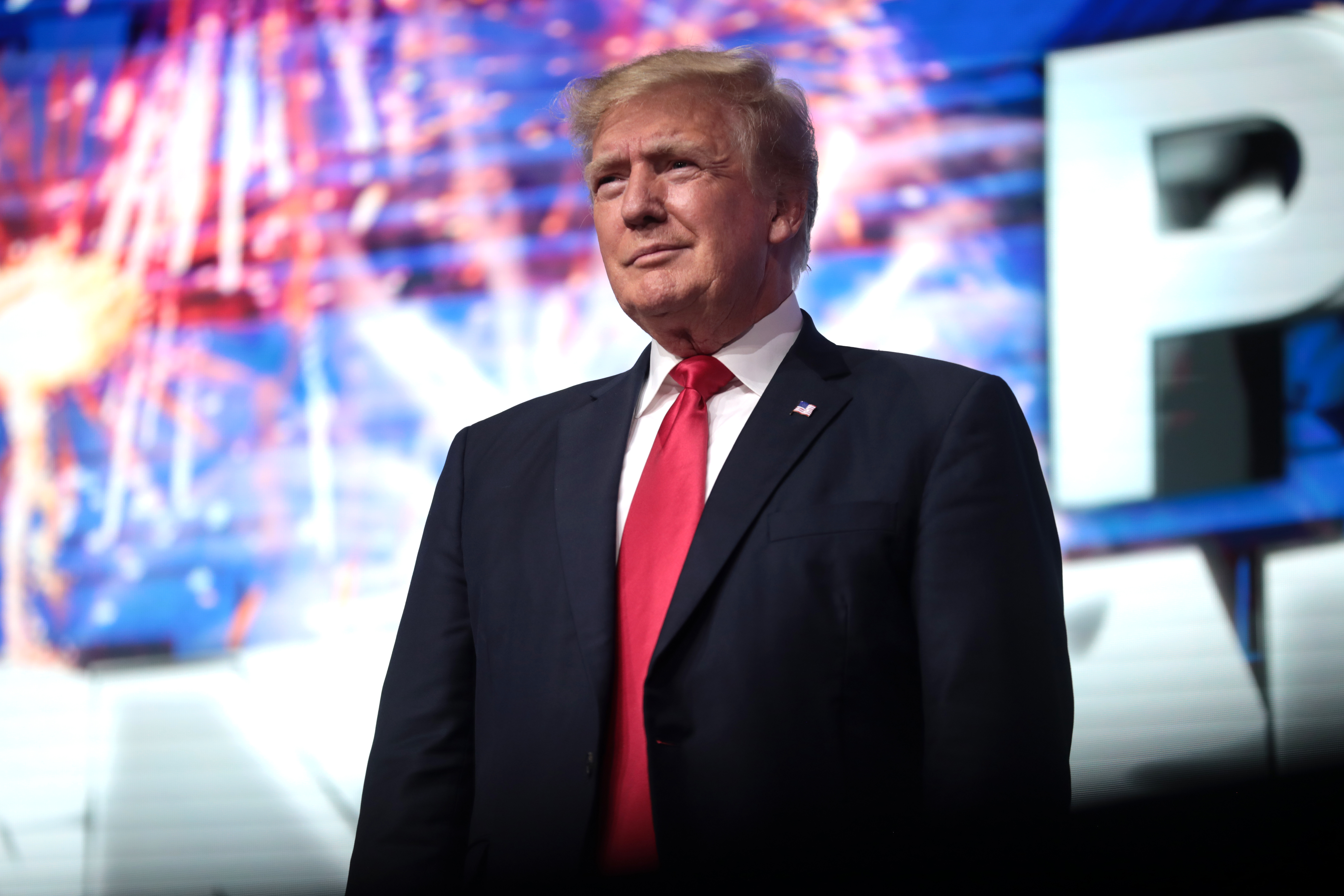
Donald Trump en juillet 2021.

Plusieurs poursuites judiciaires sont réactivées à partir du 20 janvier, en particulier des accusations de fraude et d'agressions sexuelles. Les affaires en question portent sur le financement de la campagne présidentielle de 2016, les déclarations fiscales de la Trump Organization, ses relations avec l'actrice pornographique Stormy Daniels, et plusieurs accusations d'agression sexuelle.
En février 2021, dans une enquête relative à de possibles fraudes fiscales et bancaires, le procureur de Manhattan annonce examiner des documents couvrant 2011 à 2018. Le tout représente plusieurs millions de pages.
Dans la nuit du 8 août 2022, le FBI procède à une perquisition à Mar-a-Lago, la résidence de Donald Trump en Floride. Selon le Washington Post, les services secrets cherchaient des documents classés secret défense que l’ancien président est soupçonné avoir conservés après son départ de la Maison-Blanche, violant une loi fédérale sur l’espionnage aux États-Unis. Donald Trump annonce lui-même qu’un « raid » mené par les services secrets a eu lieu et dénonce une « persécution politique ». Le FBI annonce quelques jours plus tard avoir trouvé des documents secrets dans la résidence de l’ancien chef d’État, dont certains concernent le « président de la République française ». Lors d'une conférence de presse inhabituelle, le ministre de la Justice, Merrick Garland, affirme avoir « personnellement approuvé » la perquisition ; il condamne les « attaques infondées » de la part des républicains contre son ministère et contre la police fédérale.
En mars 2023, Trump est inculpé par un grand jury de Manhattan, à New York. Il est accusé d’avoir imputé à des dépenses juridiques une somme de 130 000 dollars versée à Stormy Daniels pour la faire taire sur la relation extra-conjugale qu’il aurait eue avec elle en 2006. Trump aurait donc enfreint la loi électorale en falsifiant cette comptabilité. Il est le premier ancien président américain de l’histoire à faire l’objet d’une poursuite pénale,. Le 4 avril 2023, formellement mis en état d'arrestation, Donald Trump plaide non-coupable des trente-quatre chefs d'accusation retenus contre lui. Il dénonce une persécution politique à son encontre à l'approche de l'élection présidentielle de 2024, souligne le fait que le procureur est démocrate et dénonce les faiblesses supposées de son argumentaire juridique.
Le 30 mai 2024, il est déclaré coupable à l'unanimité des 12 jurés des 34 délits de falsification de documents comptables. Le juge Merchan doit fixer sa peine le 11 juillet 2024. Dans une déclaration véhémente, Donald Trump annonce vouloir « faire appel de cette arnaque ».

#### Agression sexuelle et diffamation
En mai 2023, Donald Trump est condamné par un tribunal de Manhattan à verser 5 millions de dollars à E. Jean Carroll, qui l'accusait de viol en 2019 et de diffamation. Le jury requalifie le crime d'agression sexuelle, le viol n'ayant pas été commis par l'introduction de son pénis, selon la qualification juridique du viol en vigueur à New York. Donald Trump conteste le montant des dommages et intérêts demandés, arguant qu'une telle somme serait excessive pour par exemple avoir frôlé un sein et intente un recours sous forme de motion. En mars 2024, le juge Kaplan rejette sa demande, exposant que le dossier est très clair, et qu'il s'agit bien d'un viol au sens courant du terme, justifiant la somme demandée.

#### Inculpations liées à ses tentatives de rester au pouvoir
Le 1er août 2023, le procureur spécial Jack Smith, nommé par le ministère de la Justice, annonce l'inculpation de Donald Trump accusé de « complot contre les États-Unis », pour ce qui est qualifié d'« assaut sans précédent contre la démocratie américaine » en relation avec ses tentatives de conserver le pouvoir après sa défaite lors des élections présidentielles de 2020 et à l'Assaut du Capitole. Quinze jours plus tard, l'État de Georgie, où la pression de Trump et de ses alliés a été particulièrement forte, l'inculpe ainsi que dix-huit co-accusés pour notamment « fausses déclarations et faux documents, usurpation de fonction publique, faux et usage de faux, pressions sur des témoins… ».

### Influence persistante au niveau national
L'ancien président fait sa première apparition officielle depuis son départ de la Maison-Blanche le 28 février 2021 en intervenant à la Conservative Political Action Conference, où il évoque la possibilité de briguer de nouveau un second mandat, répétant qu'il pourrait « décider de battre les démocrates une troisième fois ». Les analystes estiment alors qu’il est toujours aussi influent au sein du Parti républicain et que sa popularité y est restée intacte malgré les évènements du Capitole de janvier,. Les enquêtes d'opinion le donnent grand favori en vue des primaires républicaines de 2024,.
Joe Biden demande le 5 février 2021 à ce que Donald Trump n'ait pas accès aux notes du Renseignement. Si les anciens présidents bénéficient traditionnellement de cet accès, Biden estime que Trump « n'a pas besoin de recevoir les briefings des Renseignements ». Il déclare : « Quel sens cela a-t-il de lui donner un briefing des Renseignements ? Quel impact a-t-il encore, au-delà du fait qu'il pourrait déraper et dire quelque chose ? ».

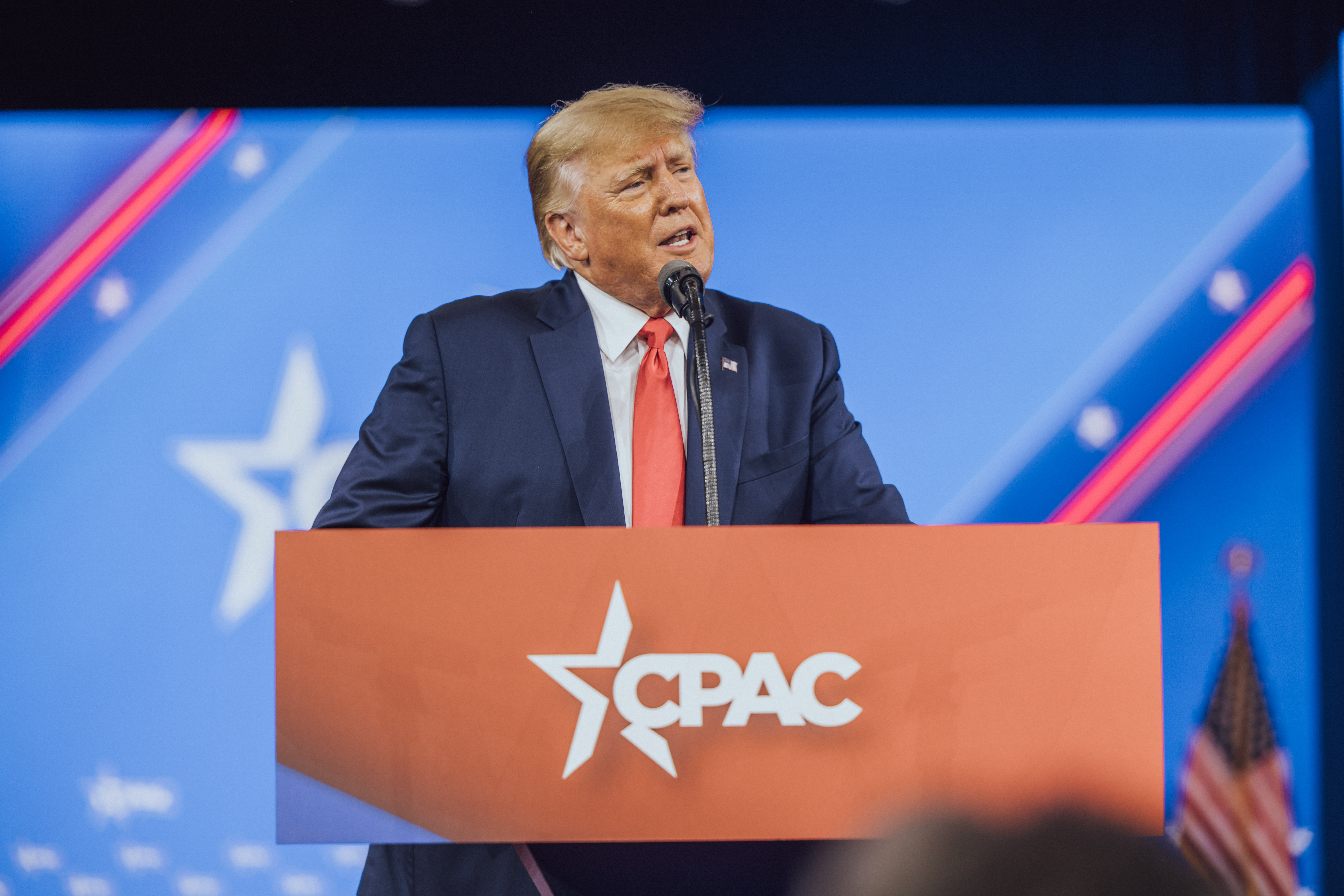
Donald Trump à la Conservative Political Action Conference (CPAC) de 2022.

Toujours suspendu de Twitter et Facebook, Trump lance et utilise son blog, baptisé « From The Desk of Donald Trump », dont le fonctionnement est similaire à celui de Twitter, entre mai et juin 2021, date à laquelle il le ferme,. Au même moment est annoncée la suspension de ses comptes Facebook et Instagram pour deux ans minimum, jusqu’à ce que les « risques pour la sécurité du public aient disparu », ce qui conduit Donald Trump à parler d’« une insulte » faite à ses « 75 millions d'électeurs » de l'élection présidentielle de 2020.
Le 26 juin 2021, à Wellington (Ohio), l’ancien président organise un meeting pour la première fois depuis son départ de la Maison-Blanche. Il y dépeint les démocrates comme des « gauchistes radicaux » qui seraient responsables d’une recrudescence des crimes violents, décrit l'administration Biden comme étant « une catastrophe » et réitère ses accusations sans fondement de fraudes lors de l’élection présidentielle de 2020,.
En octobre 2021, alors que les sondages continuent de le donner à égalité avec Joe Biden en cas de candidature à l'élection présidentielle de 2024, Donald Trump annonce le lancement de son propre réseau social, baptisé « Truth Social ». La plateforme appartient au groupe nouvellement créé Trump Media & Technology (TMTG), une structure qui fournit également un service de vidéo à la demande et des podcasts « non-woke ». L'année suivante, le rachat de Twitter par le milliardaire Elon Musk permet son retour sur la plateforme, mais Donald Trump déclare préférer communiquer via son propre réseau social,.
Durant la campagne pour les élections de mi-mandat de novembre 2022, Donald Trump mobilise intensivement ses partisans lors de grands meetings donnés à travers le pays. Sa mésentente avec le gouverneur de Floride, Ron DeSantis, qui est présenté comme l’un de ses rivaux au sein du Parti républicain, apparaît publiquement.

## Élection présidentielle de 2024
Donald Trump a été élu président des États-Unis au début du mois de novembre 2024. Il remporte la totalité des États pivots, tandis que son parti décroche dans le même temps la majorité au Sénat des États-Unis après une campagne électorale qui l’oppose successivement à Joe Biden puis à Kamala Harris.

### Primaires présidentielles

Logo de campagne des primaires de Donald Trump en vue de l'élection présidentielle de 2024.

Le 15 novembre 2022, Donald Trump annonce officiellement sa candidature à l’élection présidentielle de 2024 dans un discours prononcé depuis sa résidence de Mar-a-Lago, en Floride. Il déclare notamment que « l’Amérique est de retour » et vante la performance réalisée par ses candidats aux élections de mi-mandat, qui se sont déroulées quelques jours plus tôt.
Dans les semaines qui suivent l'annonce de sa candidature, il reprend les meetings à travers le pays et parvient à récolter des dons importants. Au début du mois de janvier 2023, un premier sondage donne Donald Trump gagnant face à Joe Biden. En mars suivant, alors qu’il devient le premier président américain à être inculpé au pénal par la justice américaine, certains politologues estiment que cette inculpation pourrait tendre à « rassembler davantage autour de la personne Trump ». Sa cote de popularité augmente nettement à la veille de sa comparution devant la justice à Manhattan, en avril 2023.
Le 15 janvier 2024, il remporte le caucus de l'Iowa, avec 51 % des suffrages exprimés. Le 24 janvier, il arrive à nouveau en première position lors de la primaire du New Hampshire, récoltant plus de 54 % des voix, devant sa concurrente principale Nikki Haley. Le 9 février, il remporte l’investiture républicaine dans le Nevada et reçoit 26 délégués supplémentaires,. Le 25 février, Donald Trump poursuit sa série victorieuse en remportant les primaires républicaines en Caroline du Sud avec près de 60 % des suffrages,. Le 5 mars, il remporte le Super Tuesday en triomphant de sa rivale Nikki Haley. Lors de cette grande journée électorale, il raffle 14 des 15 États mis en jeu dont la Californie, la Caroline du Nord et le Texas,. Avec cette victoire, Donald Trump possède 995 délégués sur les 1 215 délégués nécessaires pour être officiellement investi candidat du Parti républicain. En remportant pour la troisième fois consécutive les primaires républicaines, après celles de 2016 et celles de 2020, et en devenant le candidat du Parti républicain pour la troisième fois, Donald Trump égalise le record de candidatures officielles républicaines détenu par Richard Nixon, candidat du parti en 1960, 1968 et 1972.
Le 15 juillet 2024, en amont de la convention du Parti républicain qui a lieu à Milwaukee, dans le Wisconsin, Donald Trump annonce sur son réseau social Truth Social que J. D. Vance, le sénateur de l'Ohio, sera son colistier et futur vice-président en cas de victoire à l'élection présidentielle,,. « J’ai décidé que la personne la plus apte à assumer la fonction de vice-président des États-Unis était le sénateur JD Vance, du grand État de l’Ohio » annonce l'ancien président,. Au deuxième jour de la convention, Ron DeSantis et Nikki Haley, les anciens adversaires de Donald Trump aux primaires du Parti républicain, annoncent se rallier et soutenir la candidature de l'ancien président,,.

### Tentative d'assassinat lors d'un meeting à Butler
Le 13 juillet 2024, lors d'un meeting organisé dans un lieu d'exposition agricole à Butler, en Pennsylvanie, une personne tire dans la direction de Donald Trump. À 18 h 12, alors que son discours a commencé depuis quelques minutes et qu'il tourne la tête, il est blessé à l'oreille droite et évacué par ses équipes de sécurité,. Quelques heures après, le Federal Bureau of Investigation (FBI) annonce avoir identifié l'auteur des faits comme étant Thomas Matthew Crooks, un jeune homme de 20 ans originaire de Bethel Park, un borough situé à environ 85 kilomètres du lieu des évènements,. Ce dernier était armé d'un fusil semi-automatique de type AR-15. Il est abattu par un tireur d'élite 26 secondes après le premier des huit tirs qu’il a effectués. Dans la foule, sur la trajectoire des tirs, un homme de 50 ans est tué et deux autres personnes sont grièvement blessées. La police a indiqué avoir retrouvé deux engins explosifs dans la voiture du suspect et un troisième à son domicile. Les responsables de la sécurisation du site sont par la suite mis en cause. D'après le FBI, Thomas Matthew Crooks aurait survolé la zone avec un drone deux heures avant l'évènement. Le drone utilisé ainsi que la manette pour guider l'appareil ont été retrouvés dans le véhicule de l'auteur des faits. Le suspect aurait également fait des recherches auparavant sur l'assassinat de John F. Kennedy et plus précisément sur « quelle était la distance à laquelle Lee Harvey Oswald était de John Fitzgerald Kennedy ».
À la suite de cet évènement, les condamnations sont unanimes à travers le monde. Le président des États-Unis Joe Biden déclare : « Il n’y a pas de place en Amérique pour ce genre de violence. C’est de la folie ! Et c’est l’une des raisons pour lesquelles nous devons unir ce pays. Nous ne pouvons pas tolérer cela ». Emmanuel Macron, le président de la République française, souhaite un « prompt rétablissement » à l'ancien président américain. « C’est un drame pour nos démocraties. La France partage le choc et l’indignation du peuple américain » déclare-t-il par la suite.
Le 23 juillet 2024, la directrice de l'United States Secret Service (USSS), Kimberly Cheatle démissionne de son poste,. Elle reconnaît le « plus important échec opérationnel du Secret Service depuis des décennies » et « assume l’entière responsabilité de ce manquement à la sécurité ». La veille, lors de son audition au Congrès des États-Unis, elle avait pourtant estimée être « la meilleure personne pour diriger le Secret Service à l’heure actuelle ».

### Campagne présidentielle

Logo de la campagne présidentielle de 2024 de Donald Trump.

Après plusieurs mois de critiques en raison de son âge puis la défiance ouverte de plusieurs cadres du Parti démocrate, le président sortant démocrate Joe Biden annonce le 21 juillet 2024 le retrait de sa candidature, une première depuis Lyndon B. Johnson en 1968,. Il déclare soutenir la vice-présidente Kamala Harris et appelle à « battre Trump »,. Donald Trump devient alors le candidat le plus âgé à une élection présidentielle américaine.

### Tentative d'assassinat au Trump International Golf Club
Le 15 septembre 2024, alors que Donald Trump joue au golf sur son parcours du Trump International Golf Club de West Palm Beach, non loin de sa résidence de Mar-a-Lago, en Floride, une fusillade entre les Secret Service et une personne a lieu à proximité (entre 300 et 500 mètres) de l'ancien président américain,. Le FBI évoque dans un communiqué une possible « tentative d'assassinat »,. Un fusil de type AK-47, avec une lunette, une caméra GoPro, deux sacs à dos et du matériel d’enregistrement vidéo sont retrouvés dans un buisson,. Le suspect, un homme de 58 ans, alors au volant d'un véhicule Nissan noir, identifié comme Ryan Wesley Routh et domicilié à Hawaï, est arrêté,,.

## Seconde présidence
Le 5 novembre 2024, il est élu 47e président des États-Unis en remportant 312 grands électeurs contre 226 pour son opposante Kamala Harris,. Le Parti républicain reprend également la majorité au Sénat et garde sa majorité à la Chambre des représentants, si bien que le Congrès est désormais entièrement dévoué à la présidence Trump,.

### Investiture

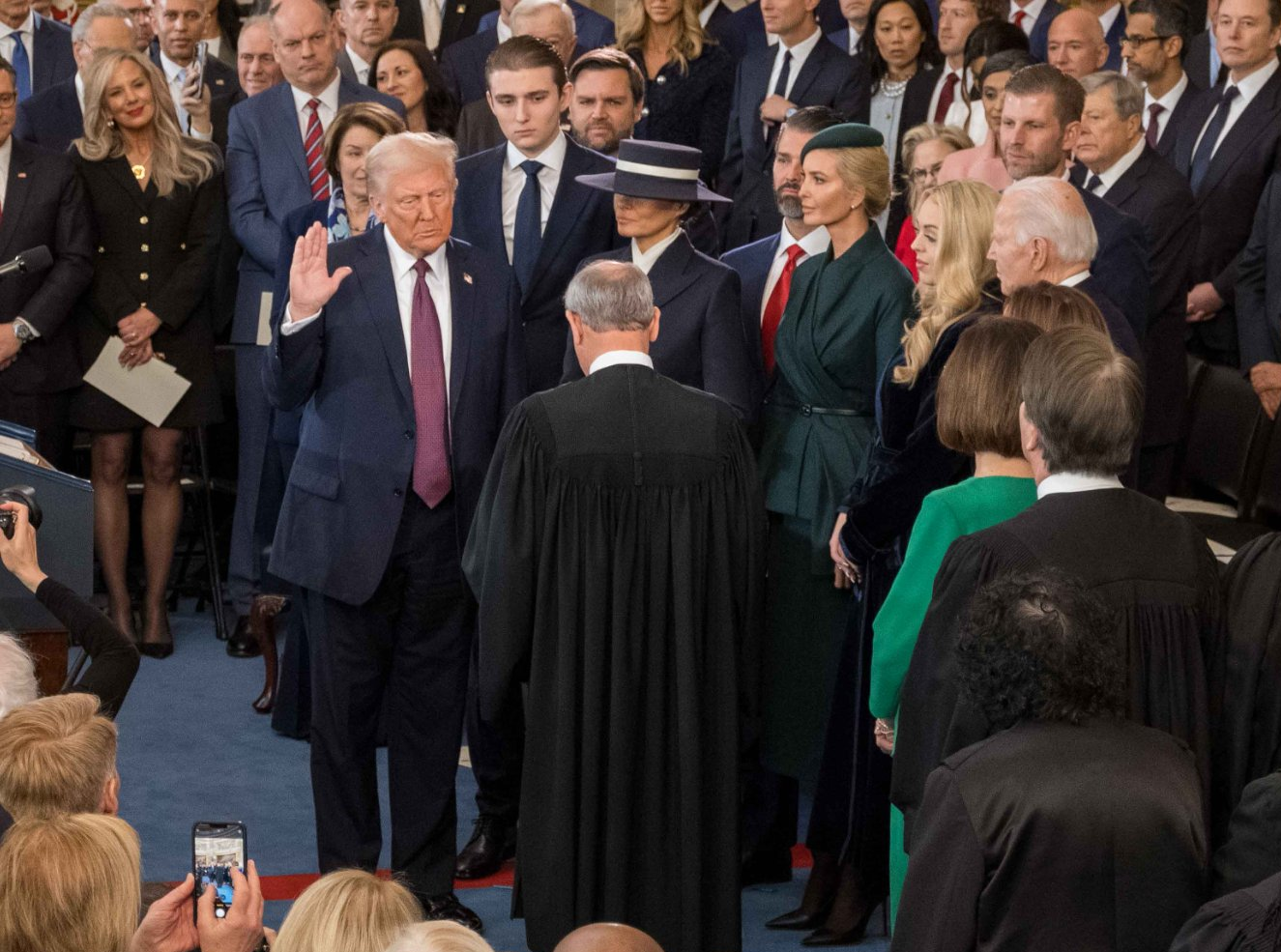
Seconde prestation de serment de Donald Trump, avec à ses côtés la Bible offerte par sa mère lorsqu’il était enfant et celle d’Abraham Lincoln (20 janvier 2025, rotonde du Capitole des États-Unis).

Tenue le troisième lundi de janvier, l'investiture a lieu le même jour que le Martin Luther King Day, il s'agit de la troisième fois dans l'histoire américaine que cela se produit, la première fois est lors de la seconde investiture de Bill Clinton en 1997 et la deuxième lors de la seconde investiture de Barack Obama en 2013. Le vendredi 17 janvier, le président élu Trump annonce que la cérémonie d'investiture sera déplacée à l'intérieur en raison du temps glacial et aura lieu dans la rotonde du Capitole, une première depuis la seconde investiture publique de Ronald Reagan le 21 janvier 1985.

### Nominations
À la suite de son élection, il commence à dévoiler les premiers noms qui composeront sa future administration,. Il décide notamment de nommer l'entrepreneur Elon Musk à la tête d'un nouveau ministère, le département de l'Efficacité gouvernementale (en anglais : Department of Government Efficiency, ou DOGE), au même titre que l'homme d'affaires Vivek Ramaswamy,. Il nomme aussi le vaccino-sceptique et complotiste Robert Francis Kennedy Jr. au ministère de la santé, ou le vétéran devenu présentateur de Fox News Pete Hegseth secrétaire à la défense.

### Licenciements massifs d'employés fédéraux et gels des embauches
Trump a mis en place un gel des embauches dans l'ensemble de l'administration fédérale, ordonné l'arrêt du télétravail des employés fédéraux sous 30 jours,, et créé une nouvelle classification d'employés fédéraux (Schedule Policy/Career) permettant de licencier plus facilement les fonctionnaires occupant des postes liés aux politiques publiques. Trump a initié des licenciements massifs, décrits par beaucoup comme sans précédent ou en violation du droit fédéral, dans le but de remplacer ces employés par des personnes plus en accord avec son programme. Trump a ordonné la fin des projets de diversité, équité et inclusion (DEI) au sein du gouvernement fédéral et mis en congé les employés des bureaux DEI. Il a abrogé le décret 11246, qui imposait des pratiques d'action positive et de non-discrimination aux entreprises sous contrat fédéral,.

### Politique intérieure
Trump a nommé des lobbyistes du pétrole, du gaz et de la chimie à l'EPA pour annuler les réglementations climatiques et les contrôles de pollution. Il a déclaré une urgence énergétique nationale, permettant la suspension de certaines réglementations environnementales et l'accélération des approbations de projets énergétiques, tout en s'opposant au développement des sources d'énergie renouvelable,. Trump a de nouveau retiré les États-Unis de l'Accord de Paris sur le climat.
L'administration a adopté une approche agressive contre ce qu'elle qualifie « d'idéologie du genre » : elle a mis fin à la possibilité de changer le genre indiqué sur les passeports, arrêté le financement des soins d'affirmation de genre pour les personnes de moins de 19 ans, interdit aux personnes trans de servir dans l'armée et empêché les femmes trans de participer aux initiatives sportives féminines financées par le gouvernement fédéral.
Donald Trump se lance dans une « campagne de restauration des noms qui honorent la grandeur américaine ». Cette campagne vise au changement de nom du golfe du Mexique en golfe d'Amérique,, du mont Denali en mont McKinley et du Fort Liberty en Fort Bragg,. En mars 2025, il signe un décret présidentiel qui officialise l'anglais comme étant la langue officielle des États-Unis. Cette langue, qui est la plus parlée au sein de la population depuis le début de l'histoire américaine, ne servait depuis l'indépendance du pays que de langue nationale de facto sans statut officiel.

#### Immigration
Dès ses premiers jours au pouvoir, Trump a mis en œuvre des mesures de grande envergure ciblant l'immigration illégale. Il a ordonné aux agents de la patrouille frontalière d'expulser sommairement les migrants traversant illégalement la frontière, désactivé l'application CBP One qui était utilisée pour planifier les passages frontaliers, réactivé le programme « Rester au Mexique », désigné les cartels comme groupes terroristes, déployé des troupes à la frontière sud et relancé la construction d'un mur frontalier au sud.
Trump a lancé une opération de déportation massive. L'Immigration and Customs Enforcement (ICE) a opéré plus de 1000 arrestations quotidiennes une semaine après son entrée en fonction, avec un objectif de 1200 à 1500 arrestations par jour. Trump a initialement concentré les opérations de déportation dans les villes sanctuaires et contre les individus figurant sur des « listes cibles » de criminels établies avant son administration. Les expulsions ont également été accélérées pour les demandeurs d'asile ne répondant pas aux critères. Trump a également suspendu le traitement des demandes de réfugiés pendant quatre mois et révoqué le statut de libération conditionnelle des migrants entrés aux États-Unis via CBP One et le programme de libération conditionnelle humanitaire « parole ».
Trump a tenté de supprimer le droit du sol en signant un décret pour ce faire, mais une juge du Maryland, qui conteste la constitutionnalité de ce décret, en a bloqué la promulgation. Le 29 janvier 2025, Trump promulgue la loi Laken Riley, qui impose la détention automatique des migrants en situation irrégulière ayant été inculpés ou condamnés pour crimes.

### Politique étrangère
La politique étrangère du second mandat de Trump a été qualifiée d'impérialiste et d'expansionniste,. Il a exprimé l'intention d'annexer le Canada, le Groenland, le canal de Panama,, et la bande de Gaza, dont il déclare vouloir faire une « Côte d'Azur du Moyen-Orient » en la vidant de sa population de Palestiniens.
Trump a ordonné au gouvernement américain de cesser de financer et de collaborer avec l'OMS et a annoncé l'intention des États-Unis de quitter formellement l'OMS. Trump et son administration entrante ont contribué à négocier un cessez-le-feu entre Israël et le Hamas aux côtés de l'administration Biden, mis en place un jour avant l'investiture de Trump. Trump et Elon Musk ont démantelé la majeure partie de l'USAID (l'agence chargée des aides du soutien au développement économique et de l'aide humanitaire dans le monde).
Nombre d'observateurs jugent que la position de Trump sur l'Europe est à l'origine d'un bouleversement géopolitique qui remet en question l'unité de l'Occident et l'Organisation du traité de l'Atlantique Nord face notamment à l'invasion de l'Ukraine par la Russie. La nouvelle orientation américaine sur le conflit et sur l'alliance transatlantique est source de confusion pour l'Europe, qui reçoit des signaux selon lesquels elle ne peut compter comme auparavant pour sa défense sur une puissance considérée comme allié historique. Un moment souvent présenté comme historique a lieu lorsque Trump et Vance ont une conduite humiliante avec Volodymyr Zelensky venu discuter dans le Bureau ovale le 28 février 2025. Dans une certaine mesure, Trump se rapproche du gouvernement russe, il suspend toute aide militaire et de renseignement à Kiev en l'attente de la signature d'un accord sur les terres rares du sous-sol ukrainien, projette de recevoir Vladimir Poutine, de mettre fin aux sanctions contre la Russie, à son exclusion de l'ex-G8, et interrompt les opérations de cybersécurité la visant. Il avance que la présence américaine pour l'exploitation des ressources du sous-sol ukrainien serait une garantie de sécurité. Zelensky est réticent. Affirmant que la Russie est plus disposée à la paix, Trump mène des pourparlers de cessez-le-feu auxquels l'Ukraine est finalement représentée en Arabie saoudite le 11 mars 2025, alors que Zelensky et l'Europe craignaient des négociations russo-américaines. Cependant, c'est la Russie qui ne valide pas l'accord.
Certains affirment que le souhait du président américain est d'obtenir le prix Nobel de la Paix, auquel il confirme être officiellement candidat pour 2025.

## Positions politiques
Donald Trump se définit comme un « républicain conservateur », mais les commentateurs et les enquêtes d'opinion indiquent qu'il est beaucoup moins perçu comme un véritable conservateur (true conservative) ou comme une personne religieuse (religious) que les autres personnalités du Parti républicain. Il indique être « totalement flexible sur beaucoup, beaucoup de sujets », et revendique sa capacité à être « imprévisible », ce qui le conduit régulièrement à changer de position.
Il est parfois jugé sans « aucun équivalent dans l’histoire politique américaine »,, ou « inclassable ».
Soufian Alsabbagh le présente comme « un candidat nativiste-nationaliste ». L'historien Serge Berstein estime qu'il « pratique le populisme de la même manière que les partis populistes européens » ; Soufian Alsabbagh, s'il souligne ses différences avec ces derniers, estime que son électorat partage des « motivations profondes » avec les leurs. L'historien Robert Paxton juge qu'il ne représente pas « un extrémisme de droite, mais […] un extrémisme du centre, qui prône la suprématie de l'individu ». Pour Hadrien Desuin, Trump représente un populisme nouvelle génération : « ultralibéral en économie, il défend un État fort dans les domaines de la défense, de l'immigration et de la politique étrangère ».
Lors de sa campagne électorale de 2016, les idées qu’expriment Trump et son programme recueillent les faveurs et le soutien de mouvements américains d'extrême droite ultranationalistes, racistes et suprémacistes blancs, y compris le Ku Klux Klan, qui se reconnaissent dans le discours de Trump et considèrent qu'il exprime leurs idées et le Parti nazi américain. Pour certains universitaires comme Robert Kagan ou Pierre de Senarclens, il incarne un nouveau fascisme. Alain Tourigny le qualifie sur le site lenouvelliste.ca d'imprévisible « maître de la planète », risquant de mener celle-ci à la troisième guerre mondiale. L'association américaine Southern Poverty Law Center (SPLC), reconnue pour ses travaux d'étude et de surveillance des courants extrémistes, considère que « Trump est un héros pour l'Alt-right », la « droite alternative » regroupant différentes franges du mouvement conservateur américain partageant certaines idéologies, principalement racialistes ou racistes comme le nationalisme blanc ou le suprémacisme, et qui toutes sont hostiles à l'immigration, au multiculturalisme et au « politiquement correct », autant de thèmes utilisés par Trump pour sa campagne.

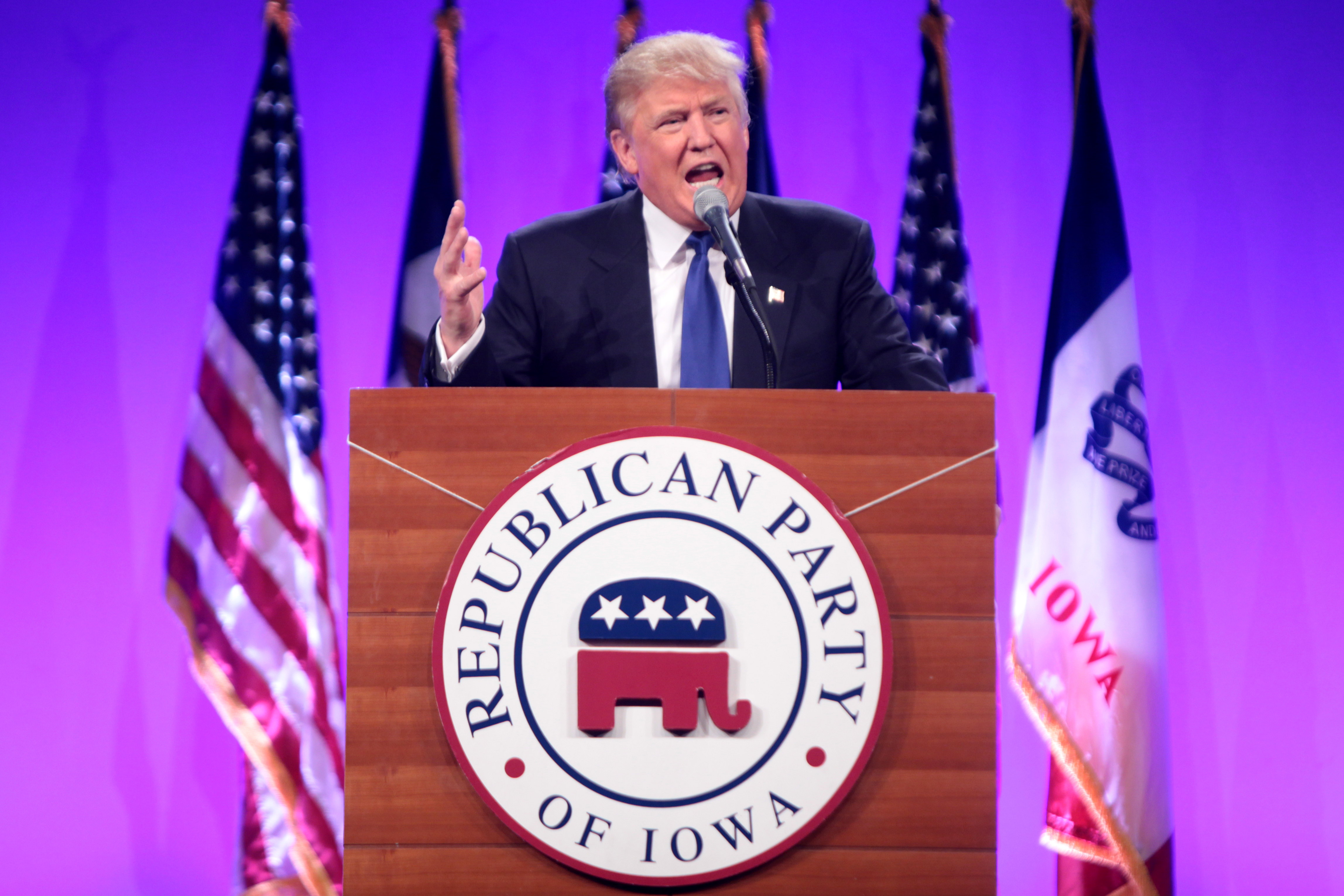
Donald Trump lors d'un dîner du Parti républicain à Des Moines (Iowa) en 2015.

Certains analystes le comparent à George Wallace, candidat indépendant à la présidence en 1968,,,,, ou à Andrew Jackson, septième président des États-Unis,,. Le seul président américain auquel Donald Trump se réfère dans son discours d'investiture par le Parti républicain est Richard Nixon à travers la reprise de son slogan « Law and order » (« La loi et l'ordre »), ce qui est perçu comme un changement important dans un parti habitué à se référer essentiellement à Ronald Reagan, et vise à mettre l'accent sur le thème de la sécurité nationale,. Bien qu'ayant des idées souvent opposées à celles de Ronald Reagan, tous deux sont parfois comparés car ils ont en commun de venir du milieu du spectacle, de ne pas être pris au sérieux par les élites et les médias lorsqu'ils lancent leur candidature pour la Maison-Blanche, et de susciter une grande incompréhension avec leur élection,.
Il reprend par ailleurs des théories du complot sur des sujets divers,, : Conspiracy Watch le propose comme l’héritier direct du courant pseudo-conservateur analysé par l’historien Richard Hofstadter dans sa célèbre conférence sur le style paranoïaque dans la politique américaine, à savoir un courant extrémiste de droite qui n'avait plus été représenté à ce niveau depuis la candidature de Barry Goldwater en 1964. Certains observateurs voient dans sa propension au mensonge une manifestation de l'ère post-vérité, dans la lignée de la campagne du référendum sur l'appartenance du Royaume-Uni à l'Union européenne,,, ; le concept d'« hyperbole vraie », issu de son ouvrage The Art of the Deal (1987) et né de la plume de son nègre Tony Schwarz (en), est considéré comme une théorisation de cette technique qu'il a mise en pratique tout au long de sa carrière d'homme d'affaires,.
Ses biographes soulignent l'importance dans sa formation idéologique des sermons de Norman Vincent Peale à l'église Collégiale Marble de New York, qu'il n'a jamais cessé de fréquenter depuis son enfance, en particulier dans son rapport à la vérité et à la réussite matérielle.
Le 24 juin 2022, après l'annulation de l'arrêt Roe v. Wade garantissant depuis près d'un demi siècle le droit à l'avortement au niveau fédéral, Donald Trump salue dans un communiqué la décision de la Cour suprême et indique qu'il s'agit là de la « volonté de Dieu ».
Le 9 septembre 2024, relate le journal Politico, après avoir, à tort, affirmé qu'il serait possible de voler jusqu'à 950 dollars (855 euros) de marchandises en Californie sans conséquences, Donald Trump, candidat à la présidentielle américaine qui se tiendra 36 jours plus tard, au micro lors d'un meeting politique à Erie en Pennsylvanie affirme qu'autoriser une journée de violences policières pourrait permettre de mettre fin à la criminalité « immédiatement ». Il a appelé à « une bonne journée de violence, de la vraie violence, bien comme il faut », des représailles policières, pour d'éradiquer le crime « immédiatement ». Selon le Washington Post, il a ensuite réduit cette période à une heure, mais en précisant « une heure difficile. Et je veux dire vraiment dure. La nouvelle se répandra. Et cela s'arrêtera immédiatement ». Des commentateurs notent que cet appel à une violence illégale et débridée évoque l'amendement imaginé par les scénaristes des films d'horreur de la série American Nightmare (une loi qui, dans la série, permet qu'une fois par an, durant une période de douze heures dite « La Purge », tout crime deviendrait autorisé).

## Synthèse des résultats électoraux

### Primaires
| Année | Parti      | Parti       | Vote populaire | Vote populaire | Délégués     | Principal adversaire | Rang         |
| Année | Parti      | Parti       | Voix           | Pourcentage    | Délégués     | Principal adversaire | Rang         |
| ----- | ---------- | ----------- | -------------- | -------------- | ------------ | -------------------- | ------------ |
| 2000  |            | Réforme     | NC (abandon)   | NC (abandon)   | NC (abandon) | NC (abandon)         | NC (abandon) |
| 2016  |            | Républicain | 14 015 993     | 44.9 / 100     | 1441 / 2472  | Ted Cruz             | 1er          |
| 2020  | 18 159 752 | Républicain | 94.0 / 100     | 2549 / 2550    | William Weld |                      | 1er          |
| 2024  | 17 015 756 | Républicain | 76.4 / 100     | 2268 / 2374    | Nikki Haley  |                      | 1er          |

### Élections générales
| Année | Parti       | Parti       | Fonction briguée | Colistier  | Vote populaire | Vote populaire | Grands électeurs | Principal adversaire | Rang |
| Année | Parti       | Parti       | Fonction briguée | Colistier  | Voix           | Pourcentage    | Grands électeurs | Principal adversaire | Rang |
| ----- | ----------- | ----------- | ---------------- | ---------- | -------------- | -------------- | ---------------- | -------------------- | ---- |
| 2016  |             | Républicain | Président        | Mike Pence | 62 984 828     | 46.1 / 100     | 304 / 538        | Hillary Clinton      | 1er  |
| 2020  | 74 216 722  | Républicain | Président        | Mike Pence | 46.9 / 100     | 232 / 538      | Joe Biden        | 2e                   |      |
| 2024  | J. D. Vance | Républicain | Président        | 77 302 580 | 49.8 / 100     | 312 / 538      | Kamala Harris    | 1er                  |      |

## Vie privée
En 1977, il épouse Ivana Zelníčková, athlète et mannequin tchécoslovaque, Selon certaines sources, il la rencontre à Montréal en 1976 dans une réception privée à l'occasion des Jeux olympiques,.  S'en suivront 9 mois de fréquentation avec de nombreux allers-retours entre New York et Montréal. Selon d'autres sources, Donald Trump la remarque dans le bar Maxwell's Plum, où elle fait partie d'une délégation de mannequins venues à New York de Montréal pour faire la promotion des Jeux olympiques. Ils ont ensemble trois enfants : Donald Trump, Jr. (né le 31 décembre 1977), Ivanka Trump (née le 30 octobre 1981) et Eric Trump (né le 6 janvier 1984). Ils divorcent en 1992. Donald Jr, Ivanka et Eric occupent tous trois des postes dans l'empire financier de leur père ; Ivanka et Eric quittent par la suite ces fonctions pour travailler à la Maison-Blanche.
Donald Trump dément la rumeur d'une relation qu'il aurait entretenue avec Carla Bruni en 1991, rumeur qu'il aurait lui-même lancée.
Le 21 décembre 1993, il épouse l'actrice et présentatrice de télévision Marla Maples, avec qui il a une fille, Tiffany (née le 13 octobre 1993). Le couple se sépare en 1997 et divorce le 8 juin 1999.
Depuis le 22 janvier 2005, il est marié à Melania Knauss, mannequin originaire de Slovénie avec laquelle il a un fils, Barron Trump (né le 20 mars 2006).
Par son fils Donald, Jr. et son épouse Vanessa Haydon Trump, il est grand-père de Kai Madison Trump (née le 12 mai 2007), Donald John Trump III (né le 18 février 2009), Tristan Milos Trump (né le 2 octobre 2011), Spencer Frederick Trump (né le 21 octobre 2012) et Chloe Sophia Trump (née le 16 juin 2014). Sa fille Ivanka et l'époux de cette dernière, Jared Kushner, lui ont donné trois autres petits-enfants : Arabella Rose Kushner (née le 17 juillet 2011), Joseph Frederick Kushner (né le 14 octobre 2013) et Theodore James Kushner (né le 27 mars 2016). Son fils Eric et la femme de celui-ci, Lara Yunaska, lui ont également donné deux autres petits-enfants : Eric « Luke » Trump (né en septembre 2017) et Carolina Dorothy Trump (née en août 2019).
Donald Trump est un protestant presbytérien jusqu'en 2021, et déclare aller à la Collégiale Marble de New York, une des plus anciennes églises des États-Unis, située au cœur de Manhattan, où il a été influencé par son pasteur Norman Vincent Peale, apôtre de la pensée positive. La pasteure évangélique Paula White est sa conseillère spirituelle personnelle et a dirigé un comité consultatif évangélique à la Maison-Blanche. En 2021, après son premier mandat, il se déclare chrétien n'appartenant à aucune dénomination.

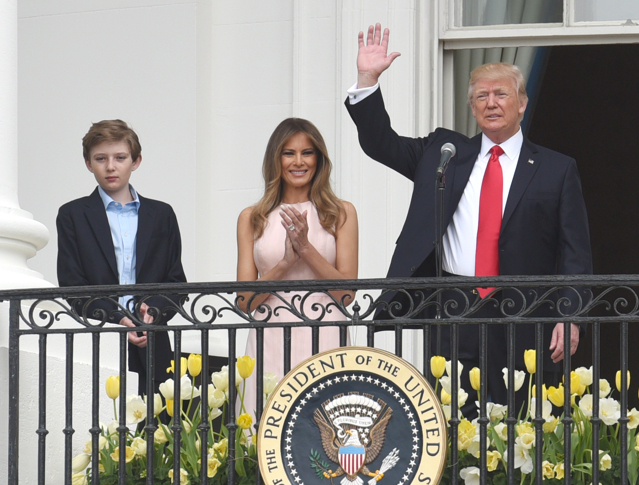
Donald et Melania Trump avec leur fils Barron lors du roulement des œufs de Pâques de 2017.
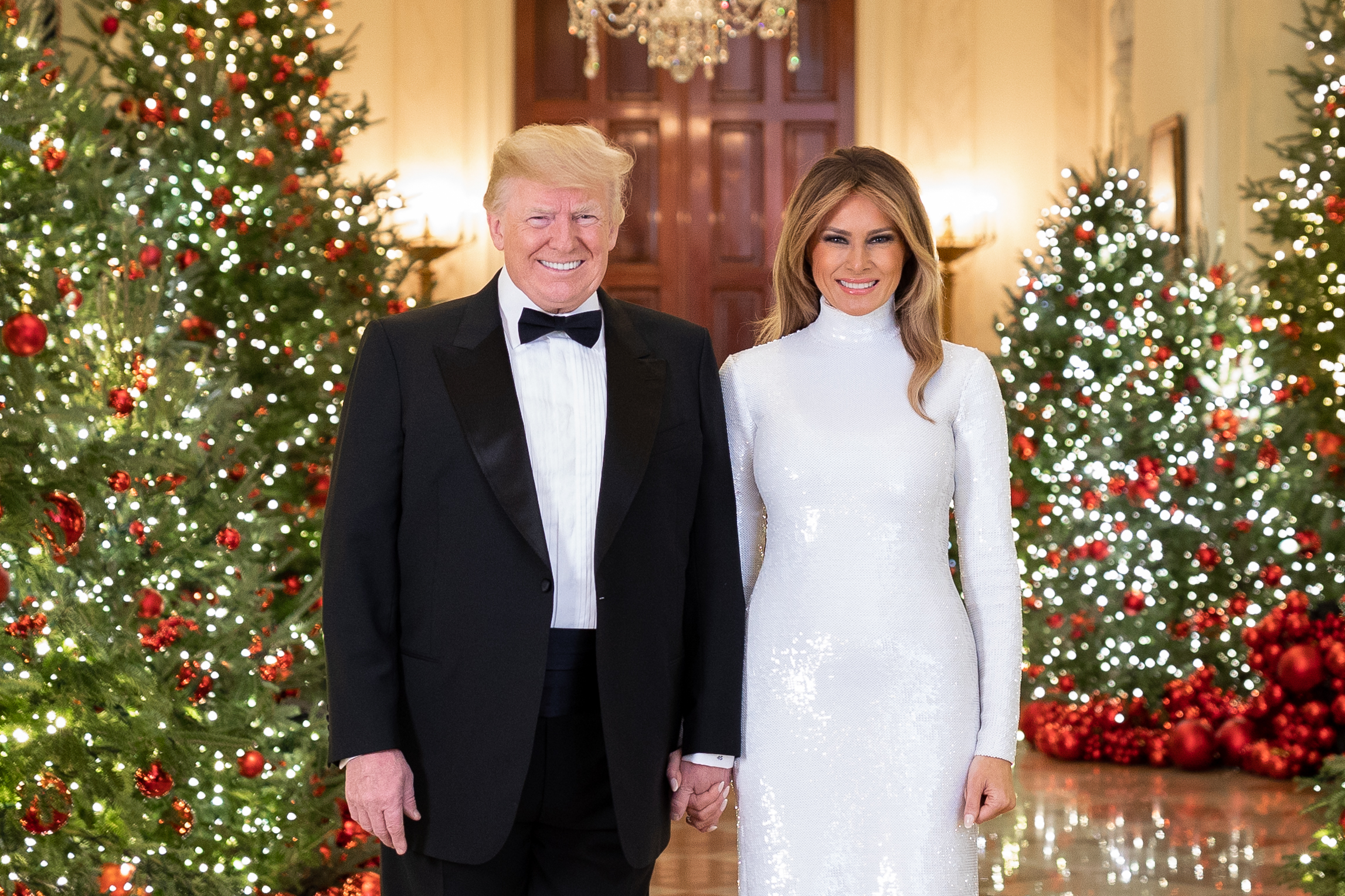
Donald et Melania Trump dans le hall d'entrée de la Maison-Blanche à l’approche de Noël 2018.
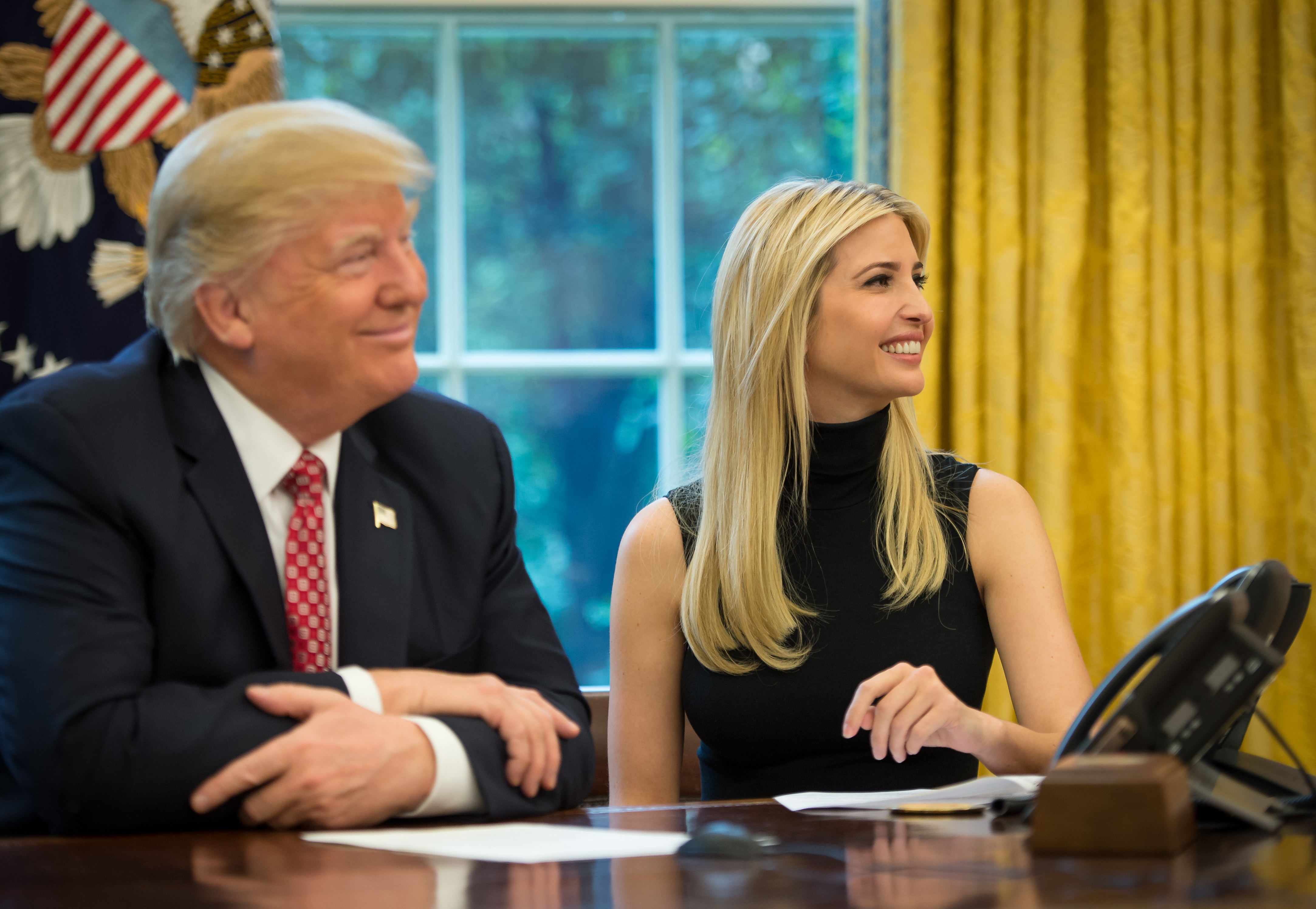
Donald Trump à la Maison-Blanche avec sa fille Ivanka, qui est sa haute conseillère durant sa première présidence.
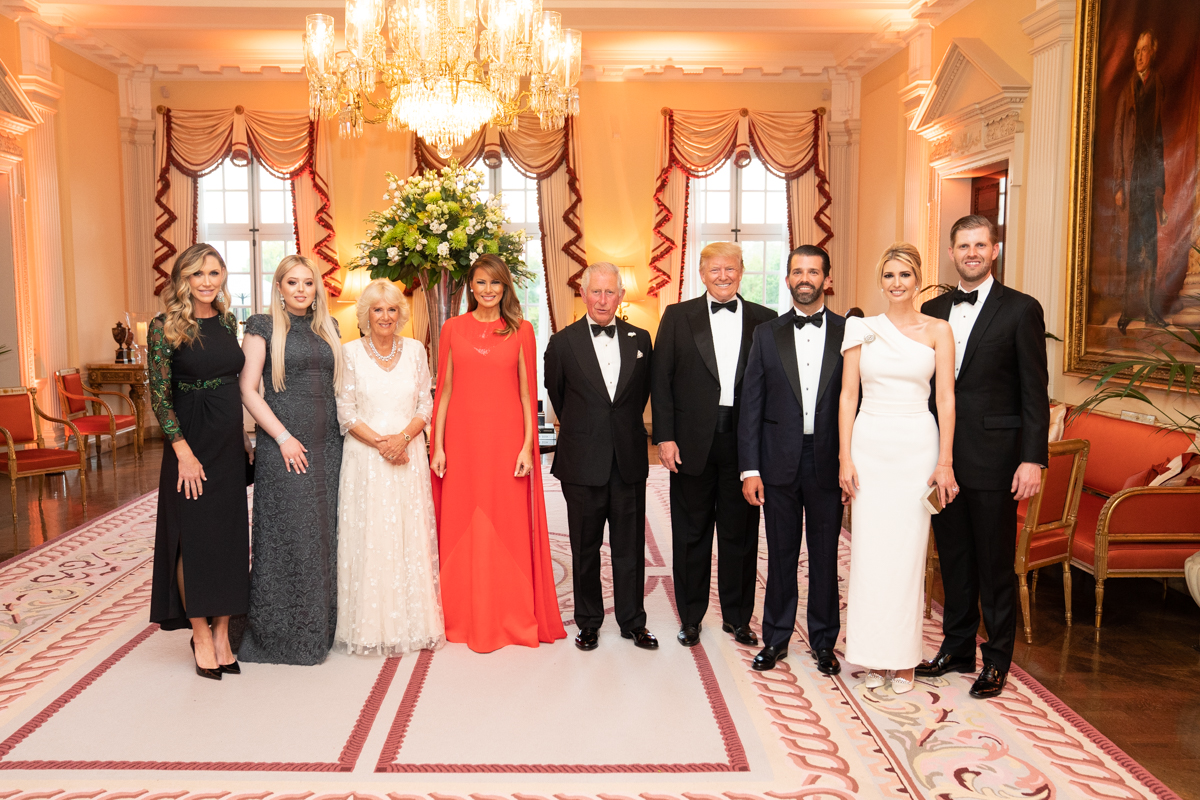
Donald Trump et sa famille recevant le prince Charles de Galles et son épouse Camilla, en juin 2019.
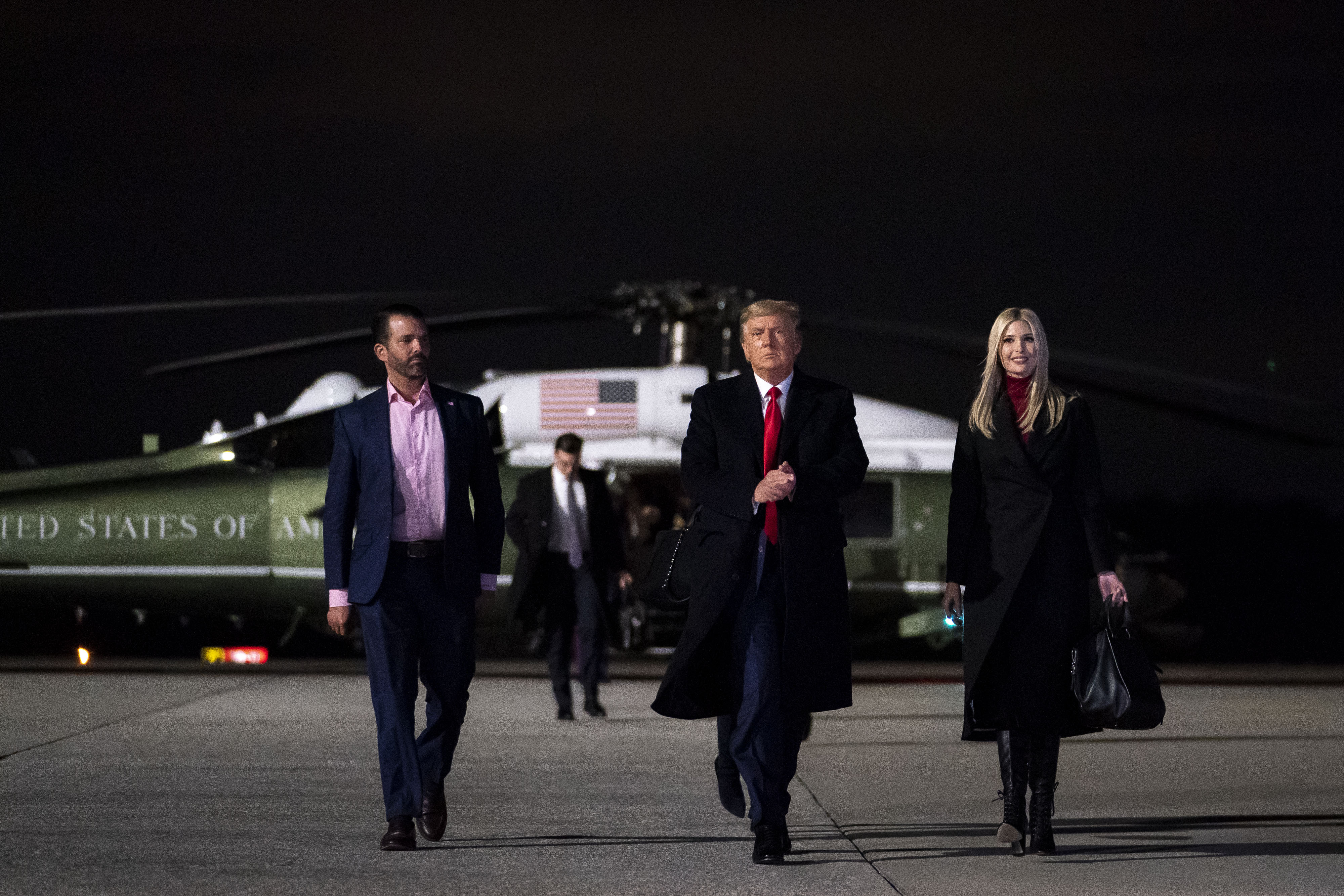
Donald Trump avec sa fille Ivanka et son fils Donald Trump, Jr. le 4 janvier 2021 à Washington, D.C.

## Apparitions culturelles
Très médiatisé aux États-Unis dès les années 1980, Trump est depuis cette époque l'une des figures de la culture populaire américaine.
Lise Wajeman, professeure de littérature comparée, relève peu après l'élection présidentielle de 2016 qu'« en quelques mois s’est forgée sur la Toile une sorte d’anthologie éparse des avatars de Trump dans les séries, films, bandes dessinées, romans », en particulier chez ses opposants, ce qui répond selon elle « à une triple nécessité : comprendre d’où le phénomène vient, imaginer où il va, essayer de le combattre ».
En 2016 et 2017 s'ouvre aux États-Unis un débat par articles interposés, entre universitaires spécialistes de philosophie et psychologie politique, examinant si Donald Trump, qui avait financé sa propre campagne (magnificence) possède ou non la « magnanimité » (conscience de ses grandes possibilités), vertu par excellence des gouvernants selon Aristote : Le magnificent M. Trump ; La magnificence et la possible magnanimité de Trump au deuxième abord ; Deux ou trois choses que Trump devrait apprendre d'Aristote. Dans ce dernier article, Peter F. Cannavò clôt le débat en soulignant qu'il ne faut pas confondre conscience de ses propres possibilités, éventuellement grandes, et arrogance.
Les projets, l'action et la manière particulière de s'exprimer de Donald Trump ont causé l'apparition du vocable « trumpisation », qui a donné « trumpiser » et « trumpisme ». Il a été prononcé pour la première fois en public par l'ancien Premier ministre français Manuel Valls ; ce néologisme a été accepté par le Conseil de la langue en Suède (trumpifiering).
En 2017, le chercheur Vazrick Nazari décerne à un papillon le nom de Neopalpa donaldtrumpi en référence à la chevelure de Donald Trump,.

### Livres

#### Fiction
Dans le roman American Psycho de Bret Easton Ellis (1991), Donald Trump est cité à plusieurs reprises par le protagoniste Patrick Bateman, qui le considère comme un modèle. A posteriori, des œuvres de fiction uchroniques ou dystopiques sont présentées comme des anticipations de l'élection de Donald Trump, telles que Le Complot contre l'Amérique de Philip Roth (2004) ou Cela ne peut arriver ici de Sinclair Lewis (1935) ; un rapprochement est également fait avec le personnage de Lex Luthor, ennemi de Superman élu président des États-Unis,,,,. Dans La Parabole des talents, roman dystopique d'Octavia E. Butler publié en 1998, le sénateur Andrew Steele, dont les partisans s'assemblent afin de brûler des sorcières — ce qu'il condamne « dans un langage si doux que ses partisans étaient libres d’entendre ce qu’ils voulaient entendre » —, utilise le slogan de Ronald Reagan repris par Donald Trump, « Make America Great Again »,. En 2017, La Maison Golden de Salman Rushdie se moque du président sous le personnage de Gary « Green » Gwynplaine. Dans le roman L'Anomalie d'Hervé Le Tellier (prix Goncourt 2020), Donald Trump est un personnage qu'on devine, et ayant une part importante dans l'histoire, bien que son nom réel ne soit jamais cité (il est toujours désigné comme « le président américain »). Il est décrit dans le roman, comme présentant « une forte ressemblance avec un gros mérou à perruque blonde »,.

#### Journalisme
En janvier 2018, le journaliste Michael Wolff publie le livre Le Feu et la Fureur : Trump à la Maison-Blanche, qui décrit la première année de présidence de Trump comme particulièrement chaotique. Des témoignages rapportés par l'auteur mettent en doute les capacités intellectuelles de Trump ainsi que son aptitude à gouverner, voire sa santé mentale. Les ventes de l'ouvrage et son audience médiatique relancent le débat sur la question de l'équilibre mental de Donald Trump, ce qui provoque cette réaction de sa part sur Twitter : « En fait, tout au long de ma vie, mes deux plus grands atouts ont été ma stabilité mentale et le fait d'être, genre, vraiment intelligent […]. Je suis passé d'homme d'affaires TRÈS prospère à grande vedette de la télévision… à président des États-Unis (dès mon premier essai). Je pense qu’on peut me qualifier non pas de malin, mais de génie… et un génie très équilibré en plus ! ».
En septembre 2018, le journaliste politique Bob Woodward publie le livre Peur, qui décrit une Maison-Blanche en proie au chaos et un président incompétent et dépassé par sa tâche, auquel son entourage va jusqu'à subtiliser des documents à signer pour l'empêcher de prendre des décisions dangereuses,.

### Cinéma
Donald Trump a effectué divers caméos dans des œuvres cinématographiques, la plupart du temps en jouant son propre rôle :
- 1989 : Ghosts Can't Do It : lui-même
- 1992 : Maman, j'ai encore raté l'avion ! : lui-même[920]
- 1994 : Les Chenapans : le père de Waldo[921]
- 1995 : Across the Sea of Time : lui-même
- 1996 : Eddie : lui-même[922]
- 1996 : L'Associé : lui-même[923]
- 1998 : Studio 54 : un client VIP
- 1998 : Celebrity : lui-même
- 2001 : Zoolander : lui-même[924]
- 2002 : L'Amour sans préavis : lui-même[925]
- 2010 : Wall Street : L'argent ne dort jamais : lui-même (scène coupée au montage de la version cinéma mais visible lors de la sortie en vidéo)[926]

Joe Dante, réalisateur de la série Gremlins, s'en est inspiré pour créer le personnage Daniel Clamp dans le film Gremlins 2: La nouvelles génération. Bob Gale, scénariste de la série Retour vers le futur, dit aussi s'être inspiré de lui pour imaginer le personnage de Biff Tannen, devenu milliardaire dans un futur alternatif dans Retour vers le futur 2. Dans Wonder Woman 1984, le rôle du super-vilain Maxwell Lord est aussi inspiré de Donald Trump.
En octobre 2016, pendant la campagne présidentielle, le cinéaste Michael Moore sort un film intitulé Michael Moore in TrumpLand qui, contrairement à ce que le titre peut laisser entendre, n'est pas une attaque frontale contre Donald Trump, mais un plaidoyer pour Hillary Clinton,,. En 2018, dans un documentaire intitulé Fahrenheit 11/9, il compare Donald Trump à Adolf Hitler.

### Télévision
Donald Trump a effectué de nombreux caméos dans des œuvres télévisuelles, en général dans son propre rôle :
- 1985 : The Jeffersons (épisode 9 de la saison 11) : lui-même
- 1987 : I'll take Manhattan (deuxième épisode) : lui-même
- 1994 : Le Prince de Bel-Air (épisode 25 de la saison 4, Maison à vendre) : lui-même[934]
- 1996 : Une nounou d'enfer (épisode 4 de la saison 4 : La Gloire de Miss Fine) : lui-même[935]
- 1997 : Le Drew Carey Show (épisode 24 de la saison 2 : New York and Queens) : lui-même[936]
- 1997 : Susan! (en) (épisode 22 de la saison 1 : Impair et passe ) : lui-même[937]
- 1998 : Spin City (épisode 14 de la saison 2 : Le maire cherche l'inspiration) : lui-même[938]
- 1999 : Sex and the City (épisode 8 de la saison 2 : Légendes urbaines) : lui-même[939]
- 2001 : The Job (épisode 2 de la saison 1 : Elizabeth Hurley) : lui-même[940]
- 2004 : Saturday Night Live (saison 29, épisode 16 : Donald Trump, Ben Harper, Jack Johnson, Toots and the Maytals) : lui-même[941],[942]
- 2005 : Des jours et des vies : lui-même
- 2009 : WWE Raw (épisodes du 15 et 22 juin) : lui-même[943],[944]

En 1992, dans l'épisode L'Ange de la série Code Quantum, Donald Trump enfant (joué par Justin Thomson) est transporté avec ses parents par Sam Beckett devenu chauffeur de taxi. En 1995, il fait une apparition dans son propre rôle, à la fin du téléfilm Pour l’amour du risque, Secrets de famille (Hart to Hart : Secrets of the Hart). En 2000, un épisode des Simpsons, Les Simpson dans 30 ans, prédit son élection comme président des États-Unis : Lisa Simpson lui succède en 2030 après un bilan catastrophique,. Interrogé durant la campagne des primaires républicaines de 2016, le scénariste Dan Greaney indique que cette idée « est apparue logiquement comme la dernière étape avant de toucher le fond. Elle a été exploitée parce qu'elle était cohérente avec la vision d'une Amérique devenue folle ».
Le 3 avril 2004, Ben Harper et Jack Johnson ont joué avec Toots and the Maytals dans Saturday Night Live (saison 29, épisode 16), un épisode avec Donald Trump comme invité principal,.
La 2 327e étoile lui est décernée en 2007 sur le Hollywood Walk of Fame, au titre de son émission de téléréalité The Apprentice. Pour dénoncer la proposition de Trump d'édifier une muraille à la frontière mexicaine, l'artiste urbain Plastic Jesus s'est servi de cette étoile pour une œuvre éphémère, en l'entourant d'un mur fait de planches de bois, haut d'une quinzaine de centimètres et surmonté de fils barbelés.
Sa candidature à l'élection présidentielle de 2016 puis sa victoire en font un personnage très récurrent des sketches lors des shows télévisés américains. Parmi ces nombreuses caricatures, celle du Saturday Night Live portée par Alec Baldwin dans le rôle de Donald Trump rencontre un grand succès aux États-Unis et dans le reste du monde,,, au point que les sketches sur Donald Trump et son entourage (notamment Kellyanne Conway, Sean Spicer, Steve Bannon et le président russe « ami » de Trump Vladimir Poutine) font partie des chroniques phares de l'émission. Donald Trump lui-même a vertement critiqué l'émission à plusieurs reprises sur Twitter.
L'acteur Brendan Gleeson est le premier acteur à incarner Donald Trump dans une fiction. En septembre 2020, le réalisateur Billy Ray adapte les mémoires de James Comey, directeur du FBI dans la mini-série The Comey Rule.

### Musique
En 1990, le groupe The Time sort une chanson intitulée Donald Trump (Black Version), écrite par Prince.
En 2011, le rappeur américain Mac Miller sort le morceau Donald Trump dans lequel il glorifie le mode de vie de l'homme d'affaires.
Le 19 octobre 2016, quelques heures avant le dernier débat télévisé entre Hillary Clinton et le milliardaire, le rappeur Eminem diffuse avec ses comptes Twitter et Facebook une chanson intitulée Campaign Speech (Discours de campagne) dans laquelle il s'en prend violemment au candidat républicain,,.
En 2019, la chanteuse de country Linda Ronstadt compare Donald Trump à Adolf Hitler.

### Peinture

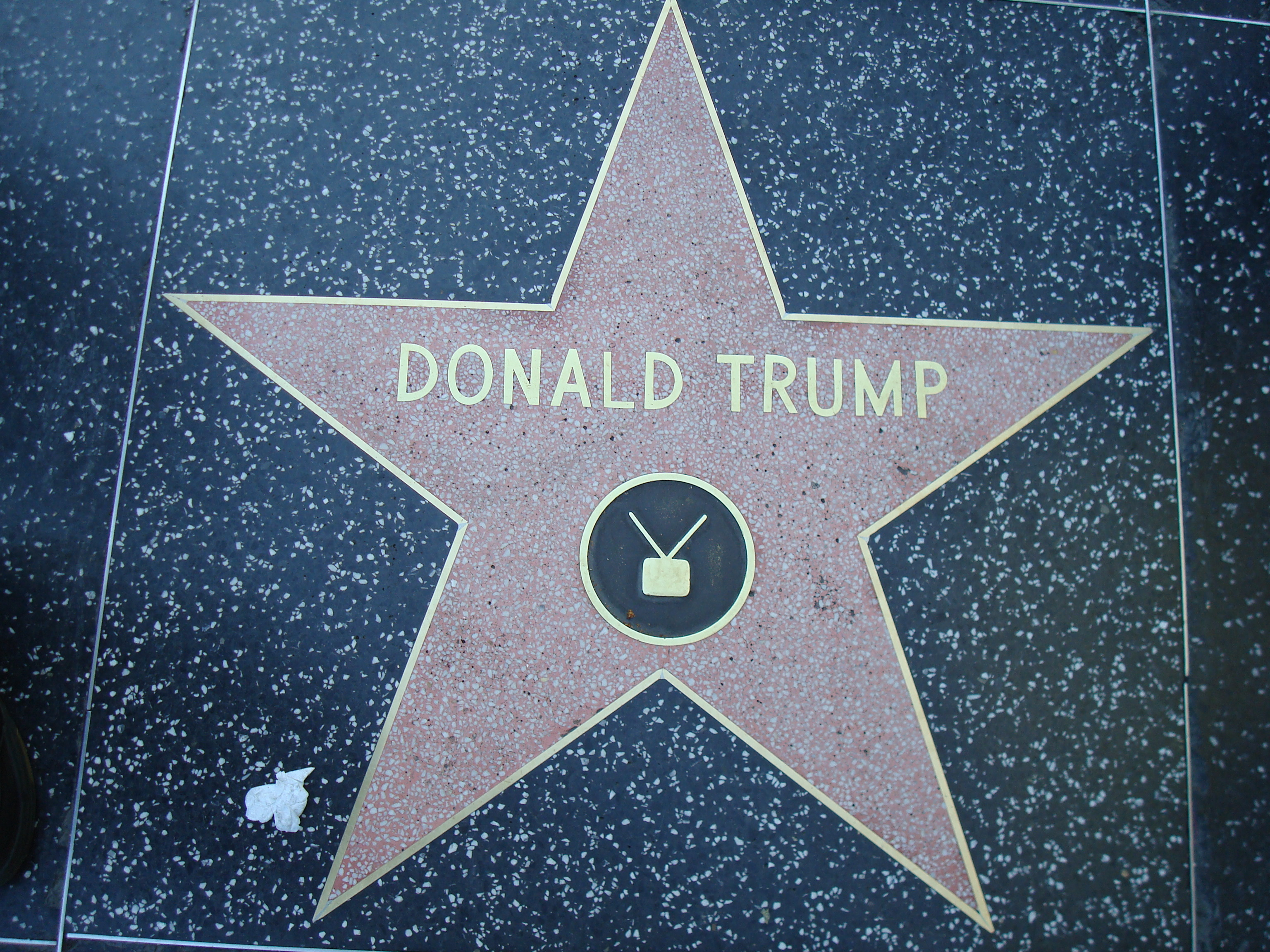
L'étoile de Donald Trump au Walk of Fame.

En 1989, le peintre Ralph Wolfe Cowan (en) réalise un portrait de Donald Trump sur commande de ce dernier ; le tableau est exposé à la bibliothèque de Mar-a-Lago, le club privé de Donald Trump à Palm Beach, en Floride.
Lors des primaires républicaines de 2016, l'artiste Illma Gore (de) partage sur un réseau social un portrait de Donald Trump intitulé comme son slogan de campagne Make America Great Again, qui le représente nu avec un micropénis, ce qui vaut à l'artiste des menaces de poursuites judiciaires de la part de l'équipe de Donald Trump, et d'être agressée physiquement par un supporteur du candidat républicain. Le tableau est ensuite exposé dans une prestigieuse galerie londonienne.
À la même période, l'artiste Mindaugas Bonanu réalise une peinture sur le mur d'un petit restaurant de Vilnius, qui représente un baiser entre Donald Trump et Vladimir Poutine sur le modèle du célèbre baiser entre Léonid Brejnev et Erich Honecker ; l'œuvre bénéficie d'une large communication virale.

### Jeu vidéo
Dans Donald Trump's Real Estate Tycoon, un jeu de simulation économique de spéculation immobilière sorti en novembre 2002, le but du joueur est de devenir plus riche que Donald Trump. Ce dernier a prêté sa voix aux deux versions du jeu.
Dans le jeu Mr. President! de Game Developer X, sorti sur Steam en octobre 2016, le joueur incarne un garde du corps devant sauver le candidat à la présidence Ronald Rump de multiples tentatives d'assassinat ; le jeu parodie à l'occasion les thèmes et les événements de la campagne électorale de Trump pour l'élection de 2016,.

### Bande dessinée
En mars 2018, les Éditions i publient l'album parodique Trump en 100 tweets, dessiné par François Boucq (grand prix de la ville d'Angoulême 1998) et scénarisé par Vanessa Duhamel,. En 2017, le cartooniste Garry Trudeau (prix Pulitzer 1975) publie une compilation de ses dessins dans la série satirique Doonesbury, dont Trump est un personnage récurrent. En 2017, Art Spiegelman (prix Pulitzer 1992) dessine pour Resist!, magazine graphique d'opposition à Donald Trump créé par son épouse Françoise Mouly et sa fille Nadja.

## Distinctions et hommages

### Décorations étrangères
- Collier de l'ordre du roi Abdelaziz (Arabie Saoudite, 2017)[979]
- Ordre de Zayed (Émirats arabes unis, 2025)[980]
- Ordre présidentiel d'excellence (Géorgie, 2012)[981]
- Ordre de la Liberté (Kosovo, 2020)[982]
- Ordre de Souveraineté (Maroc, 2021)[983]

### Distinctions
- 1983 : Tree of Life Award décerné par le Fonds national juif pour ses contributions aux relations entre les États-Unis et Israël.
- 1986 : Ellis Island Medal of Honor (en) pour célébrer les valeurs « du patriotisme, de la tolérance, de la fraternité et de la diversité ».
- 2007 : étoile sur le Hollywood Walk of Fame.
- 2013 : membre du WWE Hall of Fame.
- 2016 : choisi par le Time pour figurer sur la liste des cent personnes les plus influentes au monde.
- 2016 : personnalité de l'année selon le magazine américain Time, accompagné de la mention « Président des États Divisés d'Amérique »[984].
- 2017 : un boulevard Donald Trump est inauguré à Kamza (Albanie)[985]. Après que Donald Trump eut annoncé que les États-Unis reconnaissaient Jérusalem comme capitale d'Israël, le ministre israélien des Transports annonce que la station de train qui doit être construite près du mur des Lamentations l'année suivante portera le nom du président américain[986], de même pour un parc situé dans la municipalité de Kiryat-Yam[987].
- 2024 : personnalité de l'année selon le magazine américain Time, « come-back politique époustouflant »[988].

### Statues
Après son investiture en 2017, le musée de cire Madame Tussauds de Londres lui dédie une statue. La statue est actualisée ironiquement après sa défaite lors de l'élection présidentielle de 2020 avec une version du président en tenue de golf.
Au musée Grévin, autre musée de cire français, une statue a été inaugurée le 19 janvier 2017, soit un jour avant son investiture. À Berlin, le musée Tussauds choisit de représenter le 3 novembre 2020 la figure en cire de Donald Trump dans une benne à ordures.

### Toponymes

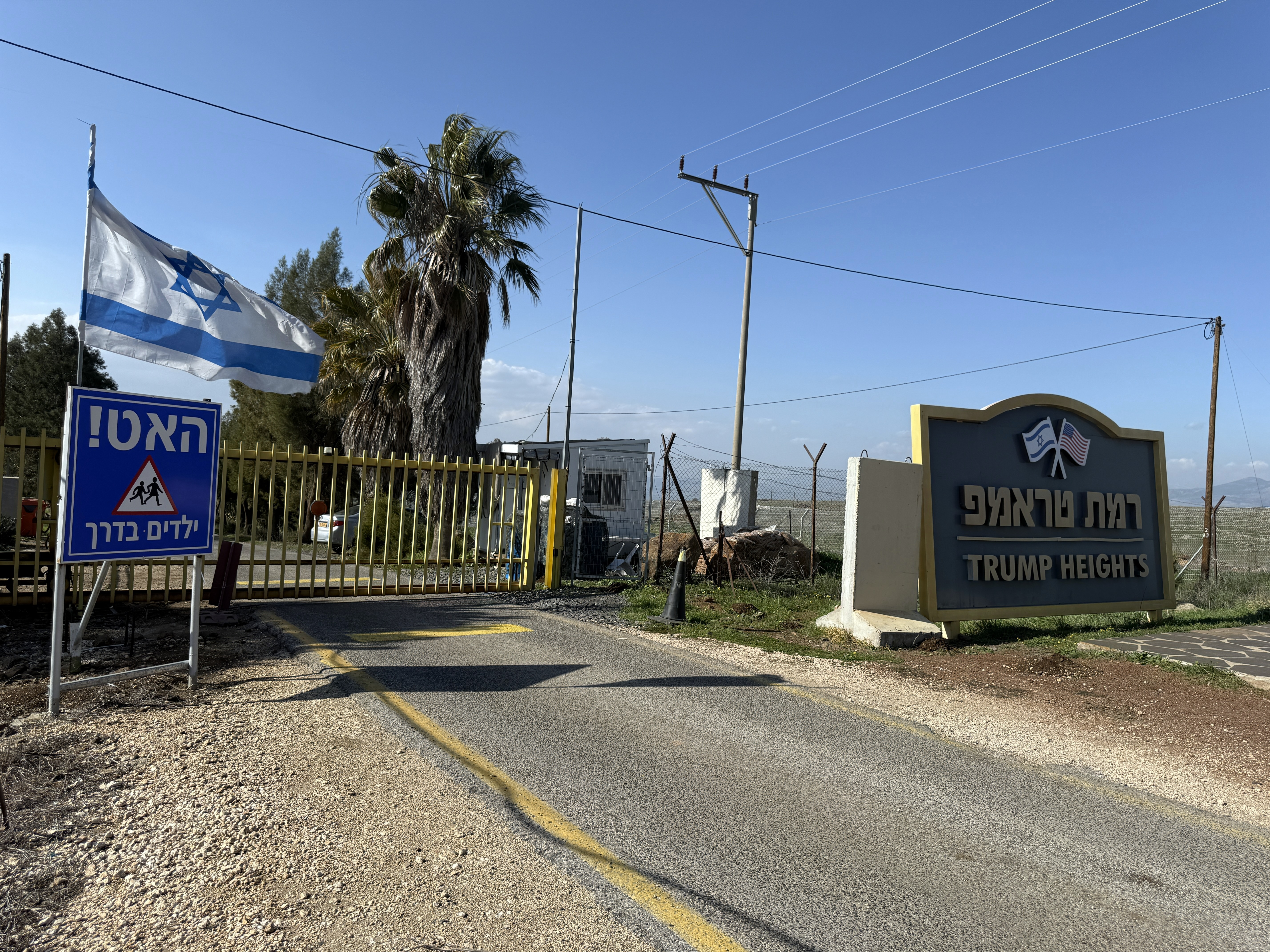
L'entrée de la colonie de.

La colonie israélienne de Ramat Trump (en), fondée en 2019 au Golan occupé, a été nommée ainsi en son honneur, en remerciement de la reconnaissance par les États-Unis de l'annexion israélienne du territoire syrien.

## Publications
- (en) avec Tony Schwartz, Trump: The Art of the Deal, Random House, 1987, 384 p. (ISBN 978-0-345-47917-4) ; traduction en français : Donald J. Trump avec Tony Schwartz (trad. de l'anglais), Trump par Trump : autobiographie, Paris, Éditions de l'Archipel, 2017, 336 p. (ISBN 978-2-8098-2203-8)
- (en) avec Charles Leerhsen, Surviving At the Top, Random House, 1990, 236 p. (ISBN 978-0-394-57597-1) ; traduction en français : Survivre au sommet, Michel Lafont, 1991 (ISBN 2-86391-428-6), rééd. Archipel, 2018
- (en) avec Kate Bohner, The Art of the Comeback, Times Books, 1997, 244 p. (ISBN 978-0-8129-2964-5)
- (en) The America We Deserve, Renaissance Book, 2000, 304 p.
- (en) avec Meredith McIver, How to Get Rich, Ballantine Books, 2004, 320 p. (ISBN 978-0-345-48103-0) ; traduction en français : Comment devenir riche, François Bourin éditeur, 2005
- (en) Time to Get Tough : Make America Great Again!, HarperBusiness, 2008, 384 p. (ISBN 978-0-06-154784-3)
- (en) Think Like a Champion : An Informal Education in Business and Life, Running Press Miniature Editions, 2010, 192 p. (ISBN 978-0-7624-3856-3) ; traduction en français : Penser comme un champion : Guide d'éducation informelle sur l'art de mener sa vie et ses affaires, François Bourin éditeur, 2009
- (en) avec Meredith McIver, Trump Never Give Up : How I Turned My Biggest Challenges into Success, Wiley, 2010, 208 p.
- (en) Think Big : Make It Happen in Business and Life, Regnery Publishing, 2015, 256 p. (ISBN 978-1-62157-495-8)
- (en) Crippled America (en) : How to Make America Great Again, 2015, 208 p. (ISBN 978-1-5011-3796-9) ; traduction en français : Donald J. Trump (trad. de l'anglais), L'Amérique paralysée : Pour que l'Amérique redevienne forte, Monaco/Paris, Éditions du Rocher, 2016, 274 p. (ISBN 978-2-268-08485-5)
- Les 7 propositions de Donald Trump : Make America Great Again, 2016 (ASIN B01LA7JPWU)